# Список чрезвычайных и полномочных посланников 2 класса России
В списке представлены дипломаты России, получившие дипломатический ранг Чрезвычайного и Полномочного Посланника 2 класса после 1991 года.
В списке указаны дата присвоения дипломатического ранга, номер соответствующего Указа Президента России и должность на момент присвоения ранга.
В список включены дипломаты, которым позднее были присвоены дипломатические ранги Чрезвычайного и Полномочного Посла и Чрезвычайного и Полномочного Посланника 1 класса.

## 1990-е

### 1992
| Дата присвоения | Номер указа | Ф.И.О.                            | Должность на момент присвоения | Последующие ранги       |
| --------------- | ----------- | --------------------------------- | ------------------------------ | ----------------------- |
| 18 марта 1992   | 269         | Ваниев, Владимир Ельбаздукович    |                                |                         |
| 18 марта 1992   | 270         | Комаровский, Георгий Евгеньевич   |                                |                         |
| 22 апреля 1992  | 411         | Жихарев, Валентин Алексеевич      |                                |                         |
| 22 апреля 1992  | 412         | Пахомов, Юрий Сергеевич           |                                | ЧПП-1, 1996             |
| 27 апреля 1992  | 424         | Петровский, Павел Фёдорович       |                                | ЧПП-1, 1995 Посол, 2002 |
| 7 мая 1992      | 463         | Брыкин, Олег Алексеевич           |                                |                         |
| 7 мая 1992      | 464         | Игнатьев, Александр Александрович |                                | ЧПП-1, 2003 Посол, 2007 |
| 5 июня 1992     | 571         | Грибков, Николай Михайлович       |                                | ЧПП-1, 1996 Посол, 2004 |
| 2 июля 1992     | 738         | Головин, Борис Вячеславович       |                                | Посол, 1993             |
| 2 июля 1992     | 739         | Кузнецов, Анатолий Петрович       |                                | ЧПП-1, 2001 Посол, 2005 |
| 2 июля 1992     | 740         | Нестерушкин, Валерий Михайлович   |                                | ЧПП-1, 2002 Посол, 2009 |
| 2 июля 1992     | 741         | Тимофеев, Владимир Павлович       |                                | ЧПП-1, 2000             |
| 2 июля 1992     | 742         | Шкурко, Андрей Всеволодович       |                                |                         |
| 2 июля 1992     | 743         | Попов, Юрий Владимирович          |                                | ЧПП-1, 1998             |
| 16 июля 1992    | 783         | Белевитин, Герман Александрович   |                                |                         |
| 18 июля 1992    | 791         | Назаров, Валерий Вартанович       |                                | ЧПП-1, 1995 Посол, 2004 |
| 18 июля 1992    | 792         | Шишкин, Сергей Николаевич         |                                | ЧПП-1, 2000 Посол, 2012 |
| 6 августа 1992  | 831         | Хакимов, Бахтиер Маруфович        |                                | ЧПП-1, 1993 Посол, 1998 |
| 7 августа 1992  | 829         | Величко, Виктор Иванович          |                                | ЧПП-1, 1996             |
| 7 августа 1992  | 830         | Болдырев, Виктор Порфирьевич      |                                |                         |
| 12 августа 1992 | 876         | Ястржембский, Сергей Владимирович |                                | Посол, 1994             |
| 12 августа 1992 | 877         | Смагулов, Жумагалий Жукутович     |                                |                         |
| 12 августа 1992 | 878         | Самойленко, Виктор Васильевич     |                                | ЧПП-1, 2002 Посол, 2010 |
| 12 августа 1992 | 879         | Прокопьев, Игорь Николаевич       |                                |                         |
| 12 августа 1992 | 881         | Морозов, Валерий Иванович         |                                | ЧПП-1, 1997 Посол, 2002 |
| 12 августа 1992 | 882         | Гаевой, Николай Иванович          |                                |                         |
| 12 августа 1992 | 883         | Гавриков, Сергей Семёнович        |                                |                         |
| 12 августа 1992 | 884         | Бахмин, Вячеслав Иванович         |                                |                         |
| 28 августа 1992 | 1008        | Федотов, Алексей Леонидович       |                                | ЧПП-1, 1998 Посол, 2001 |
| 28 августа 1992 | 1011        | Бухаркин, Игорь Васильевич        |                                | ЧПП-1, 2003             |
| 28 августа 1992 | 1012        | Волков, Владимир Андреевич        |                                | ЧПП-1, 1995 Посол, 1998 |
| 28 августа 1992 | 1013        | Власкин, Георгий Борисович        |                                |                         |
| 28 августа 1992 | 1014        | Крылов, Вячеслав Борисович        |                                | ЧПП-1, 1993             |
| 28 августа 1992 | 1015        | Машковцев, Леонард Николаевич     |                                |                         |
| 28 августа 1992 | 1016        | Ревин, Валерий Николаевич         |                                |                         |
| 28 августа 1992 | 1017        | Чичканов, Александр Александрович |                                |                         |
| 16 октября 1992 | 1237        | Черкашин, Дмитрий Дмитриевич      |                                | ЧПП-1, 1996 Посол, 2003 |
| 16 октября 1992 | 1238        | Чепик, Юрий Петрович              |                                | ЧПП-1, 1997             |
| 16 октября 1992 | 1239        | Торкунов, Анатолий Васильевич     |                                | Посол, 1993             |
| 16 октября 1992 | 1240        | Соколов, Владимир Алексеевич      |                                |                         |
| 16 октября 1992 | 1241        | Сафонов, Леонид Алексеевич        |                                | ЧПП-1, 1994 Посол, 1996 |
| 16 октября 1992 | 1242        | Носенко, Юрий Юрьевич             |                                | ЧПП-1, 1995             |
| 16 октября 1992 | 1243        | Макаров, Владимир Иванович        |                                |                         |
| 16 октября 1992 | 1244        | Курбатов, Борис Григорьевич       |                                |                         |
| 16 октября 1992 | 1245        | Коненко, Геннадий Матвеевич       |                                |                         |
| 16 октября 1992 | 1246        | Кирпиченко, Александр Вадимович   |                                |                         |
| 16 октября 1992 | 1247        | Добросердов, Пётр Тимофеевич      |                                | ЧПП-1, 1996 Посол, 2005 |
| 16 октября 1992 | 1248        | Бурлаков, Анатолий Николаевич     |                                |                         |
| 16 октября 1992 | 1249        | Ботов, Анатолий Григорьевич       |                                |                         |
| 16 октября 1992 | 1250        | Беспалов, Николай Николаевич      |                                |                         |
| 16 октября 1992 | 1251        | Белов, Евгений Владимирович       |                                | Посол, 1997             |
| 24 декабря 1992 | 1631        | Третьяков, Сергей Михайлович      |                                | Посол, 1993             |
| 24 декабря 1992 | 1633        | Салтанов, Александр Владимирович  |                                | ЧПП-1, 1995 Посол, 2001 |

### 1993
| Дата присвоения  | Номер указа | Ф.И.О.                            | Должность на момент присвоения | Последующие ранги       |
| ---------------- | ----------- | --------------------------------- | ------------------------------ | ----------------------- |
| 27 января 1993   | 139         | Смирнов, Анатолий Иванович        |                                |                         |
| 27 января 1993   | 140         | Тимошкин, Михаил Евгеньевич       |                                | ЧПП-1, 2002 Посол, 2008 |
| 27 января 1993   | 141         | Макаров, Алексей Андреевич        |                                |                         |
| 27 января 1993   | 143         | Кузнецов, Николай Григорьевич     |                                |                         |
| 27 января 1993   | 144         | Черный, Юрий Иванович             |                                |                         |
| 27 января 1993   | 145         | Перов, Владимир Викторович        |                                |                         |
| 28 января 1993   | 146         | Смирнов, Николай Дмитриевич       |                                | ЧПП-1, 2005 Посол, 2013 |
| 28 января 1993   | 147         | Бакало, Руслан Александрович      |                                |                         |
| 28 января 1993   | 148         | Перегудов, Борис Алексеевич       |                                |                         |
| 28 января 1993   | 149         | Власов, Анатолий Владимирович     |                                |                         |
| 28 января 1993   | 150         | Чхиквишвили, Владимир Ираклиевич  |                                | ЧПП-1, 1995 Посол, 2001 |
| 28 января 1993   | 152         | Сидорова, Галина Эдуардовна       |                                |                         |
| 28 января 1993   | 154         | Бакланов, Андрей Глебович         |                                | ЧПП-1, 2003             |
| 28 января 1993   | 155         | Архипов, Виктор Михайлович        |                                |                         |
| 28 января 1993   | 156         | Кудрявцев, Виктор Сергеевич       |                                | ЧПП-1, 2002 Посол, 2009 |
| 28 января 1993   | 157         | Паршин, Лев Александрович         |                                | ЧПП-1, 1996             |
| 7 февраля 1993   | 190         | Гугкаев, Владимир Заурбекович     |                                |                         |
| 7 февраля 1993   | 191         | Корионов, Анатолий Васильевич     |                                |                         |
| 7 февраля 1993   | 192         | Исаев, Михаил Петрович            |                                |                         |
| 7 февраля 1993   | 193         | Дедушкин, Михаил Петрович         |                                |                         |
| 7 февраля 1993   | 194         | Кабанов, Олег Викторович          |                                | ЧПП-1, 1995 Посол, 2010 |
| 8 февраля 1993   | 202         | Мусиенко, Юрий Иванович           |                                |                         |
| 8 февраля 1993   | 204         | Плихин, Генрих Павлович           |                                |                         |
| 8 февраля 1993   | 205         | Федотов, Юрий Викторович          |                                | ЧПП-1, 1997 Посол, 2002 |
| 24 апреля 1993   | 550         | Дейнеко, Евгений Николаевич       |                                |                         |
| 24 апреля 1993   | 551         | Щербак, Игорь Николаевич          |                                | ЧПП-1, 2005 Посол, 2009 |
| 24 апреля 1993   | 552         | Лякин-Фролов, Игорь Семёнович     |                                | ЧПП-1, 1995             |
| 24 апреля 1993   | 553         | Ермаков, Алексей Александрович    |                                | ЧПП-1, 1993 Посол, 2003 |
| 24 апреля 1993   | 556         | Орлов, Александр Константинович   |                                | ЧПП-1, 1996 Посол, 2005 |
| 24 апреля 1993   | 558         | Ханженков, Владимир Николаевич    |                                |                         |
| 24 апреля 1993   | 560         | Асатур, Агарон Николаевич         |                                | ЧПП-1, 1994 Посол, 2004 |
| 30 апреля 1993   | 579         | Савельев, Владимир Аркадьевич     |                                |                         |
| 30 апреля 1993   | 580         | Наумов, Юрий Ксенофонтович        |                                |                         |
| 30 апреля 1993   | 581         | Гогитидзе, Виктор Юрьевич         |                                | ЧПП-1, 1994 Посол, 1996 |
| 30 апреля 1993   | 582         | Черновол, Георгий Андреевич       |                                | ЧПП-1, 1995             |
| 30 апреля 1993   | 583         | Калинин, Владимир Николаевич      |                                | ЧПП-1, 2000             |
| 30 апреля 1993   | 584         | Воробьёв, Вячеслав Петрович       |                                | ЧПП-1, 1996 Посол, 1998 |
| 30 апреля 1993   | 585         | Лазуткин, Геннадий Николаевич     |                                |                         |
| 30 апреля 1993   | 586         | Кустовский, Борис Михайлович      |                                |                         |
| 30 апреля 1993   | 587         | Сорокин, Владислав Григорьевич    |                                |                         |
| 30 апреля 1993   | 593         | Левычкин, Юрий Климентьевич       |                                |                         |
| 30 апреля 1993   | 594         | Курников, Вячеслав Иванович       |                                | ЧПП-1, 1995 Посол, 2000 |
| 30 апреля 1993   | 595         | Швец, Валерий Никанорович         |                                |                         |
| 2 июня 1993      | 819         | Антонов, Юрий Александрович       |                                | ЧПП-1, 2010             |
| 2 июня 1993      | 820         | Татузов, Юрий Сергеевич           |                                |                         |
| 2 июня 1993      | 821         | Луценко, Николай Михайлович       |                                |                         |
| 2 июня 1993      | 822         | Майоров, Юрий Михайлович          |                                |                         |
| 2 июня 1993      | 823         | Мясоедов, Николай Михайлович      |                                |                         |
| 2 июня 1993      | 824         | Верченко, Владислав Николаевич    |                                | ЧПП-1, 2004             |
| 2 июня 1993      | 825         | Сафронов, Евгений Ильич           |                                |                         |
| 2 июня 1993      | 826         | Исакин, Николай Иванович          |                                |                         |
| 2 июня 1993      | 827         | Рожков, Андрей Николаевич         |                                | ЧПП-1, 2000 Посол, 2008 |
| 2 июня 1993      | 828         | Бидный, Леонид Ефимович           |                                |                         |
| 2 июня 1993      | 829         | Сычёв, Всеволод Нестерович        |                                |                         |
| 2 июня 1993      | 830         | Плотников, Владимир Юрьевич       |                                | ЧПП-1, 2002 Посол, 2004 |
| 2 июня 1993      | 831         | Васильев, Антон Всеволодович      |                                | ЧПП-1, 2005 Посол, 2016 |
| 2 июня 1993      | 833         | Афанасьев, Евгений Владимирович   |                                | ЧПП-1, 1995 Посол, 1997 |
| 2 июня 1993      | 834         | Стариков, Владимир Степанович     |                                | ЧПП-1, 2005             |
| 2 июня 1993      | 836         | Ершов, Анатолий Васильевич        |                                |                         |
| 2 июня 1993      | 837         | Юхин, Владимир Владимирович       |                                | Посол, 1993             |
| 17 сентября 1993 | 1379        | Борисов, Александр Филиппович     |                                | ЧПП-1, 1996 Посол, 1998 |
| 17 сентября 1993 | 1380        | Уткин, Евгений Алексеевич         |                                | ЧПП-1, 1995 Посол, 1999 |
| 17 сентября 1993 | 1381        | Новожилов, Александр Сергеевич    |                                | ЧПП-1, 1995 Посол, 2004 |
| 17 сентября 1993 | 1382        | Шабанников, Геннадий Иванович     |                                | Посол, 1994             |
| 17 сентября 1993 | 1383        | Исаковский, Георгий Алексеевич    |                                |                         |
| 17 сентября 1993 | 1386        | Фомичёв, Валентин Фёдорович       |                                |                         |
| 22 сентября 1993 | 1425        | Величкин, Сергей Васильевич       |                                | ЧПП-1, 2004 Посол, 2015 |
| 22 сентября 1993 | 1426        | Кузнецов, Владимир Сергеевич      |                                |                         |
| 22 сентября 1993 | 1427        | Кулебякин, Вячеслав Николаевич    |                                | ЧПП-1, 1995             |
| 22 сентября 1993 | 1428        | Грешных, Валерий Константинович   |                                |                         |
| 22 сентября 1993 | 1429        | Булай, Игорь Борисович            |                                | ЧПП-1, 1996             |
| 22 сентября 1993 | 1430        | Ширинский, Миргаяс Миргаясович    |                                | ЧПП-1, 2010 Посол, 2017 |
| 22 сентября 1993 | 1431        | Слипченко, Виктор Сергеевич       |                                |                         |
| 22 сентября 1993 | 1432        | Тимошенко, Владимир Семёнович     |                                | ЧПП-1, 2004             |
| 1 октября 1993   | 1522        | Ходаков, Александр Георгиевич     |                                | ЧПП-1, 1995 Посол, 2000 |
| 18 октября 1993  | 1653        | Сергеев, Иван Иванович            |                                | ЧПП-1, 1996 Посол, 1998 |
| 18 октября 1993  | 1654        | Шаповалов, Игорь Васильевич       |                                |                         |
| 18 октября 1993  | 1657        | Аксёнов, Юрий Дмитриевич          |                                |                         |
| 18 октября 1993  | 1659        | Ермолов, Валерий Николаевич       |                                | ЧПП-1, 2015 Посол, 2018 |
| 9 ноября 1993    | 1864        | Тащев, Дмитрий Евгеньевич         |                                | ЧПП-1, 1996             |
| 10 ноября 1993   | 1875        | Саплин, Василий Иванович          |                                | ЧПП-1, 2005             |
| 10 ноября 1993   | 1876        | Добровольский, Василий Николаевич |                                | ЧПП-1, 1998             |
| 10 ноября 1993   | 1877        | Петров, Валерий Константинович    |                                |                         |
| 10 ноября 1993   | 1878        | Смирнов, Анатолий Павлович        |                                | ЧПП-1, 1997 Посол, 2008 |
| 10 ноября 1993   | 1879        | Иванов, Олег Васильевич           |                                | ЧПП-1, 2005             |
| 10 ноября 1993   | 1880        | Кривцов, Андрей Владимирович      |                                | ЧПП-1, 2004             |
| 19 ноября 1993   | 1939        | Беляев, Сергей Владимирович       |                                | ЧПП-1, 1995             |
| 19 ноября 1993   | 1941        | Тарабрин, Дмитрий Евгеньевич      |                                | ЧПП-1, 1996             |
| 19 ноября 1993   | 1942        | Крышко, Александр Иванович        |                                |                         |
| 19 ноября 1993   | 1946        | Смирнов, Василий Николаевич       |                                |                         |
| 19 ноября 1993   | 1948        | Ломакин, Валентин Васильевич      |                                |                         |
| 19 ноября 1993   | 1951        | Федоренко, Вячеслав Александрович |                                |                         |

### 1994
| Дата присвоения | Номер указа | Ф.И.О.                             | Должность на момент присвоения | Последующие ранги       |
| --------------- | ----------- | ---------------------------------- | ------------------------------ | ----------------------- |
| 24 января 1994  | 190         | Серафимов, Вадим Викторович        |                                | ЧПП-1, 1995 Посол, 2006 |
| 24 января 1994  | 191         | Бутырский, Николай Павлович        |                                |                         |
| 24 января 1994  | 192         | Щеглов, Виталий Вениаминович       |                                |                         |
| 24 января 1994  | 193         | Чепурин, Александр Васильевич      |                                | ЧПП-1, 1996 Посол, 2014 |
| 24 января 1994  | 194         | Казначеев, Геннадий Васильевич     |                                |                         |
| 24 января 1994  | 195         | Карев, Сергей Николаевич           |                                |                         |
| 24 января 1994  | 196         | Цупиков, Вячеслав Парфёнович       |                                |                         |
| 24 января 1994  | 197         | Тюлин, Иван Георгиевич             |                                |                         |
| 24 января 1994  | 198         | Фёдоров, Владимир Николаевич       |                                |                         |
| 24 января 1994  | 199         | Аврорский, Владимир Викторович     |                                |                         |
| 24 января 1994  | 200         | Иванов, Кирилл Константинович      |                                |                         |
| 24 января 1994  | 201         | Яковлев, Павел Иванович            |                                |                         |
| 1 апреля 1994   | 623         | Кушаков, Андрей Анатольевич        |                                | ЧПП-1, 2003 Посол, 2011 |
| 1 апреля 1994   | 624         | Рамишвили, Теймураз Отарович       |                                | ЧПП-1, 1998 Посол, 2004 |
| 1 апреля 1994   | 625         | Смирнов, Павел Степанович          |                                | ЧПП-1, 1996             |
| 1 апреля 1994   | 626         | Татаринов, Андрей Алексеевич       |                                | ЧПП-1, 2003 Посол, 2010 |
| 1 апреля 1994   | 627         | Шевченко, Николай Григорьевич      |                                | ЧПП-1, 1996             |
| 20 июня 1994    | 1266        | Бурдыкин, Пётр Алексеевич          |                                |                         |
| 20 июня 1994    | 1267        | Ибрагимов, Сохраб Мирказанфар оглы |                                |                         |
| 20 июня 1994    | 1268        | Иванов, Сергей Евгеньевич          |                                | ЧПП-1, 2008             |
| 20 июня 1994    | 1269        | Белоус, Олег Николаевич            |                                | ЧПП-1, 1997 Посол, 2000 |
| 20 июня 1994    | 1270        | Ковалёв, Анатолий Васильевич       |                                |                         |
| 20 июня 1994    | 1274        | Сизов, Геннадий Васильевич         |                                | ЧПП-1, 1995 Посол, 2001 |
| 20 июня 1994    | 1279        | Сергуткин, Владимир Алексеевич     |                                |                         |
| 20 июня 1994    | 1280        | Марьясов, Александр Георгиевич     |                                | ЧПП-1, 2003 Посол, 2007 |
| 20 июня 1994    | 1281        | Павлинов, Владимир Александрович   |                                |                         |
| 20 июня 1994    | 1282        | Гринин, Владимир Михайлович        |                                | ЧПП-1, 1996 Посол, 1999 |
| 20 июня 1994    | 1283        | Шуханов, Борис Николаевич          |                                |                         |
| 20 июня 1994    | 1284        | Лысенко, Михаил Николаевич         |                                | ЧПП-1, 2003             |
| 20 июня 1994    | 1285        | Исаков, Юрий Николаевич            |                                | ЧПП-1, 2004 Посол, 2009 |
| 20 июня 1994    | 1286        | Макаров, Виталий Викторович        |                                |                         |
| 20 июля 1994    | 1526        | Морозов, Игорь Витальевич          |                                |                         |
| 20 июля 1994    | 1528        | Егоров, Виктор Иванович            |                                |                         |
| 20 июля 1994    | 1529        | Мурадян, Олег Владимирович         |                                |                         |
| 20 июля 1994    | 1530        | Дорохин, Владимир Дмитриевич       |                                | ЧПП-1, 2004 Посол, 2010 |
| 4 октября 1994  | 1972        | Подколзин, Борис Сергеевич         |                                |                         |
| 4 октября 1994  | 1973        | Титов, Владимир Геннадиевич        |                                | ЧПП-1, 1998 Посол, 2004 |
| 4 октября 1994  | 1974        | Клименко, Анатолий Иванович        |                                | ЧПП-1, 2003 Посол, 2010 |
| 4 октября 1994  | 1975        | Веллер, Михаил Михайлович          |                                |                         |
| 4 октября 1994  | 1976        | Грачёв, Анатолий Алексеевич        |                                |                         |
| 4 октября 1994  | 1977        | Путивец, Алексей Дмитриевич        |                                |                         |
| 4 октября 1994  | 1978        | Шувалов, Константин Викторович     |                                | ЧПП-1, 1996 Посол, 2003 |
| 5 декабря 1994  | 2157        | Ибрагимов, Рашид Абдулович         |                                |                         |

### 1995
| Дата присвоения | Номер указа | Ф.И.О.                            | Должность на момент присвоения | Последующие ранги       |
| --------------- | ----------- | --------------------------------- | --- | ----------------------- |
| 19 января 1995  | 57          | Гуров, Сергей Сергеевич           | зам. директора ДСА МИД России |                         |
| 19 января 1995  | 57          | Фесенко, Борис Игоревич           | заведующий отделом Департамента Центральной и Южной Америки МИД России                                                                     |                         |
| 19 января 1995  | 57          | Хренков, Алексей Иванович         | референт помощника Президента России |                         |
| 19 января 1995  | 57          | Юдин, Дмитрий Геннадьевич         | первый зам. директора ДМО МИД России |                         |
| 6 марта 1995    | 249         | Ахмедов, Станислав Анварович      | советник-посланник Посольства России в Заире                                                                                               | ЧПП-1, 2001 Посол, 2008 |
| 6 марта 1995    | 249         | Блохин, Александр Викторович      | директор ДСПО МИД России | Посол, 1996             |
| 6 марта 1995    | 249         | Жарков, Вячеслав Вадимович        | зам. директора Исполнительного секретариата МИД России                                                                                     |                         |
| 6 марта 1995    | 249         | Носенко, Владимир Иванович        | советник-посланник Посольства России в Израиле                                                                                             |                         |
| 6 марта 1995    | 249         | Щелкунов, Анатолий Викторович     | зам. директора Департамента кадров МИД России                                                                                              | ЧПП-1, 2000             |
| 18 июля 1995    | 715         | Догадин, Александр Константинович | советник-посланник Посольства России в Перу                                                                                                | ЧПП-1, 2005 Посол, 2018 |
| 18 июля 1995    | 715         | Киреенков, Владимир Филиппович    | зам. директора Департамента кадров МИД России                                                                                              | ЧПП-1, 1996             |
| 18 июля 1995    | 715         | Корчагин, Юрий Петрович           | зам. начальника управления Департамента Центральной и Южной Америки МИД России                                                             | ЧПП-1, 2004 Посол, 2008 |
| 18 июля 1995    | 715         | Кузнецов, Александр Игоревич      | советник Министра иностранных дел России                                                                                                   | ЧПП-1, 2003 Посол, 2004 |
| 18 июля 1995    | 715         | Луков, Вадим Борисович            | советник Министра иностранных дел России                                                                                                   | ЧПП-1, 1999 Посол, 2003 |
| 18 июля 1995    | 715         | Орловец, Михаил Иванович          | советник-посланник Посольства России в Чили                                                                                                | ЧПП-1, 2005 Посол, 2008 |
| 18 июля 1995    | 715         | Садчиков, Николай Иванович        | зам. директора ДКС МИД России | ЧПП-1, 1998 Посол, 2003 |
| 18 июля 1995    | 715         | Толорая, Георгий Давидович        | советник-посланник Посольства России в Республике Корея                                                                                    |                         |
| 10 ноября 1995  | 1121        | Коваленко, Вячеслав Евгеньевич    | советник-посланник Посольства России в Белоруссии                                                                                          | ЧПП-1, 1999 Посол, 2008 |
| 10 ноября 1995  | 1121        | Куликов, Владимир Леонидович      | советник-посланник Посольства России в Боливии                                                                                             | ЧПП-1, 2006             |
| 10 ноября 1995  | 1121        | Макаров, Анатолий Анатольевич     | зам. Постпреда России при ЕС | ЧПП-1, 1998 Посол, 2004 |
| 10 ноября 1995  | 1121        | Небогатов, Анатолий Владимирович  | советник-посланник Посольства России в Малайзии                                                                                            |                         |
| 10 ноября 1995  | 1121        | Райков, Юрий Андреевич            | советник-посланник Посольства России на Филиппинах                                                                                         | ЧПП-1, 2005             |
| 10 ноября 1995  | 1121        | Семёнов, Игорь Николаевич         | советник-посланник Посольства России в Словакии                                                                                            | ЧПП-1, 1999             |
| 10 декабря 1995 | 1240        | Алексеев, Александр Николаевич    | советник-посланник Посольства России в Бельгии                                                                                             | ЧПП-1, 2000 Посол, 2004 |
| 10 декабря 1995 | 1240        | Анисимов, Виктор Анатольевич      | консультант Службы помощников Президента России                                                                                            |                         |
| 10 декабря 1995 | 1240        | Маслаков, Александр Дмитриевич    | старший советник 4 ЕД МИД России |                         |
| 10 декабря 1995 | 1240        | Орлов, Александр Арсеньевич       | зам. директора ДМО МИД России |                         |
| 10 декабря 1995 | 1240        | Пешков, Максим Александрович      | зам. директора 3 ДА МИД России | ЧПП-1, 2000 Посол, 2005 |
| 10 декабря 1995 | 1241        | Блатов, Игорь Анатольевич         | зам. директора ДОС МИД России | ЧПП-1, 2007 Посол, 2011 |
| 10 декабря 1995 | 1241        | Вдовин, Андрей Валентинович       | директор ДБВСА МИД России | ЧПП-1, 1996 Посол, 1998 |
| 10 декабря 1995 | 1241        | Змеевский, Александр Владимирович | зам. директора Правового департамента МИД России                                                                                           | ЧПП-1, 2004 Посол, 2008 |
| 10 декабря 1995 | 1241        | Ивановский, Владимир Евгеньевич   | зам. директора 1 ЕД МИД России | ЧПП-1, 1999 Посол, 2006 |
| 10 декабря 1995 | 1241        | Квасов, Алексей Григорьевич       | первый зам. директора ДСА МИД России | ЧПП-1, 2000             |
| 10 декабря 1995 | 1241        | Клюкин, Юрий Павлович             | зам. директора ДВБР МИД России | ЧПП-1, 1996             |
| 10 декабря 1995 | 1241        | Колодкин, Роман Анатольевич       | зам. директора Правового департамента МИД России                                                                                           | ЧПП-1, 2005 Посол, 2010 |
| 10 декабря 1995 | 1241        | Моисеев, Леонид Петрович          | первый зам. директора 1 ДА МИД России | ЧПП-1, 1998 Посол, 2004 |
| 10 декабря 1995 | 1241        | Мухаметшин, Фарит Мубаракшевич    | первый зам. директора ДСПО МИД России | ЧПП-1, 2004 Посол, 2007 |
| 10 декабря 1995 | 1241        | Николаев, Сергей Анатольевич      | зам. начальника управления Исполнительного секретариата МИД России                                                                         | ЧПП-1, 2017 Посол, 2019 |
| 10 декабря 1995 | 1241        | Окпыш, Всеволод Богданович        | зам. управляющего делами МИД России | ЧПП-1, 1998             |
| 10 декабря 1995 | 1241        | Павлов, Николай Викторович        | председатель российской делегации в Смешанной российско-монгольской комиссии по проверке государственной границы между Россией и Монголией | ЧПП-1, 1997 Посол, 2004 |
| 10 декабря 1995 | 1241        | Проничев, Пётр Иванович           | зам. директора ИДД МИД России |                         |
| 30 декабря 1995 | 1335        | Кузьмин, Владимир Юрьевич         | зам. директора Департамента по делам СНГ МИД России                                                                                        |                         |
| 30 декабря 1995 | 1335        | Шульгин, Александр Васильевич     | зам. директора 1 ЕД МИД России | ЧПП-1, 2002 Посол, 2007 |

### 1996
| Дата присвоения  | Номер указа | Ф.И.О.                              | Должность на момент присвоения                                      | Последующие ранги       |
| ---------------- | ----------- | ----------------------------------- | ------------------------------------------------------------------- | ----------------------- |
| 1 апреля 1996    | 471         | Грищенко, Александр Сергеевич       | советник-посланник Посольства России в Хорватии                     | ЧПП-1, 2003             |
| 1 апреля 1996    | 471         | Корсун, Анатолий Николаевич         | Генеральный консул в Бресте (Белоруссия)                            | ЧПП-1, 2004 Посол, 2012 |
| 1 апреля 1996    | 471         | Мурадов, Георгий Львович            | советник-посланник Посольства России в Болгарии                     |                         |
| 1 апреля 1996    | 471         | Плотников, Георгий Михайлович       | советник-посланник Посольства России в Нигерии                      |                         |
| 1 апреля 1996    | 471         | Пряхин, Владимир Фёдорович          | и. о. первого зам. директора 4 ДА МИД России                        |                         |
| 1 апреля 1996    | 471         | Рогов, Леонид Викторович            | советник-посланник Посольства России в Йемене                       | ЧПП-1, 2005 Посол, 2013 |
| 1 апреля 1996    | 471         | Толкач, Александр Александрович     | советник-посланник Посольства России в Союзной Республике Югославии | ЧПП-1, 2000 Посол, 2004 |
| 1 апреля 1996    | 471         | Чегаев, Валерий Иванович            | Генеральный консул в Сантьяго-де-Куба (Куба)                        |                         |
| 1 апреля 1996    | 471         | Чижов, Владимир Алексеевич          | зам. директора 2 ЕД МИД России                                      | ЧПП-1, 1997 Посол, 2000 |
| 23 августа 1996  | 1241        | Букин, Сергей Николаевич            |                                                                     | ЧПП-1, 1998 Посол, 2006 |
| 18 сентября 1996 | 1364        | Головин, Александр Васильевич       | директор 4 ЕД МИД России                                            | ЧПП-1, 1999 Посол, 2003 |
| 18 сентября 1996 | 1364        | Казанцев, Борис Борисович           | зам. директора ДОС МИД России                                       |                         |
| 18 сентября 1996 | 1364        | Рынза, Виктор Николаевич            | советник-посланник Посольства России в Узбекистане                  |                         |
| 18 сентября 1996 | 1364        | Савольский, Игорь Сергеевич         | директор 2 ДСНГ МИД России                                          | ЧПП-1, 1997 Посол, 2002 |
| 18 сентября 1996 | 1364        | Севостьянов, Игорь Павлович         | зам. директора 4 ДСНГ МИД России                                    |                         |
| 18 сентября 1996 | 1364        | Стефанкин, Вячеслав Васильевич      | зам. директора ДЭС МИД России                                       |                         |
| 18 сентября 1996 | 1365        | Андреев, Сергей Вадимович           | советник-посланник Посольства России в Португалии                   | ЧПП-1, 2002 Посол, 2004 |
| 18 сентября 1996 | 1365        | Бородавкин, Алексей Николаевич      | советник-посланник Посольства России в Таиланде                     | ЧПП-1, 2002 Посол, 2004 |
| 18 сентября 1996 | 1365        | Волков, Михаил Степанович           | советник-посланник Посольства России в Заире                        |                         |
| 18 сентября 1996 | 1365        | Зотин, Виктор Гаврилович            | зам. директора 3 ДСНГ МИД России                                    | ЧПП-1, 2001 Посол, 2012 |
| 18 сентября 1996 | 1365        | Колосов, Юрий Михайлович            | заведующий кафедрой МГИМО                                           |                         |
| 18 сентября 1996 | 1365        | Логвинов, Михаил Аркадьевич         | зам. директора 2 ДСНГ МИД России                                    | ЧПП-1, 1999             |
| 18 сентября 1996 | 1365        | Малыгин, Владимир Ардалионович      | советник-посланник Посольства России на Кипре                       | ЧПП-1, 2005 Посол, 2016 |
| 18 сентября 1996 | 1365        | Медведев, Александр Павлович        | советник-посланник Посольства России в Словении                     | ЧПП-1, 2007             |
| 18 сентября 1996 | 1365        | Нечепоренко, Владислав Михайлович   | советник-посланник Посольства России в Украине                      |                         |
| 18 сентября 1996 | 1365        | Поленов, Владимир Михайлович        | советник-посланник Посольства России в Австрии                      | ЧПП-1, 2004             |
| 18 сентября 1996 | 1365        | Розанов, Вадим Вадимович            | советник-посланник Посольства России в Норвегии                     |                         |
| 18 сентября 1996 | 1365        | Удальцов, Александр Иванович        | зам. директора 2 ЕД МИД России                                      | ЧПП-1, 1998 Посол, 2004 |
| 19 октября 1996  | 1467        | Демурин, Михаил Васильевич          | первый зам. директора ДИП МИД России                                |                         |
| 19 октября 1996  | 1467        | Каспаров, Александр Владимирович    | начальник Управления вспомогательных ресурсов МИД России            |                         |
| 19 октября 1996  | 1467        | Коваль, Василий Петрович            | советник-посланник Посольства России в Швеции                       |                         |
| 19 октября 1996  | 1467        | Красильников, Владимир Дмитриевич   | советник-посланник Посольства России в Шри-Ланке                    |                         |
| 19 октября 1996  | 1467        | Масалов, Владимир Иванович          | зам. директора ДСПО МИД России                                      |                         |
| 19 октября 1996  | 1467        | Мустафабейли, Али Митхадович        | советник-посланник Посольства России в Иране                        |                         |
| 19 октября 1996  | 1467        | Трухановский, Владимир Владимирович | советник-посланник Посольства России в Чили                         | ЧПП-1, 2006 Посол, 2016 |
| 19 октября 1996  | 1467        | Чернега, Владимир Николаевич        | советник-посланник Посольства России в Бельгии                      |                         |
| 19 октября 1996  | 1467        | Энтин, Марк Львович                 | первый зам. директора ДОС МИД России                                | ЧПП-1, 2013             |
| 11 декабря 1996  | 1668        | Довженок, Феликс Кондратьевич       | Генеральный консул в Ходженте (Таджикистан)                         |                         |
| 11 декабря 1996  | 1668        | Еремченко, Валентин Григорьевич     | зам. директора 2 ДА МИД России                                      | ЧПП-1, 1999             |
| 11 декабря 1996  | 1668        | Засыпкин, Александр Сергеевич       | советник-посланник Посольства России в Сирии                        | ЧПП-1, 2005 Посол, 2013 |
| 11 декабря 1996  | 1668        | Мазур, Юрий Михайлович              | советник-посланник Посольства России в Ирландии                     |                         |
| 11 декабря 1996  | 1668        | Юдин, Михаил Михайлович             | советник-посланник Посольства России в Саудовской Аравии            |                         |
| 30 декабря 1996  | 1787        | Азимов, Анвар Сарварович            | советник-посланник Посольства России в Индии                        | ЧПП-1, 2004 Посол, 2009 |
| 30 декабря 1996  | 1787        | Гращенков, Юрий Григорьевич         | зам. директора 4 ДСНГ МИД России                                    |                         |
| 30 декабря 1996  | 1787        | Лукьянов, Вячеслав Викторович       | советник-посланник Посольства России в Малайзии                     |                         |
| 30 декабря 1996  | 1787        | Михайлов, Сергей Фёдорович          | зам. директора ДИП МИД России                                       |                         |
| 30 декабря 1996  | 1787        | Романов, Юрий Александрович         | зам. директора ДСПО МИД России                                      | ЧПП-1, 2004 Посол, 2012 |
| 30 декабря 1996  | 1787        | Софинский, Николай Всеволодович     | советник-посланник Посольства России в Испании                      | ЧПП-1, 2018 Посол, 2023 |
| 30 декабря 1996  | 1787        | Федюкович, Николай Михайлович       | советник-посланник Посольства России в Мьянме                       |                         |
| 30 декабря 1996  | 1787        | Шмагин, Евгений Алексеевич          | зам. директора Департамента кадров МИД России                       | ЧПП-1, 1999 Посол, 2005 |

### 1997
| Дата присвоения  | Номер указа | Ф.И.О.                                | Должность на момент присвоения                                                                            | Последующие ранги       |
| ---------------- | ----------- | ------------------------------------- | --- | ----------------------- |
| 1 февраля 1997   | 77          | Борисенко, Евгений Никитич            | зам. директора ДЭС МИД России                                                                             |                         |
| 1 февраля 1997   | 77          | Стасов, Александр Николаевич          | зам. директора ДКСиСЗ МИД России                                                                          |                         |
| 1 февраля 1997   | 77          | Яковенко, Александр Владимирович      | зам. директора ДВБР МИД России                                                                            | ЧПП-1, 2003 Посол, 2004 |
| 3 марта 1997     | 183         | Васильев, Юрий Леонидович             | советник-посланник Посольства России в Танзании                                                           |                         |
| 3 марта 1997     | 183         | Ткаченко, Александр Васильевич        | зам. начальника Управления по культурным связям МИД России                                                |                         |
| 3 марта 1997     | 183         | Чулков, Николай Васильевич            | зам. Постпреда России при ООН                                                                             | ЧПП-1, 2004             |
| 16 апреля 1997   | 369         | Братчиков, Игорь Борисович            | зам. директора 4 ЕД МИД России                                                                            | ЧПП-1, 2003 Посол, 2005 |
| 16 апреля 1997   | 369         | Попов, Юрий Дмитриевич                | Генеральный консул в Русе (Болгария)                                                                      |                         |
| 21 апреля 1997   | 389         | Воробьёв, Валерий Павлович            | | ЧПП-1, 2013 Посол, 2015 |
| 8 мая 1997       | 460         | Барашков, Сергей Николаевич           | зам. директора ДГП МИД России                                                                             |                         |
| 8 мая 1997       | 460         | Воронин, Евгений Ростиславович        | советник-посланник Посольства России в Бразилии                                                           | ЧПП-1, 2006             |
| 8 мая 1997       | 460         | Дьяконов, Игорь Дмитриевич            | советник-посланник Посольства России в Никарагуа                                                          | ЧПП-1, 2005             |
| 8 мая 1997       | 460         | Малаян, Эдуард Рубенович              | зам. директора ДСА МИД России                                                                             | ЧПП-1, 2003 Посол, 2007 |
| 30 мая 1997      | 536         | Грановский, Андрей Евгеньевич         | зам. директора ДМО МИД России                                                                             | ЧПП-1, 2003             |
| 30 мая 1997      | 536         | Малышев, Фёдор Иванович               | советник-посланник Посольства России в Молдавии                                                           |                         |
| 25 июля 1997     | 790         | Вислых, Виктор Александрович          | зам. директора ДМО МИД России                                                                             |                         |
| 25 июля 1997     | 790         | Гуляев, Андрей Михайлович             | зам. директора 3 ДА МИД России                                                                            |                         |
| 25 июля 1997     | 790         | Гуськов, Вячеслав Яковлевич           | советник-посланник Посольства России в Мали                                                               |                         |
| 25 июля 1997     | 790         | Карпов, Михаил Георгиевич             | Генеральный консул в Карачи (Пакистан)                                                                    |                         |
| 25 июля 1997     | 790         | Коляда, Михаил Сергеевич              | советник-посланник Посольства России в Лаосе                                                              |                         |
| 25 июля 1997     | 790         | Корунченко, Владимир Алексеевич       | советник-посланник Посольства России в Болгарии                                                           |                         |
| 25 июля 1997     | 790         | Моисеев, Валентин Иванович            | зам. директора 1 ДА МИД России                                                                            |                         |
| 25 июля 1997     | 790         | Семёнов, Олег Петрович                | зам. директора ДЛО МИД России                                                                             |                         |
| 12 сентября 1997 | 1020        | Бреднев, Владимир Алексеевич          | начальник УДКС МИД России                                                                                 |                         |
| 12 сентября 1997 | 1020        | Иргебаев, Амангельды Турсунбекович    | начальник отдела 1 ДА МИД России                                                                          |                         |
| 12 сентября 1997 | 1020        | Канцуров, Юрий Иванович               | начальник Управления связи МИД России                                                                     |                         |
| 12 сентября 1997 | 1020        | Лизун, Виктор Николаевич              | зам. директора ДКС МИД России                                                                             |                         |
| 12 сентября 1997 | 1020        | Рахманин, Владимир Олегович           | зам. директора 1 ДА МИД России                                                                            |                         |
| 7 ноября 1997    | 1183        | Денисов, Андрей Иванович              | советник-посланник Посольства России в Китае                                                              | Посол, 2003             |
| 7 ноября 1997    | 1183        | Истратов, Василий Николаевич          | зам. директора ДСА МИД России                                                                             | ЧПП-1, 2008             |
| 7 ноября 1997    | 1183        | Кошкин, Сергей Николаевич             | советник-посланник Посольства России в Венесуэле                                                          | ЧПП-1, 2008 Посол, 2013 |
| 7 ноября 1997    | 1183        | Кузьмин, Валерий Иванович             | зам. директора ДБВСА МИД России                                                                           | ЧПП-1, 2000 Посол, 2009 |
| 7 ноября 1997    | 1183        | Новиков, Павел Борисович              | советник-посланник Посольства России в Мексике                                                            |                         |
| 7 ноября 1997    | 1183        | Хабиров, Борис Ганиевич               | старший советник Постпредства России в Женеве, заместитель Высокого представителя по Боснии и Герцеговине |                         |
| 7 ноября 1997    | 1183        | Яковенко, Александр Николаевич        | главный советник 4 ДСНГ МИД России, председатель Комиссии по делимитации границ между России и Грузией    |                         |
| 17 декабря 1997  | 1319        | Иванов-Галицин, Александр Григорьевич | зам. директора 2 ЕД МИД России                                                                            | ЧПП-1, 2002             |
| 17 декабря 1997  | 1319        | Панков, Эдуард Иванович               | советник-посланник Посольства России в Колумбии                                                           |                         |
| 17 декабря 1997  | 1319        | Тимченко, Юрий Никифорович            | советник-посланник Посольства России в Албании                                                            |                         |
| 17 декабря 1997  | 1319        | Цария, Шеваз Георгиевич               | зам. директора Департамента кадров МИД России                                                             |                         |

### 1998
| Дата присвоения  | Номер указа | Ф.И.О.                              | Должность на момент присвоения                                      | Последующие ранги       |
| ---------------- | ----------- | ----------------------------------- | ------------------------------------------------------------------- | ----------------------- |
| 17 апреля 1998   | 405         | Будник, Андрей Сергеевич            | Генеральный консул в Бомбее (Индия)                                 | ЧПП-1, 2010 Посол, 2018 |
| 17 апреля 1998   | 405         | Вершинин, Сергей Васильевич         | начальник отдела ДБВСА МИД России                                   | ЧПП-1, 2002 Посол, 2007 |
| 17 апреля 1998   | 405         | Владимир, Николай Михайлович        | зам. директора ДСА МИД России                                       | ЧПП-1, 2000 Посол, 2008 |
| 17 апреля 1998   | 405         | Шумский, Вячеслав Дмитриевич        | зам. директора Департамента Африки МИД России                       | ЧПП-1, 2002 Посол, 2010 |
| 17 апреля 1998   | 406         | Куприянов, Александр Алексеевич     | зам. директора Департамента кадров МИД России                       |                         |
| 17 апреля 1998   | 406         | Неверов, Игорь Святославович        | зам. директора ДСА МИД России                                       | ЧПП-1, 2004 Посол, 2008 |
| 2 июня 1998      | 651         | Воденко, Дмитрий Игоревич           | советник-посланник Посольства России в Киргизии                     |                         |
| 2 июня 1998      | 651         | Гармонин, Сергей Викторович         | советник-посланник Посольства России в Турции                       | ЧПП-1, 2000 Посол, 2012 |
| 2 июня 1998      | 651         | Прокофьев, Павел Алексеевич         | зам. директора Департамента кадров МИД России                       | ЧПП-1, 2013             |
| 2 июня 1998      | 651         | Токовинин, Александр Аврельевич     | советник-посланник Посольства России в Египте                       | ЧПП-1, 2008 Посол, 2012 |
| 2 июня 1998      | 651         | Цыганов, Андрей Васильевич          | зам. директора 1 ЕД МИД России                                      | ЧПП-1, 2003 Посол, 2014 |
| 2 июня 1998      | 651         | Щетинин, Валерий Николаевич         | советник-посланник Посольства России в Монголии                     | ЧПП-1, 2004             |
| 9 июля 1998      | 824         | Баснин, Леонид Сергеевич            | и. о. управляющего делами МИД России                                |                         |
| 9 июля 1998      | 824         | Герасимов, Яков Фёдорович           | советник-посланник Посольства России в Союзной Республике Югославии | ЧПП-1, 2010             |
| 9 июля 1998      | 824         | Поляков, Валерий Григорьевич        | советник-посланник Посольства России в Литве                        |                         |
| 9 июля 1998      | 824         | Провалов, Константин Константинович | зам. директора Исполнительного секретариата МИД России              | ЧПП-1, 2007             |
| 9 июля 1998      | 824         | Садовников, Александр Алексеевич    | зам. директора 3 ДА МИД России                                      | ЧПП-1, 2002 Посол, 2007 |
| 9 июля 1998      | 824         | Юферев, Михаил Дмитриевич           | советник-посланник Посольства России в Казахстане                   |                         |
| 27 июля 1998     | 892         | Бондаренко, Николай Петрович        | Генеральный консул в Пловдиве (Болгария)                            |                         |
| 27 июля 1998     | 892         | Владимиров, Александр Семёнович     | советник-посланник Посольства России в Румынии                      | ЧПП-1, 2008             |
| 27 июля 1998     | 892         | Шеин, Александр Петрович            | зам. директора ДБВСА МИД России                                     | ЧПП-1, 2004 Посол, 2012 |
| 11 сентября 1998 | 1094        | Лушников, Олег Евгеньевич           | советник-посланник Посольства России в Чехии                        |                         |
| 11 сентября 1998 | 1094        | Прищепов, Александр Львович         | советник-посланник Посольства России в Азербайджане                 | ЧПП-1, 2005             |
| 11 сентября 1998 | 1094        | Хоменков, Николай Кириллович        | Генеральный консул в Антверпене (Бельгия)                           |                         |
| 17 сентября 1998 | 1114        | Иванцов, Пётр Анатольевич           | зам. директора 1 ДСНГ МИД России                                    | ЧПП-1, 2015 Посол, 2019 |
| 8 октября 1998   | 1206        | Геворгян, Кирилл Горациевич         | зам. директора Правового департамента МИД России                    | ЧПП-1, 2004 Посол, 2007 |
| 8 октября 1998   | 1206        | Котенев, Владимир Владимирович      | советник-посланник Посольства России в Швейцарии                    | ЧПП-1, 2004 Посол, 2006 |
| 8 октября 1998   | 1206        | Кузнецов, Владимир Петрович         | советник-посланник Посольства России в Эстонии                      |                         |
| 5 декабря 1998   | 1472        | Малев, Дмитрий Васильевич           | советник-посланник Посольства России в Ливии                        | ЧПП-1, 2004             |
| 5 декабря 1998   | 1472        | Прыгин, Владимир Иванович           | советник-посланник Посольства России в Греции                       | ЧПП-1, 2006 Посол, 2012 |

### 1999
| Дата присвоения  | Номер указа | Ф.И.О.                             | Должность на момент присвоения                              | Последующие ранги       |
| ---------------- | ----------- | ---------------------------------- | ----------------------------------------------------------- | ----------------------- |
| 6 января 1999    | 18          | Камынин, Михаил Леонидович         | зам. директора ДИП МИД России                               | ЧПП-1, 2004 Посол, 2007 |
| 6 января 1999    | 18          | Костюнин, Константин Николаевич    | советник-посланник Посольства России в КНДР                 |                         |
| 6 января 1999    | 18          | Ненашев, Сергей Васильевич         | советник-посланник Посольства России в Сенегале             | ЧПП-1, 2002 Посол, 2010 |
| 6 января 1999    | 18          | Нестеренко, Андрей Алексеевич      | зам. директора Секретариата Министра иностранных дел России | ЧПП-1, 2003 Посол, 2005 |
| 6 января 1999    | 18          | Солоцинский, Владимир Дмитриевич   | Генеральный консул во Львове (Украина)                      | ЧПП-1, 2004 Посол, 2008 |
| 20 февраля 1999  | 214         | Болотин, Борис Фёдорович           | зам. директора ДБВСА МИД России                             | ЧПП-1, 2003 Посол, 2010 |
| 20 февраля 1999  | 214         | Владимиров, Леонид Александрович   | Генеральный консул в Кейптауне (ЮАР)                        |                         |
| 20 февраля 1999  | 214         | Гатилов, Геннадий Михайлович       | зам. директора ДМО МИД России                               | ЧПП-1, 2002 Посол, 2010 |
| 20 февраля 1999  | 214         | Калинин, Михаил Иванович           | зам. директора Секретариата Министра иностранных дел России | ЧПП-1, 2004             |
| 20 февраля 1999  | 214         | Морозов, Владимир Николаевич       | зам. директора Исполнительного секретариата МИД России      | ЧПП-1, 2002 Посол, 2007 |
| 20 февраля 1999  | 214         | Титоренко, Владимир Ефимович       | советник-посланник Посольства России в Ираке                | ЧПП-1, 2003 Посол, 2012 |
| 13 апреля 1999   | 477         | Губарев, Сергей Николаевич         | советник-посланник Посольства России в Бельгии              | ЧПП-1, 2005 Посол, 2020 |
| 13 апреля 1999   | 477         | Карпушин, Александр Романович      | советник-посланник Посольства России в Белоруссии           | ЧПП-1, 2007 Посол, 2009 |
| 13 апреля 1999   | 477         | Осадчий, Станислав Вилиорович      | Генеральный консул в Гамбурге (Германия)                    | ЧПП-1, 2002 Посол, 2004 |
| 13 апреля 1999   | 477         | Паузин, Лев Николаевич             | Генеральный консул в Турку (Финляндия)                      |                         |
| 13 апреля 1999   | 477         | Петров, Георгий Георгиевич         | посол по особым поручениям МИД России                       |                         |
| 13 апреля 1999   | 477         | Трофимов, Андрей Леонидович        | советник-посланник Посольства России в Австралии            |                         |
| 21 мая 1999      | 631         | Валинский, Михаил Яковлевич        | советник-посланник Посольства России в Анголе               | ЧПП-1, 2011 Посол, 2015 |
| 21 мая 1999      | 631         | Золотухин, Алексей Никитович       | Генеральный консул в Калькутте (Индия)                      |                         |
| 21 мая 1999      | 631         | Попов, Алексей Анатольевич         | зам. директора 3 ЕД МИД России                              | ЧПП-1, 2002             |
| 17 июня 1999     | 785         | Глек, Евгений Григорьевич          | советник-посланник Посольства России в Боливии              |                         |
| 17 июня 1999     | 785         | Карчава, Александр Алексеевич      | советник-посланник Посольства России в Сингапуре            | ЧПП-1, 2008 Посол, 2015 |
| 17 июня 1999     | 785         | Корягин, Юрий Викторович           | советник-посланник Посольства России в Республике Конго     |                         |
| 17 июня 1999     | 785         | Нечаев, Владимир Викторович        | зам. директора ДКС МИД России                               | ЧПП-1, 2005             |
| 17 июня 1999     | 785         | Свиридов, Алексей Григорьевич      | зам. директора ДГП МИД России                               |                         |
| 28 сентября 1999 | 1306        | Демидов, Андрей Владимирович       | советник-посланник Посольства России в Кении                |                         |
| 28 сентября 1999 | 1306        | Лазарев, Владимир Владимирович     | Генеральный консул в Читтагонге (Бангладеш)                 |                         |
| 29 сентября 1999 | 1309        | Горелышев, Валериан Александрович  | советник-посланник Посольства России в Уругвае              |                         |
| 29 сентября 1999 | 1309        | Горовой, Владимир Анисимович       | зам. Постпреда России при СНГ                               | ЧПП-1, 2004             |
| 29 сентября 1999 | 1309        | Косачев, Константин Иосифович      | помощник Председателя Правительства России                  | Посол, 2009             |
| 29 сентября 1999 | 1309        | Лебедев, Михаил Александрович      | зам. директора ДГПЧ МИД России                              |                         |
| 29 сентября 1999 | 1309        | Фёдоров, Владимир Сергеевич        | начальник ГлавУПДК                                          |                         |
| 14 декабря 1999  | 1633        | Ашихмин, Анатолий Артемьевич       | советник-посланник Посольства России в Кот-д’Ивуар          | ЧПП-1, 2004             |
| 14 декабря 1999  | 1633        | Крестьянов, Александр Владимирович | зам. директора ДЭС МИД России                               |                         |
| 14 декабря 1999  | 1633        | Мешков, Алексей Юрьевич            | директор ДВП МИД России                                     | ЧПП-1, 2002 Посол, 2004 |
| 14 декабря 1999  | 1633        | Сирота, Николай Романович          | зам. директора Департамента безопасности МИД России         |                         |
| 14 декабря 1999  | 1633        | Убушиев, Николай Дмитриевич        | советник-посланник Посольства России во Вьетнаме            |                         |

### 2000
| Дата присвоения | Номер указа | Ф.И.О.                           | Должность на момент присвоения                          | Последующие ранги       |
| --------------- | ----------- | -------------------------------- | ------------------------------------------------------- | ----------------------- |
| 20 января 2000  | 81          | Бавыкин, Александр Евгеньевич    | зам. директора Правового департамента МИД России        | ЧПП-1, 2010             |
| 20 января 2000  | 81          | Фёдоров, Алексей Борисович       | зам. директора ДЛО МИД России                           |                         |
| 24 января 2000  | 99          | Грушко, Александр Викторович     | главный советник ДВБР МИД России                        | ЧПП-1, 2002 Посол, 2004 |
| 26 марта 2000   | 581         | Сафронов, Александр Ванцеттиевич | Генеральный консул в Нарве (Эстония)                    |                         |
| 8 июня 2000     | 1078        | Ежов, Игорь Игоревич             | советник-посланник Посольства России в Мексике          |                         |
| 8 июня 2000     | 1078        | Сухинин, Валерий Евгеньевич      | советник-посланник Посольства России в Республике Корея | ЧПП-1, 2005 Посол, 2010 |
| 8 августа 2000  | 1460        | Завьялов, Виктор Алексеевич      | советник-посланник Посольства России в Таджикистане     |                         |
| 8 августа 2000  | 1460        | Ковальчук, Олег Владимирович     | советник-посланник Посольства России в ЮАР              | ЧПП-1, 2008             |
| 8 августа 2000  | 1460        | Кондаков, Андрей Львович         | зам. директора ДСА МИД России                           | ЧПП-1, 2004             |
| 8 августа 2000  | 1460        | Троянский, Михаил Григорьевич    | советник-посланник Посольства России в Перу             | ЧПП-1, 2008             |
| 12 августа 2000 | 1499        | Ефимов, Андрей Михайлович        | зам. директора ДВБР МИД России                          |                         |
| 12 августа 2000 | 1499        | Квок, Борис Дмитриевич           | зам. директора ДВБР МИД России                          |                         |
| 12 августа 2000 | 1499        | Крамаренко, Александр Михайлович | советник-посланник Посольства России в Великобритании   | ЧПП-1, 2003 Посол, 2008 |
| 12 августа 2000 | 1499        | Таксубаев, Анатолий Иванович     | зам. директора 3 ДСНГ МИД России                        |                         |
| 12 августа 2000 | 1499        | Щеглов, Виктор Васильевич        | советник-посланник Посольства России на Филиппинах      |                         |
| 25 декабря 2000 | 2072        | Анисимов, Вячеслав Васильевич    | Генеральный консул в Женеве (Швейцария)                 |                         |
| 25 декабря 2000 | 2072        | Малахов, Борис Николаевич        | зам. директора ДИП МИД России                           | ЧПП-1, 2005             |
| 25 декабря 2000 | 2072        | Рябов, Сергей Константинович     | советник-посланник Посольства России в Гане             |                         |
| 25 декабря 2000 | 2072        | Смирнов, Виктор Юрьевич          | советник-посланник Посольства России в Израиле          | ЧПП-1, 2010             |
| 25 декабря 2000 | 2072        | Трофимов, Владимир Григорьевич   | советник-посланник Посольства России в Тунисе           | ЧПП-1, 2003             |
| 25 декабря 2000 | 2072        | Фролов, Геннадий Константинович  | Генеральный консул в Ниигате (Япония)                   |                         |
| 25 декабря 2000 | 2072        | Чернов, Владислав Львович        | зам. директора ДВБР МИД России                          |                         |
| 25 декабря 2000 | 2072        | Чурилин, Александр Анатольевич   | советник-посланник Посольства России в Дании            | ЧПП-1, 2005 Посол, 2010 |
| 25 декабря 2000 | 2072        | Щербаков, Олег Николаевич        | зам. директора Департамента Африки МИД России           |                         |
| 25 декабря 2000 | 2072        | Яковлев, Сергей Яковлевич        | зам. директора ДБВСА МИД России                         | ЧПП-1, 2003 Посол, 2007 |

## 2000-е

### 2001
| Дата присвоения | Номер указа | Ф.И.О.                           | Должность на момент присвоения                          | Последующие ранги       |
| --------------- | ----------- | -------------------------------- | ------------------------------------------------------- | ----------------------- |
| 31 января 2001  | 104         | Богучарский, Евгений Максимович  | Генеральный консул в Аннабе (Алжир)                     |                         |
| 31 января 2001  | 104         | Внуков, Константин Васильевич    | Генеральный консул в Гонконге и Макао (Китай)           | ЧПП-1, 2006 Посол, 2011 |
| 31 января 2001  | 104         | Мальгинов, Олег Сергеевич        | зам. директора ДГПЧ МИД России                          | ЧПП-1, 2006 Посол, 2015 |
| 13 февраля 2001 | 157         | Дульян, Алексей Гайкович         | зам. директора ИДД МИД России                           | ЧПП-1, 2005 Посол, 2012 |
| 13 февраля 2001 | 157         | Троценко, Геннадий Павлович      | советник-посланник Посольства России в Бангладеш        | ЧПП-1, 2009             |
| 11 марта 2001   | 287         | Конаровский, Михаил Алексеевич   | зам. директора 2 ДА МИД России                          | Посол, 2003             |
| 11 марта 2001   | 287         | Посохин, Владимир Семёнович      | Генеральный консул в Русе (Болгария)                    |                         |
| 11 марта 2001   | 287         | Романов, Александр Александрович | зам. директора Департамента кадров МИД России           | ЧПП-1, 2004 Посол, 2008 |
| 19 июня 2001    | 738         | Мареев, Сергей Ильич             | директор ВФД МИД России                                 | Посол, 2013             |
| 19 июня 2001    | 738         | Николаев, Владимир Сергеевич     | директор департамента — управляющий делами МИД России   |                         |
| 19 июня 2001    | 738         | Чубаров, Игорь Николаевич        | советник-посланник Посольства России в Эфиопии          | ЧПП-1, 2011             |
| 27 июня 2001    | 776         | Дзюбенко, Павел Григорьевич      | зам. директора Правового департамента МИД России        |                         |
| 27 июня 2001    | 776         | Долгий, Иван Иванович            | Генеральный консул в Ходженте (Таджикистан)             |                         |
| 27 июня 2001    | 776         | Келин, Андрей Владимирович       | зам. Постпреда России при НАТО                          | ЧПП-1, 2007 Посол, 2012 |
| 27 июня 2001    | 776         | Конузин, Александр Васильевич    | зам. директора ДМО МИД России                           | ЧПП-1, 2004 Посол, 2009 |
| 27 июня 2001    | 776         | Торшин, Михаил Петрович          | зам. директора ДКС МИД России                           |                         |
| 5 сентября 2001 | 1097        | Кондрашёв, Игорь Сергеевич       | Генеральный консул в Барселоне (Испания)                | ЧПП-1, 2007 Посол, 2011 |
| 5 сентября 2001 | 1097        | Сулимко, Пётр Михайлович         | зам. директора 2 ЕД МИД России                          |                         |
| 5 сентября 2001 | 1097        | Тимонин, Александр Андреевич     | советник-посланник Посольства России в Республике Корея | ЧПП-1, 2012             |
| 29 октября 2001 | 1258        | Коннов, Виктор Анатольевич       | Генеральный консул в Шанхае (Китай)                     |                         |

### 2002
| Дата присвоения  | Номер указа | Ф.И.О.                               | Должность на момент присвоения                                                               | Последующие ранги       |
| ---------------- | ----------- | ------------------------------------ | -------------------------------------------------------------------------------------------- | ----------------------- |
| 15 января 2002   | 53          | Гараев, Вагиф Мамедвели оглы         | Генеральный консул в Алеппо (Сирия)                                                          | ЧПП-1, 2015             |
| 15 января 2002   | 53          | Карлов, Андрей Геннадьевич           | зам. директора ДКС МИД России                                                                | ЧПП-1, 2004 Посол, 2011 |
| 15 января 2002   | 53          | Песков, Сергей Николаевич            | советник-посланник — представитель России при Палестинской Национальной Администрации в Газе | ЧПП-1, 2006             |
| 15 января 2002   | 55          | Акопов, Сергей Погосович             | советник-посланник Посольства России в Бразилии                                              | ЧПП-1, 2012 Посол, 2015 |
| 15 января 2002   | 55          | Воронков, Владимир Иванович          | советник-посланник Посольства России в Польше                                                | ЧПП-1, 2006 Посол, 2011 |
| 15 января 2002   | 55          | Исмаилов, Абдулла Хабибуллаевич      | советник-посланник Посольства России в Йемене                                                |                         |
| 15 января 2002   | 55          | Пашков, Михаил Михайлович            | советник-посланник Посольства России в Иране                                                 |                         |
| 15 января 2002   | 55          | Чамов, Владимир Васильевич           | советник-посланник Посольства России в Ираке                                                 | ЧПП-1, 2006 Посол, 2016 |
| 15 января 2002   | 56          | Боцан-Харченко, Александр Аркадьевич | советник-посланник Посольства России в Хорватии                                              | ЧПП-1, 2008 Посол, 2017 |
| 15 января 2002   | 56          | Гончаренко, Владимир Борисович       | советник-посланник Посольства России в Португалии                                            | ЧПП-1, 2008 Посол, 2020 |
| 15 января 2002   | 56          | Дергачёв, Валерий Владимирович       | советник-посланник Посольства России в Чили                                                  | ЧПП-1, 2016             |
| 15 января 2002   | 56          | Игнатов, Александр Иванович          | советник-посланник Посольства России в Камбодже                                              | ЧПП-1, 2012 Посол, 2020 |
| 15 января 2002   | 56          | Кулик, Андрей Борисович              | зам. директора 1 ДА МИД России                                                               | ЧПП-1, 2012 Посол, 2018 |
| 15 января 2002   | 56          | Петляков, Сергей Яковлевич           | советник-посланник Посольства России в Индонезии                                             |                         |
| 15 января 2002   | 56          | Татаринцев, Виктор Иванович          | советник-посланник Посольства России в Швеции                                                | ЧПП-1, 2006 Посол, 2012 |
| 15 января 2002   | 56          | Эфендиев, Шахин Идаят оглы           | Генеральный консул в Адене (Йемен)                                                           |                         |
| 15 января 2002   | 57          | Куликов, Валерий Матвеевич           | советник-посланник Посольства России в Сенегале                                              |                         |
| 15 января 2002   | 57          | Поздняков, Владимир Николаевич       | советник-посланник Посольства России во Франции                                              | ЧПП-1, 2005             |
| 18 февраля 2002  | 175         | Кемарский, Андрей Вадимович          | зам. директора Департамента Африки МИД России                                                | ЧПП-1, 2006 Посол, 2012 |
| 18 февраля 2002  | 175         | Прохоров, Иван Владимирович          | советник-посланник Посольства России в Лаосе                                                 |                         |
| 18 февраля 2002  | 175         | Хуснитдинов, Зуфар Азадович          | советник-посланник Посольства России в Пакистане                                             |                         |
| 18 февраля 2002  | 175         | Шебаршин, Алексей Леонидович         | советник-посланник Посольства России в Индии                                                 | ЧПП-1, 2007 Посол, 2019 |
| 22 мая 2002      | 501         | Бабич, Николай Евгеньевич            | зам. директора ДСА МИД России                                                                | ЧПП-1, 2013             |
| 22 мая 2002      | 501         | Селезнёв, Виктор Александрович       | советник-посланник Посольства России в Малайзии                                              |                         |
| 22 мая 2002      | 501         | Филатов, Юрий Анатольевич            | зам. директора ДСА МИД России                                                                | ЧПП-1, 2006 Посол, 2014 |
| 18 июня 2002     | 620         | Материй, Юрий Борисович              | Генеральный консул в Карачи (Пакистан)                                                       | ЧПП-1, 2017 Посол, 2020 |
| 18 июня 2002     | 620         | Попов, Юрий Фёдорович                | советник-посланник Посольства России в Узбекистане                                           | ЧПП-1, 2007 Посол, 2011 |
| 18 июня 2002     | 620         | Сазонов, Алексей Андреевич           | советник-посланник Посольства России в Украине                                               | ЧПП-1, 2012             |
| 29 июля 2002     | 814         | Андреев, Андрей Владимирович         | советник-посланник Посольства России в ОАЭ                                                   | ЧПП-1, 2008 Посол, 2021 |
| 29 июля 2002     | 814         | Антонов, Анатолий Иванович           | зам. Постпреда России в Женеве                                                               | ЧПП-1, 2005 Посол, 2007 |
| 29 июля 2002     | 814         | Калинин, Николай Александрович       | советник-посланник Посольства России в Намибии                                               |                         |
| 29 июля 2002     | 814         | Труцук, Николай Иванович             | зам. директора ДИП МИД России                                                                |                         |
| 9 августа 2002   | 870         | Иваночкин, Борис Степанович          | советник-посланник Посольства России в Казахстане                                            |                         |
| 9 августа 2002   | 870         | Кураев, Владимир Тихонович           | советник-посланник Посольства России в Молдавии                                              | ЧПП-1, 2006             |
| 9 августа 2002   | 870         | Никотин, Михаил Михайлович           | зам. директора Департамента безопасности МИД России                                          |                         |
| 9 августа 2002   | 870         | Цинговатов, Юрий Львович             | зам. директора 4 ДСНГ                                                                        |                         |
| 24 сентября 2002 | 1057        | Исаченко, Иван Леонович              | Генеральный консул в Исфагане (Иран)                                                         |                         |
| 24 сентября 2002 | 1057        | Маслов, Андрей Михайлович            | зам. директора ДВБР МИД России                                                               | ЧПП-1, 2007 Посол, 2016 |
| 24 сентября 2002 | 1057        | Пучков, Сергей Юрьевич               | советник-посланник Посольства России в Латвии                                                |                         |
| 10 декабря 2002  | 1399        | Брегадзе, Александр Вадимович        | зам. директора 1 ЕД МИД России                                                               | ЧПП-1, 2007 Посол, 2014 |
| 10 декабря 2002  | 1399        | Вознюк, Александр Яковлевич          | советник-посланник Посольства России в Словакии                                              |                         |
| 10 декабря 2002  | 1399        | Геродес, Георгий Анатольевич         | зам. директора ДЭС МИД России                                                                |                         |
| 10 декабря 2002  | 1399        | Мещанинов, Борислав Борисович        | советник-посланник Посольства России в Монголии                                              |                         |
| 10 декабря 2002  | 1399        | Смородин, Андрей Николаевич          | зам. директора ДЭС МИД России                                                                | ЧПП-1, 2015             |

### 2003
| Дата присвоения  | Номер указа | Ф.И.О.                           | Должность на момент присвоения                                | Последующие ранги       |
| ---------------- | ----------- | -------------------------------- | ------------------------------------------------------------- | ----------------------- |
| 14 февраля 2003  | 193         | Бычков, Юрий Евгеньевич          | Генеральный консул в Подгорице (Союзная Республика Югославия) | ЧПП-1, 2012             |
| 14 февраля 2003  | 193         | Васнецов, Олег Владимирович      | зам. директора ДКСЮ МИД России                                | ЧПП-1, 2012 Посол, 2018 |
| 14 февраля 2003  | 193         | Просвиркин, Александр Львович    | зам. директора ДГП МИД России                                 |                         |
| 12 марта 2003    | 327         | Беловол, Николай Иванович        | Генеральный консул в Гданьске (Польша)                        |                         |
| 12 марта 2003    | 327         | Глушков, Михаил Иванович         | Генеральный консул в Трабзоне (Турция)                        |                         |
| 12 марта 2003    | 327         | Горохов, Сергей Иванович         | советник-посланник Посольства России в Кении                  |                         |
| 12 марта 2003    | 327         | Капко, Анатолий Степанович       | советник-посланник Посольства России в Колумбии               |                         |
| 12 марта 2003    | 327         | Кондрашов, Вадим Николаевич      | зам. директора ДЛО МИД России                                 |                         |
| 12 марта 2003    | 327         | Левин, Вячеслав Иванович         | советник-посланник Посольства России на Филиппинах            |                         |
| 12 марта 2003    | 327         | Уласевич, Владимир Петрович      | зам. директора 3 ЕД МИД России                                |                         |
| 12 марта 2003    | 327         | Фомин, Николай Геннадиевич       | советник-посланник Посольства России в Турции                 |                         |
| 12 марта 2003    | 327         | Чернявский, Станислав Иванович   | советник-посланник Посольства России в Азербайджане           |                         |
| 2 апреля 2003    | 392         | Кульмухаметов, Азамат Рахметович | Посол России в Кувейте                                        | ЧПП-1, 2007 Посол, 2012 |
| 2 апреля 2003    | 392         | Курдюмов, Борис Георгиевич       | директор ДИО МИД России                                       |                         |
| 2 апреля 2003    | 392         | Петров, Александр Михайлович     | зам. директора 4 ЕД МИД России                                | ЧПП-1, 2007 Посол, 2020 |
| 2 апреля 2003    | 392         | Сергеев, Владимир Николаевич     | зам. директора ДМО МИД России                                 | ЧПП-1, 2009 Посол, 2016 |
| 2 апреля 2003    | 392         | Сергиев, Павел Артемьевич        | Генеральный консул в Гаване (Куба)                            | ЧПП-1, 2009 Посол, 2015 |
| 24 апреля 2003   | 458         | Кузнецов, Павел Маратович        | советник-посланник Посольства России в Эстонии                | ЧПП-1, 2007 Посол, 2013 |
| 24 апреля 2003   | 458         | Курин, Сергей Константинович     | советник-посланник Посольства России в Гвинее                 |                         |
| 2 июля 2003      | 719         | Гончаров, Сергей Николаевич      | советник-посланник Посольства России в Китае                  |                         |
| 25 июля 2003     | 838         | Клименко, Юрий Николаевич        | советник-посланник Посольства России в Испании                | ЧПП-1, 2017 Посол, 2023 |
| 25 июля 2003     | 838         | Покровский, Андрей Викторович    | зам. директора Департамента безопасности МИД России           | ЧПП-1, 2008             |
| 25 июля 2003     | 838         | Савостьянов, Михаил Евгеньевич   | советник-посланник Посольства России в Таиланде               |                         |
| 25 июля 2003     | 838         | Тимохов, Борис Васильевич        | зам. Постпреда России при ОБСЕ                                |                         |
| 25 июля 2003     | 838         | Шуваев, Валерьян Владимирович    | зам. директора ДБВСА МИД России                               | ЧПП-1, 2008 Посол, 2010 |
| 20 сентября 2003 | 1075        | Заморов, Владимир Викторович     | советник-посланник Посольства России в Румынии                |                         |
| 20 сентября 2003 | 1075        | Захаров, Андрей Михайлович       | советник-посланник Посольства России в Египте                 | ЧПП-1, 2008             |
| 20 сентября 2003 | 1075        | Иванов, Александр Анатольевич    | начальник Управления общеазиатских проблем МИД России         | ЧПП-1, 2006 Посол, 2010 |
| 20 сентября 2003 | 1075        | Любинский, Дмитрий Евгеньевич    | зам. директора 4 ЕД МИД России                                | ЧПП-1, 2010 Посол, 2016 |
| 4 ноября 2003    | 1305        | Капинос, Сергей Петрович         | советник-посланник Посольства России в Армении                |                         |
| 4 ноября 2003    | 1305        | Логвинов, Григорий Семёнович     | зам. начальника Управления общеазиатских проблем МИД России   | ЧПП-1, 2011 Посол, 2018 |
| 4 ноября 2003    | 1305        | Нечаев, Сергей Юрьевич           | зам. директора 4 ЕД МИД России                                | ЧПП-1, 2008 Посол, 2012 |

### 2004
| Дата присвоения | Номер указа | Ф.И.О.                               | Должность на момент присвоения                             | Последующие ранги       |
| --------------- | ----------- | ------------------------------------ | ---------------------------------------------------------- | ----------------------- |
| 23 января 2004  | 94          | Лавров, Аркадий Иванович             | Генеральный консул в Чондине (КНДР)                        |                         |
| 23 января 2004  | 94          | Мартынов, Владимир Николаевич        | Генеральный консул в Касабланке (Марокко)                  | ЧПП-1, 2008             |
| 23 января 2004  | 94          | Нестеров, Евгений Анатольевич        | зам. Постпреда России при СНГ                              |                         |
| 23 января 2004  | 94          | Холов, Нурмахмад Махмадуллаевич      | Генеральный консул в Александрии (Египет)                  | ЧПП-1, 2015 Посол, 2017 |
| 10 февраля 2004 | 175         | Агапов, Анатолий Владимирович        | советник-посланник Посольства России в Чехии               |                         |
| 10 февраля 2004 | 175         | Кабулов, Замир Набиевич              | зам. директора 3 ДА МИД России                             | ЧПП-1, 2006 Посол, 2010 |
| 10 февраля 2004 | 175         | Лопушинский, Александр Александрович | советник-посланник Посольства России в Австрии             |                         |
| 10 февраля 2004 | 175         | Лоскутов, Всеволод Владимирович      | советник-посланник Посольства России в Украине             | ЧПП-1, 2008             |
| 10 февраля 2004 | 175         | Молочков, Андрей Фёдорович           | Посол России в Туркменистане                               |                         |
| 10 февраля 2004 | 175         | Рева Михаил, Михайлович              | Генеральный консул в Русе (Болгария)                       |                         |
| 10 февраля 2004 | 175         | Тучнин, Вячеслав Владимирович        | советник-посланник Посольства России в Финляндии           |                         |
| 20 февраля 2004 | 228         | Ермоленко, Андрей Владимирович       | советник-посланник Посольства России в Сербии и Черногории |                         |
| 20 февраля 2004 | 228         | Родионов, Леонид Сергеевич           | Генеральный консул в Кракове (Польша)                      |                         |
| 6 мая 2004      | 583         | Давыдов, Олег Владимирович           | советник-посланник Посольства России в КНДР                |                         |
| 6 мая 2004      | 583         | Мирзаджанов, Вагиф Балабекович       | Генеральный консул в Кейптауне (ЮАР)                       |                         |
| 6 мая 2004      | 583         | Соловьёв, Юрий Александрович         | советник-посланник Посольства России в Швейцарии           |                         |
| 6 мая 2004      | 583         | Червонцев, Алексей Анатольевич       | советник-посланник Посольства России в ЮАР                 |                         |
| 6 мая 2004      | 584         | Афанасьев, Михаил Юрьевич            | зам. директора Департамента кадров МИД России              | ЧПП-1, 2008 Посол, 2013 |
| 6 мая 2004      | 584         | Борисов, Александр Юрьевич           | советник-посланник Посольства России в Нидерландах         |                         |
| 6 мая 2004      | 584         | Голубев, Леонид Евгеньевич           | зам. директора ДСПО МИД России                             |                         |
| 6 мая 2004      | 584         | Красулин, Борис Васильевич           | Генеральный консул в Ниигате (Япония)                      |                         |
| 6 мая 2004      | 584         | Попов, Игорь Валентинович            | зам. директора 1 ДСНГ МИД России                           | ЧПП-1, 2009 Посол, 2013 |
| 6 мая 2004      | 584         | Раевский, Станислав Леонидович       | Генеральный консул в Дебрецене (Венгрия)                   |                         |
| 25 мая 2004     | 672         | Аветисян, Андрей Левонович           | зам. Постпреда России при ЕС                               | ЧПП-1, 2010 Посол, 2018 |
| 25 мая 2004     | 672         | Гурко, Игорь Владимирович            | советник-посланник Посольства России во Вьетнаме           |                         |
| 25 мая 2004     | 672         | Петраков, Михаил Иванович            | зам. Постпреда России при ЕС                               | ЧПП-1, 2011 Посол, 2018 |
| 25 мая 2004     | 672         | Рябков, Сергей Алексеевич            | советник-посланник Посольства России в США                 | ЧПП-1, 2007 Посол, 2009 |
| 25 мая 2004     | 672         | Сорокин, Виктор Александрович        | зам. директора 2 ДСНГ МИД России                           | ЧПП-1, 2006 Посол, 2013 |
| 8 июля 2004     | 855         | Андросов, Андрей Станиславович       | зам. директора ДОС МИД России                              |                         |
| 8 июля 2004     | 855         | Барбин, Владимир Владимирович        | советник-посланник Посольства России в Швеции              | ЧПП-1, 2012 Посол, 2017 |
| 8 июля 2004     | 855         | Белевич, Елена Владимировна          | зам. директора ИДД МИД России                              |                         |
| 8 июля 2004     | 855         | Бойков, Евгений Мирославович         | советник-посланник Посольства России в Венесуэле           | ЧПП-1, 2019 Посол, 2023 |
| 8 июля 2004     | 855         | Иванова, Ольга Яковлевна             | Посол России на Маврикии                                   | ЧПП-1, 2008             |
| 8 июля 2004     | 855         | Кинщак, Александр Александрович      | советник-посланник Посольства России в Ираке               | ЧПП-1, 2011 Посол, 2017 |
| 8 июля 2004     | 855         | Красногор, Сергей Алексеевич         | советник-посланник Посольства России в Иордании            |                         |
| 8 июля 2004     | 855         | Павловский, Вячеслав Альфредович     | директор ДКС МИД России                                    | ЧПП-1, 2006 Посол, 2008 |
| 8 июля 2004     | 855         | Пирогов, Андрей Владимирович         | зам. Постпреда России в Женеве                             |                         |
| 8 июля 2004     | 855         | Тарабрин, Владимир Евгеньевич        | зам. директора Правового департамента МИД России           | ЧПП-1, 2011 Посол, 2018 |
| 13 июля 2004    | 889         | Мгеладзе, Михаил Михайлович          | Генеральный консул в Ченнаи (Индия)                        | ЧПП-1, 2009 Посол, 2012 |
| 13 июля 2004    | 889         | Павлов, Владимир Николаевич          | советник-посланник Посольства России в Литве               |                         |
| 20 августа 2004 | 1099        | Евдокимов, Михаил Николаевич         | зам. директора ДОС МИД России                              | ЧПП-1, 2013 Посол, 2018 |
| 20 августа 2004 | 1099        | Поляков, Александр Дмитриевич        | советник-посланник Посольства России в Венгрии             | ЧПП-1, 2011 Посол, 2019 |
| 20 августа 2004 | 1099        | Шведов, Андрей Владимирович          | зам. директора 1 ЕД МИД России                             | ЧПП-1, 2015 Посол, 2018 |
| 25 августа 2004 | 1110        | Зуев, Георгий Викторович             | советник-посланник Посольства России в Ливии               | ЧПП-1, 2018 Посол, 2023 |
| 25 августа 2004 | 1110        | Терещенко, Валерий Яковлевич         | зам. директора 2 ДА МИД России                             | ЧПП-1, 2008 Посол, 2015 |
| 28 декабря 2004 | 1624        | Джаримов, Аслан Алиевич              | Генеральный консул в Варне (Болгария)                      |                         |
| 28 декабря 2004 | 1624        | Заемский, Владимир Фёдорович         | зам. директора ДМО МИД России                              | ЧПП-1, 2012 Посол, 2016 |
| 28 декабря 2004 | 1625        | Паршиков, Владимир Алексеевич        | директор ДГПЧ МИД России                                   |                         |

### 2005
| Дата присвоения  | Номер указа | Ф.И.О.                           | Должность на момент присвоения                              | Последующие ранги       |
| ---------------- | ----------- | -------------------------------- | ----------------------------------------------------------- | ----------------------- |
| 5 марта 2005     | 254         | Михайлов, Владимир Петрович      | Генеральный консул в Карачи (Пакистан)                      | ЧПП-1, 2010             |
| 5 марта 2005     | 254         | Чудинов, Олег Борисович          | Генеральный консул в Марселе (Франция)                      |                         |
| 5 марта 2005     | 255         | Горбань, Александр Васильевич    | зам. директора ДЭС МИД России                               | ЧПП-1, 2009 Посол, 2015 |
| 5 марта 2005     | 255         | Семёнов, Вячеслав Дмитриевич     | Генеральный консул в Лиепае (Латвия)                        |                         |
| 5 марта 2005     | 255         | Щербаков, Сергей Вениаминович    | Генеральный консул в Гамбурге (Германия)                    |                         |
| 29 марта 2005    | 362         | Галузин, Михаил Юрьевич          | советник-посланник Посольства России в Японии               | ЧПП-1, 2008 Посол, 2014 |
| 29 марта 2005    | 362         | Иваненко, Владимир Иванович      | советник-посланник Посольства России в Афганистане          |                         |
| 29 марта 2005    | 362         | Копейко, Сергей Борисович        | советник-посланник Посольства России в Казахстане           |                         |
| 29 марта 2005    | 362         | Тузов, Валерий Николаевич        | Генеральный консул в Даугавпилсе (Латвия)                   |                         |
| 29 марта 2005    | 362         | Шаронов, Александр Александрович | зам. директора Секретариата Министра иностранных дел России | ЧПП-1, 2011             |
| 18 апреля 2005   | 436         | Коротков, Владимир Львович       | Генеральный консул в Страсбурге (Франция)                   |                         |
| 7 мая 2005       | 510         | Алёшин, Валентин Герасимович     | советник-посланник Посольства России в Мозамбике            |                         |
| 7 мая 2005       | 510         | Векленко, Андрей Викторович      | зам. директора ДСА МИД России                               | ЧПП-1, 2016             |
| 7 мая 2005       | 510         | Поляков, Андрей Владимирович     | зам. директора ДБВСА МИД России                             | ЧПП-1, 2009 Посол, 2016 |
| 7 мая 2005       | 510         | Уткин, Валерий Иванович          | Посол России в Уганде                                       | ЧПП-1, 2011 Посол, 2015 |
| 6 июня 2005      | 645         | Литаврин, Пётр Геннадиевич       | зам. директора ДВБР МИД России                              |                         |
| 6 июня 2005      | 645         | Небензя, Василий Алексеевич      | зам. директора ДМО МИД России                               | ЧПП-1, 2010 Посол, 2014 |
| 6 июня 2005      | 645         | Солтановский, Иван Дмитриевич    | зам. Постпреда России при НАТО                              | ЧПП-1, 2008 Посол, 2016 |
| 6 июня 2005      | 645         | Сорокин, Валерий Евгеньевич      | зам. директора ДАС МИД России                               | ЧПП-1, 2014 Посол, 2019 |
| 15 июля 2005     | 806         | Лобанов, Сергей Иванович         | советник-посланник Посольства России в Гане                 | ЧПП-1, 2014 Посол, 2018 |
| 15 июля 2005     | 806         | Поспелов, Василий Борисович      | зам. Постпреда России при Совете Европы                     |                         |
| 15 июля 2005     | 806         | Рунов, Валерий Борисович         | зам. Постпреда России при ЮНЕСКО                            |                         |
| 20 июля 2005     | 830         | Матвеев, Александр Александрович | зам. директора Правового департамента МИД России            |                         |
| 23 августа 2005  | 976         | Демидов, Игорь Вячеславович      | советник-посланник Посольства России в Узбекистане          |                         |
| 23 августа 2005  | 976         | Лапшин, Владимир Анатольевич     | Генеральный консул в Констанце (Румыния)                    |                         |
| 23 августа 2005  | 976         | Лутай, Геннадий Анатольевич      | зам. Постпреда России при ОЗХО                              |                         |
| 13 сентября 2005 | 1063        | Казимиров, Дмитрий Владимирович  | Генеральный консул в Барселоне (Испания)                    |                         |
| 13 сентября 2005 | 1063        | Нуризаде, Александр Беюкович     | Генеральный консул в Милане (Италия)                        | ЧПП-1, 2014 Посол, 2023 |
| 29 декабря 2005  | 1552        | Вольнов, Владимир Иванович       | Генеральный консул в Сиэтле (США)                           |                         |
| 29 декабря 2005  | 1552        | Егоров, Александр Валентинович   | зам. директора ДВП МИД России                               |                         |
| 29 декабря 2005  | 1552        | Федулов, Александр Валентинович  | Генеральный консул в Дархане (Монголия)                     |                         |
| 29 декабря 2005  | 1552        | Чупин, Андрей Андреевич          | советник-посланник Посольства России в Великобритании       |                         |

### 2006
| Дата присвоения  | Номер указа | Ф.И.О.                            | Должность на момент присвоения                                         | Последующие ранги       |
| ---------------- | ----------- | --------------------------------- | ---------------------------------------------------------------------- | ----------------------- |
| 1 февраля 2006   | 69          | Громыко, Игорь Анатольевич        | советник-посланник Посольства России в Армении                         | ЧПП-1, 2012 Посол, 2019 |
| 1 февраля 2006   | 69          | Караченцев, Александр Павлович    | Генеральный консул в Мюнхене (Германия)                                |                         |
| 1 февраля 2006   | 69          | Каргиев, Эльбрус Каникоевич       | советник-посланник Посольства России в Турции                          | ЧПП-1, 2011             |
| 14 февраля 2006  | 106         | Волошин, Лев Фёдорович            | советник-посланник Посольства России в Йемене                          |                         |
| 14 февраля 2006  | 106         | Гремитских, Александр Юрьевич     | советник-посланник Посольства России в Норвегии                        |                         |
| 14 февраля 2006  | 106         | Кузнецов, Владимир Валерьевич     | зам. директора ДИП МИД России                                          | ЧПП-1, 2012             |
| 14 февраля 2006  | 106         | Лопухов, Андрей Георгиевич        | зам. директора Департамента кадров МИД России                          | ЧПП-1, 2014 Посол, 2019 |
| 14 февраля 2006  | 106         | Седых, Владимир Васильевич        | советник-посланник Посольства России в Польше                          | ЧПП-1, 2018             |
| 14 марта 2006    | 208         | Григорьев, Семён Вячеславович     | зам. директора 4 ДСНГ МИД России                                       | ЧПП-1, 2010 2019        |
| 14 марта 2006    | 208         | Егоров, Александр Васильевич      | заместитель представителя МИД России в Санкт-Петербурге                |                         |
| 14 марта 2006    | 208         | Щербаков, Александр Александрович | Генеральный консул в Зальцбурге (Австрия)                              |                         |
| 30 марта 2006    | 284         | Крутько, Андрей Андреевич         | советник-посланник Посольства России в Туркменистане                   | ЧПП-1, 2013 Посол, 2017 |
| 30 марта 2006    | 284         | Овсянников, Валентин Васильевич   | советник-посланник Посольства России в Латвии                          |                         |
| 30 марта 2006    | 284         | Сибилев, Виктор Иванович          | Генеральный консул в Брно (Чехия)                                      | ЧПП-1, 2016 Посол, 2019 |
| 11 апреля 2006   | 354         | Крюков, Сергей Николаевич         | зам. директора Департамента Африки МИД России                          | ЧПП-1, 2010 Посол, 2016 |
| 11 апреля 2006   | 354         | Никифоров, Вячеслав Васильевич    | советник-посланник Посольства России в Ирландии                        | ЧПП-1, 2013 Посол, 2017 |
| 11 апреля 2006   | 354         | Рациборинский, Николай Леонидович | зам. Постпреда России при международных организациях в Найроби (Кения) | ЧПП-1, 2013             |
| 25 мая 2006      | 510         | Андреев, Владимир Вадимович       | зам. директора ДНВ МИД России                                          |                         |
| 25 мая 2006      | 510         | Муравский, Станислав Артемьевич   | Генеральный консул в Шэньяне (Китай)                                   |                         |
| 25 мая 2006      | 510         | Ульянов, Михаил Иванович          | зам. директора ДВБР МИД России                                         | ЧПП-1, 2012 Посол, 2017 |
| 25 мая 2006      | 510         | Хорев, Михаил Владимирович        | зам. директора ДГПЧ МИД России                                         | ЧПП-1, 2020 Посол, 2023 |
| 28 июня 2006     | 651         | Гончаренко, Сергей Николаевич     | зам. директора ДЭС МИД России                                          |                         |
| 28 июня 2006     | 651         | Золотов, Александр Юрьевич        | советник-посланник Посольства России в Алжире                          | ЧПП-1, 2014 Посол, 2022 |
| 28 июня 2006     | 651         | Крутиков, Сергей Константинович   | зам. директора 2 ЕД МИД России                                         |                         |
| 28 июня 2006     | 651         | Мордвинцев, Юрий Тимофеевич       | советник-посланник Посольства России в Молдавии                        |                         |
| 28 июня 2006     | 651         | Мостыка, Иван Сергеевич           | советник-посланник Посольства России в Монголии                        |                         |
| 12 августа 2006  | 898         | Вавилов, Александр Иосифович      | советник-посланник Посольства России в Тунисе                          |                         |
| 12 августа 2006  | 898         | Джагарян, Леван Семёнович         | зам. директора 3 ДСНГ МИД России                                       | ЧПП-1, 2012 Посол, 2017 |
| 12 августа 2006  | 898         | Рогачёв, Илья Игоревич            | зам. Постпреда России при ООН                                          | ЧПП-1, 2010 Посол, 2018 |
| 21 сентября 2006 | 1025        | Герасимов, Дмитрий Павлович       | советник-посланник Посольства России в Намибии                         |                         |
| 21 сентября 2006 | 1025        | Никифоров, Юрий Васильевич        | Генеральный консул в Киркенесе (Норвегия)                              |                         |
| 21 сентября 2006 | 1025        | Николаев, Александр Алексеевич    | Генеральный консул в Симферополе (Украина)                             | ЧПП-1, 2014             |
| 25 декабря 2006  | 1452        | Абрамов, Леонид Григорьевич       | зам. директора 1 ЕД МИД России                                         | ЧПП-1, 2012             |
| 25 декабря 2006  | 1452        | Глухов, Юрий Анатольевич          | зам. директора Департамента кадров МИД России                          |                         |
| 25 декабря 2006  | 1452        | Евдокимов, Игорь Дмитриевич       | советник-посланник Посольства России в Сингапуре                       | ЧПП-1, 2015 Посол, 2018 |
| 25 декабря 2006  | 1452        | Кудашев, Николай Ришатович        | зам. директора ДНВ МИД России                                          | ЧПП-1, 2013 Посол, 2019 |
| 25 декабря 2006  | 1452        | Лабецкий, Алексей Казимирович     | Генеральный консул в Рио-де-Жанейро (Бразилия)                         | ЧПП-1, 2016 Посол, 2021 |
| 25 декабря 2006  | 1452        | Яшкин, Александр Борисович        | советник-посланник Посольства России в Эстонии                         |                         |
| 29 декабря 2006  | 1482        | Дедов, Алексей Юрьевич            | советник-посланник Посольства России в Иране                           | ЧПП-1, 2015 Посол, 2023 |
| 29 декабря 2006  | 1482        | Гончаров, Павел Леонидович        | советник-посланник Посольства России в Малайзии                        |                         |
| 29 декабря 2006  | 1482        | Малышев, Владимир Фёдорович       | советник-посланник Посольства России на Филиппинах                     |                         |
| 29 декабря 2006  | 1482        | Мнацаканян, Давид Вазгенович      | Генеральный консул в Гётеборге (Швеция)                                |                         |
| 29 декабря 2006  | 1482        | Никифоров, Сергей Борисович       | советник-посланник Посольства России в Венесуэле                       |                         |
| 29 декабря 2006  | 1482        | Фазельянов, Энварбик Михайлович   | зам. директора ДСПО МИД России                                         | ЧПП-1, 2011 Посол, 2012 |
| 29 декабря 2006  | 1482        | Юдинцев, Алексей Владимирович     | советник-посланник Посольства России в Пакистане                       |                         |

### 2007
| Дата присвоения | Номер указа | Ф.И.О.                            | Должность на момент присвоения                                                                 | Последующие ранги       |
| --------------- | ----------- | --------------------------------- | ---------------------------------------------------------------------------------------------- | ----------------------- |
| 29 января 2007  | 89          | Винокуров, Владимир Николаевич    | зам. директора ДСА МИД России                                                                  | ЧПП-1, 2011 Посол, 2017 |
| 29 января 2007  | 89          | Дарчиев, Александр Никитич        | советник-посланник Посольства России в США                                                     | ЧПП-1, 2009 Посол, 2016 |
| 29 января 2007  | 89          | Долгов, Константин Константинович | зам. Постпреда России при ООН                                                                  | ЧПП-1, 2010             |
| 29 января 2007  | 89          | Щербаков, Александр Петрович      | советник-посланник Посольства России на Кипре                                                  |                         |
| 29 января 2007  | 89          | Юшманов, Андрей Константинович    | зам. директора Департамента кадров МИД России                                                  | ЧПП-1, 2018             |
| 7 февраля 2007  | 151         | Алексеев, Юрий Михайлович         | Генеральный консул в Гданьске (Польша)                                                         |                         |
| 7 февраля 2007  | 151         | Гуськов, Андрей Анатольевич       | советник-посланник Посольства России в Бразилии                                                | ЧПП-1, 2017 Посол, 2020 |
| 7 февраля 2007  | 151         | Ерхов, Алексей Владимирович       | зам. директора Секретариата Министра иностранных дел России                                    | ЧПП-1, 2012 Посол, 2018 |
| 7 февраля 2007  | 151         | Моргунов, Илья Анатольевич        | советник-посланник Посольства России в Алжире                                                  | ЧПП-1, 2014 Посол, 2023 |
| 7 февраля 2007  | 151         | Новосёлов, Вячеслав Анатольевич   | Генеральный консул в Касабланке (Марокко)                                                      |                         |
| 7 февраля 2007  | 151         | Рогов, Алексей Александрович      | зам. директора ДНВ МИД России                                                                  |                         |
| 7 февраля 2007  | 151         | Салтыков, Алексей Эдуардович      | советник-посланник Посольства России в Кении                                                   | ЧПП-1, 2023             |
| 7 февраля 2007  | 151         | Суслов, Дмитрий Юрьевич           | советник-посланник Посольства России в Зимбабве                                                | ЧПП-1, 2017 Посол, 2020 |
| 7 февраля 2007  | 151         | Щетинин, Александр Валентинович   | советник-посланник Посольства России в Аргентине                                               | ЧПП-1, 2014 Посол, 2018 |
| 6 марта 2007    | 277         | Будаев, Андрей Владимирович       | советник-посланник Посольства России в Колумбии                                                | ЧПП-1, 2014 Посол, 2021 |
| 6 марта 2007    | 277         | Красницкий, Олег Юзефович         | зам. директора 3 ЕД МИД России                                                                 | ЧПП-1, 2014             |
| 6 марта 2007    | 277         | Медведев, Борис Иванович          | советник-посланник Посольства России в Хорватии                                                |                         |
| 6 марта 2007    | 277         | Погодин, Алексей Александрович    | советник-посланник — Представитель России при Палестинской национальной автономии в г. Рамалла |                         |
| 6 марта 2007    | 277         | Сорокин, Андрей Александрович     | советник-посланник Посольства России в Индии                                                   |                         |
| 7 июля 2007     | 849         | Капырин, Игорь Николаевич         | зам. директора Генерального секретариата МИД России                                            | ЧПП-1, 2016             |
| 7 июля 2007     | 849         | Кривенко, Александр Иванович      | Генеральный консул в Стамбуле (Турция)                                                         |                         |
| 7 июля 2007     | 849         | Липаев, Владимир Георгиевич       | зам. директора Департамента кадров МИД России                                                  | ЧПП-1, 2018 Посол, 2023 |
| 7 июля 2007     | 849         | Лыженков, Алексей Львович         | зам. директора ДНВ МИД России                                                                  |                         |
| 7 июля 2007     | 849         | Машков, Григорий Иванович         | зам. директора ДВБР МИД России                                                                 |                         |
| 7 июля 2007     | 849         | Озеров, Олег Борисович            | зам. директора ДБВСА МИД России                                                                | ЧПП-1, 2013 Посол, 2021 |
| 18 июля 2007    | 928         | Баранов, Михаил Владимирович      | зам. директора 1 ДА МИД России                                                                 | ЧПП-1, 2017 Посол, 2023 |
| 18 июля 2007    | 928         | Евдокимов, Михаил Петрович        | советник-посланник Посольства России в Белоруссии                                              |                         |
| 18 июля 2007    | 928         | Ефимов, Александр Владимирович    | советник-посланник Посольства России в Иордании                                                | ЧПП-1, 2015 Посол, 2018 |
| 18 июля 2007    | 928         | Котельников, Юрий Михайлович      | Генеральный консул в Лиепае (Латвия)                                                           |                         |
| 18 июля 2007    | 928         | Лебеденко, Владимир Юрьевич       | зам. директора ДСПО МИД России                                                                 |                         |
| 18 июля 2007    | 928         | Мантыцкий, Александр Викентьевич  | Генеральный консул в Бомбее (Индия)                                                            | ЧПП-1, 2016 Посол, 2021 |
| 18 июля 2007    | 928         | Михайлов, Валерий Александрович   | зам. директора 1 ДСНГ МИД России                                                               | ЧПП-1, 2015 Посол, 2019 |
| 18 июля 2007    | 928         | Николаев, Александр Юрьевич       | советник-посланник Посольства России в Нидерландах                                             |                         |
| 18 июля 2007    | 928         | Тавдумадзе, Николай Карлович      | Генеральный консул в Генуе (Италия)                                                            | ЧПП-1, 2017 Посол, 2021 |
| 18 июля 2007    | 928         | Толстопятенко, Александр Петрович | Генеральный консул в Трабзоне (Турция)                                                         |                         |
| 24 октября 2007 | 1412        | Васильев, Виктор Львович          | зам. директора ДМО МИД России                                                                  | ЧПП-1, 2011 Посол, 2019 |
| 24 октября 2007 | 1412        | Волынкин, Иван Кириллович         | советник-посланник Посольства России в Грузии                                                  | ЧПП-1, 2014 Посол, 2019 |
| 24 октября 2007 | 1412        | Загреков, Виктор Иванович         | зам. Постпреда России при международных организациях в Вене (Австрия)                          |                         |
| 24 октября 2007 | 1412        | Ковтун, Андрей Григорьевич        | зам. директора ДАС МИД России                                                                  | ЧПП-1, 2012             |
| 24 октября 2007 | 1412        | Коронелли, Виктор Викторович      | советник-посланник Посольства России в Чили                                                    | ЧПП-1, 2013 Посол, 2018 |
| 24 октября 2007 | 1412        | Марчук, Борис Юрьевич             | директор ДГП МИД России                                                                        | ЧПП-1, 2013 Посол, 2019 |
| 24 октября 2007 | 1412        | Цветков, Дмитрий Юрьевич          | советник-посланник Посольства России в Литве                                                   | ЧПП-1, 2015             |
| 20 ноября 2007  | 1556        | Валькович, Евгений Иванович       | Генеральный консул в Чондине (КНДР)                                                            |                         |
| 20 ноября 2007  | 1556        | Гусев, Александр Борисович        | Генеральный консул в Палермо (Италия)                                                          |                         |
| 20 ноября 2007  | 1556        | Калабухов, Игорь Андреевич        | советник-посланник Посольства России в Боснии и Герцеговине                                    | ЧПП-1, 2018 Посол, 2022 |
| 20 ноября 2007  | 1556        | Кожин, Александр Борисович        | Генеральный консул в Мазари-Шарифе (Афганистан)                                                |                         |
| 20 ноября 2007  | 1556        | Скупов, Михаил Евгеньевич         | советник-посланник Посольства России в Швеции                                                  |                         |
| 20 ноября 2007  | 1556        | Яковлев, Михаил Михайлович        | советник-посланник Посольства России во Франции                                                |                         |
| 28 ноября 2007  | 1592        | Артюх, Александр Иванович         | советник-посланник Посольства России в Австралии                                               |                         |
| 28 ноября 2007  | 1592        | Гузеев, Евгений Фёдорович         | Генеральный консул во Львове (Украина)                                                         |                         |
| 28 ноября 2007  | 1592        | Дёмин, Виктор Николаевич          | Генеральный консул в Констанце (Румыния)                                                       |                         |
| 28 ноября 2007  | 1592        | Моргулов, Игорь Владимирович      | советник-посланник Посольства России в Китае                                                   | ЧПП-1, 2011 Посол, 2012 |
| 28 ноября 2007  | 1592        | Соколов, Алексей Анатольевич      | советник-посланник Посольства России в Сербии                                                  | ЧПП-1, 2018             |
| 28 ноября 2007  | 1592        | Худин, Александр Николаевич       | зам. директора ДСА МИД России                                                                  | ЧПП-1, 2014             |

### 2008
| Дата присвоения | Номер указа | Ф.И.О.                              | Должность на момент присвоения                                                   | Последующие ранги       |
| --------------- | ----------- | ----------------------------------- | -------------------------------------------------------------------------------- | ----------------------- |
| 24 января 2008  | 75          | Климов, Алексей Владимирович        | зам. директора Консульского департамента МИД России                              | ЧПП-1, 2018 Посол, 2023 |
| 24 января 2008  | 75          | Лобанов, Дмитрий Дмитриевич         | зам. директора 1 ЕД МИД России                                                   | ЧПП-1, 2017 Посол, 2021 |
| 24 января 2008  | 75          | Мартынов, Анатолий Антонович        | советник-посланник Посольства России в Ливии                                     |                         |
| 24 января 2008  | 75          | Погрушевский, Валерий Александрович | советник-посланник Посольства России в США                                       |                         |
| 24 января 2008  | 75          | Тихонов, Валерий Борисович          | советник-посланник Посольства России в Албании                                   |                         |
| 11 февраля 2008 | 173         | Баранов, Сергей Викторович          | зам. директора Департамента кадров МИД России                                    |                         |
| 11 февраля 2008 | 173         | Барский, Кирилл Михайлович          | советник-посланник Посольства России в Индонезии                                 | ЧПП-1, 2016 Посол, 2022 |
| 11 февраля 2008 | 173         | Бодров, Юрий Евгеньевич             | зам. директора ДОС МИД России                                                    |                         |
| 11 февраля 2008 | 173         | Горлач, Юрий Андреевич              | зам. директора ДОС МИД России                                                    | ЧПП-1, 2017 Посол, 2023 |
| 11 февраля 2008 | 173         | Красовский, Борис Георгиевич        | зам. директора ДЭС МИД России                                                    |                         |
| 11 февраля 2008 | 173         | Рогалёв, Алексей Николаевич         | советник-посланник Посольства России в Греции                                    |                         |
| 11 февраля 2008 | 173         | Светличный, Вячеслав Леонидович     | советник-посланник Посольства России в Таджикистане                              |                         |
| 11 февраля 2008 | 173         | Темников, Вадим Борисович           | советник-посланник Посольства России в Перу                                      |                         |
| 11 февраля 2008 | 173         | Хотулев, Иван Брониславович         | советник-посланник Посольства России в Болгарии                                  | ЧПП-1, 2018             |
| 23 апреля 2008  | 546         | Аханов, Игорь Владимирович          | зам. директора Консульского департамента МИД России                              |                         |
| 23 апреля 2008  | 546         | Беляев, Сергей Сергеевич            | советник-посланник Посольства России в Финляндии                                 | ЧПП-1, 2017 Посол, 2021 |
| 23 апреля 2008  | 546         | Бобров, Валерий Александрович       | советник-посланник Посольства России в Никарагуа                                 |                         |
| 23 апреля 2008  | 546         | Грачёв, Александр Георгиевич        | советник-посланник Посольства России в Египте                                    |                         |
| 23 апреля 2008  | 546         | Жилко, Борис Анатольевич            | советник-посланник Посольства России в Бельгии                                   | ЧПП-1, 2016 Посол, 2021 |
| 23 апреля 2008  | 546         | Лобач, Дмитрий Анатольевич          | зам. директора Правового департамента МИД России                                 | ЧПП-1, 2015 Посол, 2022 |
| 23 апреля 2008  | 546         | Панкин, Александр Анатольевич       | зам. директора ДМО МИД России                                                    | ЧПП-1, 2013 Посол, 2018 |
| 23 апреля 2008  | 546         | Рожков, Олег Вячеславович           | зам. директора ДВБР МИД России                                                   |                         |
| 23 апреля 2008  | 546         | Селиверстов, Владимир Васильевич    | Генеральный консул в Карачи (Пакистан)                                           |                         |
| 23 апреля 2008  | 546         | Шпанкин, Вячеслав Сергеевич         | зам. директора Департамента кадров МИД России                                    |                         |
| 17 июня 2008    | 975         | Гокжаев, Борис Михайлович           | представитель МИД России в г. Ростове-на-Дону                                    |                         |
| 17 июня 2008    | 975         | Голуб, Геннадий Павлович            | Генеральный консул в Лейпциге (Германия)                                         |                         |
| 17 июня 2008    | 975         | Сафронов, Александр Анатольевич     | зам. директора ДРС МИД России                                                    |                         |
| 17 июня 2008    | 975         | Семенцов, Анатолий Николаевич       | зам. директора ДЭС МИД России                                                    |                         |
| 17 июня 2008    | 976         | Белоус, Владимир Александрович      | Генеральный консул в Кейптауне (ЮАР)                                             | ЧПП-1, 2014 Посол, 2018 |
| 17 июня 2008    | 976         | Голованов, Михаил Алексеевич        | советник-посланник Посольства России в Марокко                                   | ЧПП-1, 2019 Посол, 2022 |
| 17 июня 2008    | 976         | Магута, Сергей Михайлович           | советник-посланник Посольства России в Швейцарии                                 |                         |
| 17 июня 2008    | 976         | Симакин, Сергей Александрович       | советник-посланник Посольства России в Словении                                  |                         |
| 17 июня 2008    | 976         | Хорохордин, Фёдор Владимирович      | Генеральный консул в Бонне (Германия)                                            |                         |
| 17 июня 2008    | 976         | Ярахмедов, Азим Алаудинович         | Генеральный консул в Ходженте (Таджикистан)                                      | ЧПП-1, 2017 Посол, 2015 |
| 31 июля 2008    | 1154        | Аляутдинов, Ринат Жафярович         | зам. директора Генерального секретариата МИД России                              | ЧПП-1, 2016 Посол, 2023 |
| 31 июля 2008    | 1154        | Голубовский, Игорь Леонидович       | Генеральный консул в Монреале (Канада)                                           | ЧПП-1, 2016 Посол, 2020 |
| 31 июля 2008    | 1154        | Иосифов, Владимир Алексеевич        | зам. директора ДМО МИД России                                                    |                         |
| 31 июля 2008    | 1154        | Каменев, Константин Сергеевич       | советник-посланник Посольства России на Кубе                                     | ЧПП-1, 2016             |
| 31 июля 2008    | 1154        | Кобринец, Николай Сергеевич         | зам. Постпреда России при ЕС                                                     | ЧПП-1, 2020 Посол, 2023 |
| 31 июля 2008    | 1154        | Козлов, Сергей Георгиевич           | Руководитель миссии России при Палестинской национальной администрации в Рамалле | ЧПП-1, 2012 Посол, 2018 |
| 31 июля 2008    | 1154        | Кулаков, Василий Всеволодович       | Генеральный консул в Ниигате (Япония)                                            |                         |
| 31 июля 2008    | 1154        | Поспелов, Валерий Иванович          | советник-посланник Посольства России в Ираке                                     |                         |
| 31 июля 2008    | 1154        | Толкалин, Сергей Николаевич         | зам. директора ДГПЧ МИД России                                                   |                         |
| 31 июля 2008    | 1154        | Чернов, Александр Геннадиевич       | советник-посланник Посольства России в Танзании                                  |                         |
| 31 июля 2008    | 1154        | Шевчук, Леонид Леонидович           | Генеральный консул в Саппоро (Япония)                                            |                         |
| 29 октября 2008 | 1535        | Абрамов, Владимир Анатольевич       | Генеральный консул в Бресте (Белоруссия)                                         |                         |
| 29 октября 2008 | 1535        | Максудов, Вячеслав Латыпович        | Генеральный консул в Адене (Йемен)                                               |                         |
| 29 октября 2008 | 1535        | Пантелеев, Евгений Александрович    | советник-посланник Посольства России в Украине                                   |                         |
| 17 декабря 2008 | 1788        | Ганжа, Сергей Павлович              | Генеральный консул в Гамбурге (Германия)                                         | ЧПП-1, 2019             |
| 17 декабря 2008 | 1788        | Грачёв, Александр Григорьевич       | Генеральный консул в Одессе (Украина)                                            |                         |
| 17 декабря 2008 | 1788        | Зиганшин, Мухамаджан Каримович      | Генеральный консул в Оше (Киргизия)                                              |                         |
| 17 декабря 2008 | 1788        | Кошелев, Сергей Михайлович          | зам. директора ДВБР МИД России                                                   | ЧПП-1, 2018             |
| 17 декабря 2008 | 1788        | Попов, Алексей Владимирович         | советник-посланник Посольства России в Сенегале                                  | ЧПП-1, 2024             |
| 17 декабря 2008 | 1788        | Рогов, Сергей Стефанович            | советник-посланник Посольства России в Нигерии                                   |                         |
| 17 декабря 2008 | 1788        | Сиротюк, Анатолий Иванович          | зам. директора ДГП МИД России                                                    |                         |
| 17 декабря 2008 | 1788        | Удовиченко, Николай Николаевич      | зам. директора 2 ДСНГ МИД России                                                 | ЧПП-1, 2015 Посол, 2021 |

### 2009
| Дата присвоения  | Номер указа | Ф.И.О.                              | Должность на момент присвоения                                                    | Последующие ранги       |
| ---------------- | ----------- | ----------------------------------- | --------------------------------------------------------------------------------- | ----------------------- |
| 6 февраля 2009   | 132         | Азизов, Искандер Кубарович          | зам. директора 1 ДА МИД России                                                    | ЧПП-1, 2016 Посол, 2020 |
| 6 февраля 2009   | 132         | Бурдин, Александр Владимирович      | зам. директора 1 ЕД МИД России                                                    |                         |
| 6 февраля 2009   | 132         | Гаврилов, Константин Юрьевич        | зам. Постпреда России при ОЗХО                                                    |                         |
| 6 февраля 2009   | 132         | Леденев, Михаил Николаевич          | советник-посланник Посольства России в Португалии                                 | ЧПП-1, 2021             |
| 6 февраля 2009   | 132         | Ревенко, Николай Сергеевич          | зам. Постпреда России при ЕС                                                      |                         |
| 6 февраля 2009   | 132         | Серёгин, Владимир Иванович          | советник-посланник Посольства России в Армении                                    |                         |
| 11 марта 2009    | 263         | Крохин, Олег Александрович          | советник-посланник Посольства России в Азербайджане                               |                         |
| 11 марта 2009    | 263         | Степанов, Сергей Николаевич         | директор ДДКС МИД России                                                          |                         |
| 11 марта 2009    | 263         | Ткаченко, Всеволод Игоревич         | советник-посланник Посольства России в ЮАР                                        | ЧПП-1, 2016 Посол, 2021 |
| 13 апреля 2009   | 384         | Бурмистров, Олег Николаевич         | зам. директора ДСА МИД России                                                     | ЧПП-1, 2014 Посол, 2018 |
| 13 апреля 2009   | 384         | Копыркин, Сергей Павлович           | зам. директора 1 ДСНГ МИД России                                                  | ЧПП-1, 2017 Посол, 2021 |
| 13 апреля 2009   | 384         | Николаев, Вячеслав Геннадьевич      | Генеральный консул на о. Шпицберген (Норвегия)                                    |                         |
| 13 апреля 2009   | 384         | Помощников, Николай Николаевич      | советник-посланник Посольства России в Таиланде (зам. Постпреда России при ЭСКАТО |                         |
| 13 апреля 2009   | 384         | Ховаев, Игорь Анатольевич           | советник-посланник Посольства России во Вьетнаме                                  | ЧПП-1, 2017 Посол, 2023 |
| 13 апреля 2009   | 384         | Хусанов, Мирджалол Мирджамалович    | Генеральный консул в г. Анталье (Турция)                                          |                         |
| 1 июня 2009      | 611         | Воробьёва, Людмила Георгиевна       | зам. директора ДАТР МИД России                                                    | ЧПП-1, 2014 Посол, 2019 |
| 1 июня 2009      | 611         | Грушко, Татьяна Михайловна          | Генеральный консул в Сиднее (Австралия)                                           |                         |
| 1 июня 2009      | 611         | Кожанов, Константин Петрович        | зам. директора Генерального секретариата МИД России                               | ЧПП-1, 2016             |
| 1 июня 2009      | 611         | Кремнев, Игорь Александрович        | советник-посланник Посольства России в Саудовской Аравии                          | ЧПП-1, 2020             |
| 1 июня 2009      | 611         | Кураков, Дмитрий Викторович         | Генеральный консул в Александрии (Египет)                                         | ЧПП-1, 2016 Посол, 2020 |
| 1 июня 2009      | 611         | Никифоров, Андрей Александрович     | зам. директора ДГПЧ МИД России                                                    |                         |
| 1 июня 2009      | 611         | Подъёлышев, Андрей Леонидович       | зам. директора Консульского департамента МИД России                               |                         |
| 1 июня 2009      | 611         | Прокофьев, Александр Алексеевич     | советник-посланник Посольства России в Лаосе                                      |                         |
| 1 июня 2009      | 611         | Семиволос, Владлен Станиславович    | советник-посланник Посольства России в Камбодже                                   | ЧПП-1, 2018 Посол, 2022 |
| 14 июля 2009     | 806         | Хаткевич, Михаил Маратович          | Генеральный консул в Салониках (Греция)                                           |                         |
| 16 июля 2009     | 817         | Дегтярев, Игорь Григорьевич         | советник-посланник Посольства России в Гане                                       |                         |
| 16 июля 2009     | 817         | Павловский, Алексей Викторович      | зам. директора 4 ДСНГ МИД России                                                  | ЧПП-1, 2012 Посол, 2017 |
| 16 июля 2009     | 817         | Петров, Сергей Владимирович         | советник-посланник Посольства России в Канаде                                     |                         |
| 18 сентября 2009 | 1052        | Байбаков, Владимир Викторович       | Посол России в Мавритании                                                         | ЧПП-1, 2013 Посол, 2023 |
| 18 сентября 2009 | 1052        | Барановский, Евгений Георгиевич     | Генеральный консул в Антверпене (Бельгия)                                         |                         |
| 18 сентября 2009 | 1052        | Грицай, Сергей Николаевич           | Генеральный консул в Гонконге (Китай)                                             | ЧПП-1, 2015 Посол, 2019 |
| 18 сентября 2009 | 1052        | Савин, Александр Алексеевич         | зам. директора 3 ДСНГ МИД России                                                  |                         |
| 18 сентября 2009 | 1052        | Садиков, Рашид Сергеевич            | Генеральный консул в Алеппо (Сирия)                                               | ЧПП-1, 2019             |
| 17 ноября 2009   | 1296        | Крутских, Андрей Владимирович       | зам. директора ДНВ МИД России                                                     | ЧПП-1, 2014 Посол, 2016 |
| 17 ноября 2009   | 1296        | Кудояров, Артём Тамерланович        | зам. директора ДСА МИД России                                                     |                         |
| 17 ноября 2009   | 1296        | Писицын, Сергей Александрович       | советник-посланник Посольства России в Чили                                       |                         |
| 8 декабря 2009   | 1406        | Воробьёв, Андрей Владимирович       | зам. директора ДИП МИД России                                                     |                         |
| 8 декабря 2009   | 1406        | Климовский, Константин Вячеславович | Генеральный консул в Страсбурге (Франция)                                         | ЧПП-1, 2018 Посол, 2023 |
| 8 декабря 2009   | 1406        | Коломбет, Михаил Васильевич         | Генеральный консул в Палермо (Италия)                                             |                         |
| 8 декабря 2009   | 1406        | Трепелков, Сергей Васильевич        | зам. Постпреда России при международных организациях в Найроби (Кения)            | ЧПП-1, 2020             |
| 8 декабря 2009   | 1406        | Тряпицын, Виталий Евгеньевич        | советник-посланник Посольства России в Молдавии                                   | ЧПП-1, 2021             |

### 2010
| Дата присвоения  | Номер указа | Ф.И.О.                          | Должность на момент присвоения                                         | Последующие ранги       |
| ---------------- | ----------- | ------------------------------- | ---------------------------------------------------------------------- | ----------------------- |
| 9 февраля 2010   | 163         | Смирнов, Вадим Станиславович    | зам. директора ДМО МИД России                                          | ЧПП-1, 2017             |
| 3 марта 2010     | 258         | Кузнецов, Сергей Николаевич     | Генеральный консул в Джидде (Саудовская Аравия)                        | ЧПП-1, 2017 Посол, 2020 |
| 3 марта 2010     | 258         | Логутов, Вячеслав Анатольевич   | директор ВФД МИД России                                                |                         |
| 12 апреля 2010   | 459         | Грибков, Юрий Васильевич        | Генеральный консул в Марселе (Франция)                                 |                         |
| 12 апреля 2010   | 459         | Меркулов, Павел Геннадиевич     | советник-посланник Посольства России в ОАЭ                             |                         |
| 12 апреля 2010   | 459         | Олисов, Александр Васильевич    | советник-посланник Посольства России в Венгрии                         |                         |
| 12 апреля 2010   | 459         | Савва, Михаил Иванович          | советник-посланник Посольства России в Греции                          |                         |
| 12 апреля 2010   | 459         | Токмаков, Владимир Георгиевич   | советник-посланник Посольства России в Венесуэле                       | ЧПП-1, 2018             |
| 12 апреля 2010   | 459         | Филипп, Всеволод Иванович       | Генеральный консул в Харькове (Украина)                                |                         |
| 21 мая 2010      | 613         | Новиков, Олег Александрович     | зам. директора ДЭС МИД России                                          |                         |
| 21 мая 2010      | 613         | Спринчан, Владимир Иванович     | советник-посланник Посольства России в Казахстане                      | ЧПП-1, 2018 Посол, 2023 |
| 12 июля 2010     | 888         | Аскальдович, Геннадий Иосифович | советник-посланник Посольства России в Словакии                        | ЧПП-1, 2019 Посол, 2023 |
| 12 июля 2010     | 888         | Кротков, Анатолий Иванович      | Генеральный консул в Клайпеде (Литва)                                  |                         |
| 12 июля 2010     | 888         | Серазев, Вазых Ибрагимович      | советник-посланник Посольства России в Узбекистане                     |                         |
| 12 июля 2010     | 888         | Яковлев, Андрей Игоревич        | зам. директора ДГП МИД России                                          |                         |
| 13 сентября 2010 | 1126        | Дёмин, Алексей Михайлович       | советник-посланник Посольства России в Туркменистане                   | ЧПП-1, 2017             |
| 13 сентября 2010 | 1126        | Дудка, Александр Иванович       | зам. директора Консульского департамента МИД России                    |                         |
| 13 сентября 2010 | 1126        | Евдокимов, Михаил Сергеевич     | советник-посланник Посольства России в Панаме                          |                         |
| 13 сентября 2010 | 1126        | Смага, Андрей Васильевич        | руководитель Секции интересов России при Посольстве Швейцарии в Грузии |                         |
| 13 сентября 2010 | 1126        | Суриков, Александр Васильевич   | советник-посланник Посольства России в Испании                         | ЧПП-1, 2018 Посол, 2022 |
| 21 октября 2010  | 1274        | Овечко, Геннадий Алексеевич     | советник-посланник Посольства России в Японии                          | ЧПП-1, 2013 Посол, 2018 |
| 21 октября 2010  | 1274        | Шипилов, Сергей Борисович       | советник-посланник Посольства России на Филиппинах                     |                         |
| 22 ноября 2010   | 1458        | Горелов, Вадим Николаевич       | советник-посланник Посольства России в Словении                        |                         |
| 22 ноября 2010   | 1458        | Искандаров, Ильяс Фархадович    | советник-посланник Посольства России в Тунисе                          | ЧПП-1, 2020 Посол, 2023 |
| 22 ноября 2010   | 1458        | Парамонов, Алексей Владимирович | Генеральный консул в Милане (Италия)                                   | ЧПП-1, 2017 Посол, 2020 |
| 22 ноября 2010   | 1458        | Тарасенко, Сергей Михайлович    | зам. директора ДНВ МИД России                                          | ЧПП-1, 2015             |

## 2010-е

### 2011
| Дата присвоения | Номер указа | Ф.И.О.                               | Должность на момент присвоения                              | Последующие ранги       |
| --------------- | ----------- | ------------------------------------ | ----------------------------------------------------------- | ----------------------- |
| 17 января 2011  | 53          | Баринова, Надежда Михайловна         | зам. директора ИДД МИД России                               | ЧПП-1, 2017 Посол, 2021 |
| 17 января 2011  | 53          | Буравов, Андрей Вячеславович         | советник-посланник Посольства России в Турции               |                         |
| 17 января 2011  | 53          | Гусев, Александр Васильевич          | Генеральный консул в Дебрецене (Венгрия)                    |                         |
| 17 января 2011  | 53          | Егоров, Александр Рэмович            | советник-посланник Посольства России в Мозамбике            | ЧПП-1, 2017 Посол, 2021 |
| 17 января 2011  | 53          | Казаков, Юрий Викторович             | советник-посланник Посольства России на Кипре               |                         |
| 17 января 2011  | 53          | Петрович, Сергей Святославович       | советник-посланник Посольства России в Республике Ирландии  | ЧПП-1, 2018 Посол, 2021 |
| 21 февраля 2011 | 205         | Кадышев, Леонид Юрьевич              | советник-посланник Посольства России во Франции             | ЧПП-1, 2022             |
| 21 февраля 2011 | 205         | Корунова, Марина Олеговна            | зам. директора ДГПЧ МИД России                              |                         |
| 21 февраля 2011 | 205         | Латыпов, Наиль Мазгутович            | зам. директора 3 ДА МИД России                              | ЧПП-1, 2021             |
| 21 февраля 2011 | 205         | Молотков, Иван Николаевич            | советник-посланник Посольства России в Египте               | ЧПП-1, 2017             |
| 21 февраля 2011 | 205         | Тяпкин, Олег Николаевич              | советник-посланник Посольства России в Австрии              | ЧПП-1, 2018 Посол, 2021 |
| 28 апреля 2011  | 538         | Исаков, Алексей Викторович           | Генеральный консул в Монреале (Канада)                      | ЧПП-1, 2017 Посол, 2021 |
| 28 апреля 2011  | 538         | Мацегора, Александр Иванович         | советник-посланник Посольства России в КНДР                 | ЧПП-1, 2016 Посол, 2019 |
| 28 апреля 2011  | 538         | Петрачков, Александр Фёдорович       | помощник Министра иностранных дел России                    | ЧПП-1, 2018             |
| 24 мая 2011     | 677         | Лукашевич, Александр Казимирович     | директор ДИП МИД России                                     | ЧПП-1, 2013 Посол, 2018 |
| 12 июня 2011    | 792         | Герасин, Юрий Валентинович           | Генеральный консул в Сиэтле (США)                           |                         |
| 12 июня 2011    | 792         | Паневкин, Игорь Константинович       | зам. директора Правового департамента МИД России            |                         |
| 12 июня 2011    | 792         | Шманевский, Александр Юрьевич        | советник-посланник Посольства России в Монголии             |                         |
| 12 июня 2011    | 793         | Борисенко, Георгий Евгеньевич        | советник-посланник Посольства России в США                  | ЧПП-1, 2015 Посол, 2018 |
| 12 июня 2011    | 793         | Прицепов, Андрей Анатольевич         | зам. директора 2 ЕД МИД России                              | ЧПП-1, 2022             |
| 12 июня 2011    | 793         | Стерник, Александр Вадимович         | советник-посланник Посольства России в Великобритании       | ЧПП-1, 2013 Посол, 2017 |
| 25 июля 2011    | 987         | Томихин, Евгений Юрьевич             | советник-посланник Посольства России в Китае                | ЧПП-1, 2018 Посол, 2023 |
| 15 августа 2011 | 1096        | Амбаров, Роман Евгеньевич            | советник-посланник Посольства России в Малайзии             | ЧПП-1, 2021 Посол, 2024 |
| 15 августа 2011 | 1096        | Двинянин, Алексей Аркадьевич         | зам. директора 4 ДСНГ МИД России                            | ЧПП-1, 2020             |
| 15 августа 2011 | 1096        | Орджоникидзе, Григорий Эдуардович    | зам. директора ДМО МИД России                               | ЧПП-1, 2018             |
| 26 августа 2011 | 1117        | Алексеев, Константин Юрьевич         | советник-посланник Посольства России в Иране                |                         |
| 26 августа 2011 | 1117        | Антипов, Александр Анатольевич       | Генеральный консул на о. Шпицберген (Норвегия)              |                         |
| 26 августа 2011 | 1117        | Подберезко, Сергей Николаевич        | Генеральный консул в Шэньяне (Китай)                        |                         |
| 26 августа 2011 | 1117        | Толченов, Сергей Геннадьевич         | советник-посланник Посольства России в Индонезии            | ЧПП-1, 2018             |
| 6 сентября 2011 | 1159        | Масленников, Владислав Владиславович | зам. директора ДОС МИД России                               | ЧПП-1, 2019 Посол, 2023 |
| 4 ноября 2011   | 1461        | Егоров, Евгений Николаевич           | советник-посланник Посольства России в Республике Македонии | ЧПП-1, 2024             |
| 4 ноября 2011   | 1461        | Колесников, Юрий Александрович       | зам. Постпреда России при ЮНЕСКО                            |                         |
| 4 ноября 2011   | 1461        | Попов, Игорь Витальевич              | Генеральный консул в Хайфе, Государство Израиль             |                         |
| 4 ноября 2011   | 1461        | Пушков, Владимир Алексеевич          | Генеральный консул в Ниигате (Япония)                       |                         |
| 4 ноября 2011   | 1461        | Салов, Владимир Павлович             | зам. директора ДНВ МИД России                               | ЧПП-1, 2023             |

### 2012
| Дата присвоения  | Номер указа | Ф.И.О.                            | Должность на момент присвоения                                                      | Последующие ранги       |
| ---------------- | ----------- | --------------------------------- | ----------------------------------------------------------------------------------- | ----------------------- |
| 10 февраля 2012  | 151         | Корепанов, Дмитрий Гениевич       | советник-посланник Посольства России в ДР Конго                                     | ЧПП-1, 2024             |
| 10 февраля 2012  | 151         | Курмаз, Александр Сергеевич       | зам. директора ДОС МИД России                                                       | ЧПП-1, 2020 Посол, 2023 |
| 10 февраля 2012  | 151         | Романченко, Игорь Владимирович    | советник-посланник Посольства России в Аргентине                                    | ЧПП-1, 2019 Посол, 2022 |
| 10 февраля 2012  | 152         | Болдырев, Александр Вилович       | зам. директора ДИП МИД России                                                       | ЧПП-1, 2018             |
| 10 февраля 2012  | 152         | Зубов, Михаил Григорьевич         | советник-посланник Посольства России в Норвегии                                     |                         |
| 10 февраля 2012  | 152         | Перадзе, Зураб Гивович            | Генеральный консул в Гаване (Куба)                                                  |                         |
| 10 февраля 2012  | 152         | Сверчков, Александр Борисович     | Генеральный консул в Турку (Финляндия)                                              |                         |
| 10 февраля 2012  | 152         | Скачков, Андрей Семёнович         | советник-посланник Посольства России в Латвии                                       |                         |
| 10 февраля 2012  | 152         | Тодуа, Георгий Владимирович       | советник-посланник Посольства России в Колумбии                                     | ЧПП-1, 2017             |
| 10 февраля 2012  | 152         | Хозин, Александр Григорьевич      | советник-посланник Посольства России в Непале                                       |                         |
| 10 февраля 2012  | 153         | Корчунов, Николай Викторович      | зам. Постпреда России при НАТО                                                      | ЧПП-1, 2020 Посол, 2023 |
| 10 февраля 2012  | 153         | Минаков, Евгений Борисович        | советник-посланник Посольства России в Литве                                        |                         |
| 10 февраля 2012  | 153         | Ткачёв, Владимир Викторович       | Генеральный консул в Познани (Польша)                                               |                         |
| 10 февраля 2012  | 153         | Хохоликов, Александр Николаевич   | советник-посланник Посольства России в Перу                                         | ЧПП-1, 2018 Посол, 2022 |
| 1 мая 2012       | 545         | Гаппоев, Александр Сергеевич      | зам. директора Консульского департамента МИД России                                 | ЧПП-1, 2023             |
| 1 мая 2012       | 545         | Евсиков, Алексей Николаевич       | зам. директора 1 ДА МИД России                                                      | ЧПП-1, 2018 Посол, 2023 |
| 16 июля 2012     | 1014        | Бахарев, Сергей Викторович        | зам. директора Департамента Африки МИД России                                       | ЧПП-1, 2015 Посол, 2019 |
| 16 июля 2012     | 1014        | Листопадов, Николай Александрович | Генеральный консул в Ченнаи (Индия)                                                 | ЧПП-1, 2019 Посол, 2022 |
| 16 июля 2012     | 1014        | Степанов, Олег Владимирович       | советник-посланник Посольства России в США                                          | ЧПП-1, 2015 Посол, 2023 |
| 16 июля 2012     | 1014        | Терёхин, Евгений Евгеньевич       | советник-посланник Посольства России в Киргизии                                     | ЧПП-1, 2020 Посол, 2023 |
| 16 июля 2012     | 1014        | Эйвазов, Тимур Рафаилович         | зам. директора ДЭС МИД России                                                       | ЧПП-1, 2021             |
| 30 июля 2012     | 1087        | Астахов, Олег Юрьевич             | Генеральный консул во Львове (Украина)                                              |                         |
| 30 июля 2012     | 1087        | Новиков, Алексей Алексеевич       | Генеральный консул в Мумбаи, Республика Индия                                       | ЧПП-1, 2015 Посол, 2020 |
| 17 сентября 2012 | 1301        | Алифанов, Сергей Дмитриевич       | зам. директора ДДКС МИД России                                                      |                         |
| 17 сентября 2012 | 1301        | Барсуков, Сергей Александрович    | Генеральный консул в Оше (Киргизия)                                                 |                         |
| 17 сентября 2012 | 1301        | Грозов, Андрей Юрьевич            | Генеральный консул в Мюнхене (Германия)                                             | ЧПП-1, 2018 Посол, 2021 |
| 7 ноября 2012    | 1502        | Бибишев, Андрей Александрович     | советник-посланник Посольства России в Никарагуа                                    |                         |
| 7 ноября 2012    | 1502        | Рудаков, Александр Николаевич     | Руководитель Миссии России при Палестинской Национальной Администрации в г. Рамалла | ЧПП-1, 2021 Посол, 2024 |
| 14 декабря 2012  | 1664        | Копнин, Александр Анатольевич     | Генеральный консул в Ходженте (Таджикистан)                                         |                         |
| 14 декабря 2012  | 1664        | Оверченко, Сергей Александрович   | советник-посланник Посольства России в Армении                                      |                         |
| 14 декабря 2012  | 1664        | Соколенко, Владимир Григорьевич   | зам. директора ДВП МИД России                                                       | ЧПП-1, 2020 Посол, 2023 |

### 2013
| Дата присвоения | Номер указа | Ф.И.О.                           | Должность на момент присвоения                                     | Последующие ранги       |             |
| --------------- | ----------- | -------------------------------- | ------------------------------------------------------------------ | ----------------------- | ----------- |
| 4 февраля 2013  | 90          | Байков, Владимир Анатольевич     | Генеральный консул в Касабланке (Марокко)                          | ЧПП-1, 2018 Посол, 2021 |             |
| 4 февраля 2013  | 90          | Барковский, Леонид Анатольевич   | советник-посланник Посольства России в Иордании                    |                         |             |
| 4 февраля 2013  | 90          | Бутин, Сергей Владимирович       | советник-посланник Посольства России в Японии                      | ЧПП-1, 2016 Посол, 2020 |             |
| 4 февраля 2013  | 90          | Викторов, Анатолий Дмитриевич    | зам. директора ДГПЧ МИД России                                     | ЧПП-1, 2016 Посол, 2019 |             |
| 4 февраля 2013  | 90          | Головин, Александр Алексеевич    | Генеральный консул в Мазари-Шарифе (Афганистан)                    |                         |             |
| 4 февраля 2013  | 90          | Дейнеко, Александр Михайлович    | зам. директора ДВБР МИД России                                     | ЧПП-1, 2017             |             |
| 4 февраля 2013  | 90          | Догадкин, Дмитрий Николаевич     | советник-посланник Посольства России в Сирии                       | ЧПП-1, 2019 Посол, 2023 |             |
| 4 февраля 2013  | 90          | Штодин, Дмитрий Ильич            | советник-посланник Посольства России в Италии                      | ЧПП-1, 2022             |             |
| 9 апреля 2013   | 345         | Егоров, Олег Романович           | советник-посланник Посольства России в Белоруссии                  |                         |             |
| 9 апреля 2013   | 345         | Десятников, Глеб Феликсович      | зам. директора ДБВСА МИД России                                    | ЧПП-1, 2018 Посол, 2023 |             |
| 9 апреля 2013   | 345         | Карпов, Алексей Юрьевич          | зам. директора ДВБР МИД России                                     | ЧПП-1, 2018             |             |
| 9 апреля 2013   | 345         | Карсанов, Руслан Казбекович      | Генеральный консул во Франкфурте-на-Майне (Германия)               |                         |             |
| 9 апреля 2013   | 345         | Максимычев, Дмитрий Игоревич     | зам. Постпреда России при ООН                                      | ЧПП-1, 2019             | Посол, 2023 |
| 9 апреля 2013   | 345         | Феоктистов, Дмитрий Валерьевич   | зам. директора ДНВ МИД России                                      |                         |             |
| 9 апреля 2013   | 345         | Юрков, Анатолий Леонидович       | советник-посланник Посольства России в Израиле                     | ЧПП-1, 2020 Посол, 2023 |             |
| 8 мая 2013      | 481         | Боровик, Анатолий Васильевич     | Генеральный консул в Хошимине, Социалистическая Республика Вьетнам | ЧПП-1, 2019 Посол, 2023 |             |
| 8 мая 2013      | 481         | Гуськов, Александр Сергеевич     | зам. директора ДСПО МИД России                                     |                         |             |
| 8 мая 2013      | 481         | Пилипсон, Юрий Валентинович      | советник-посланник Посольства России в Польше                      | ЧПП-1, 2020 Посол, 2023 |             |
| 13 июня 2013    | 562         | Полянский, Дмитрий Алексеевич    | зам. директора 1 ДСНГ МИД России                                   | ЧПП-1, 2018             |             |
| 15 августа 2013 | 677         | Анисимов, Леонид Владимирович    | советник-посланник Посольства России в Финляндии                   |                         |             |
| 15 августа 2013 | 677         | Баздникин, Сергей Александрович  | зам. директора ДВП МИД России                                      | ЧПП-1, 2019 Посол, 2023 |             |
| 15 августа 2013 | 677         | Беджанян, Юрий Вартанович        | зам. директора ДСА МИД России                                      | ЧПП-1, 2019 Посол, 2022 |             |
| 15 августа 2013 | 677         | Бездетко, Геннадий Степанович    | советник-посланник Посольства России во Вьетнаме                   | ЧПП-1, 2021             |             |
| 15 августа 2013 | 677         | Макаров, Михаил Станиславович    | советник-посланник Посольства России в Швейцарии                   |                         |             |
| 15 августа 2013 | 677         | Николаев, Сергей Ипполитович     | зам. директора ДРС МИД России                                      |                         |             |
| 15 августа 2013 | 677         | Руденко, Андрей Юрьевич          | зам. Постпреда России при ОБСЕ                                     | ЧПП-1, 2018 Посол, 2020 |             |
| 15 августа 2013 | 677         | Шапель, Александр Евгеньевич     | советник-посланник Посольства России в Болгарии                    |                         |             |
| 2 сентября 2013 | 699         | Бойко, Олег Петрович             | Генеральный консул в Читтагонге (Бангладеш)                        |                         |             |
| 2 сентября 2013 | 699         | Климанов, Владимир Александрович | Генеральный консул в Русе (Болгария)                               |                         |             |
| 2 сентября 2013 | 699         | Колесников, Виктор Петрович      | Генеральный консул в Кракове (Польша)                              |                         |             |
| 2 сентября 2013 | 699         | Корчмарь, Василий Семёнович      | Генеральный консул в Гюмри, Республика Армения                     |                         |             |
| 2 сентября 2013 | 699         | Куделин, Андрей Геннадьевич      | советник-посланник Посольства России в Венесуэле                   |                         |             |
| 2 сентября 2013 | 699         | Писарев, Александр Борисович     | зам. директора ДВП МИД России                                      | ЧПП-1, 2021             |             |
| 2 сентября 2013 | 699         | Шарашкин, Андрей Евгеньевич      | Генеральный консул в Брно (Чехия)                                  | ЧПП-1, 2022             |             |
| 5 декабря 2013  | 887         | Алипов, Денис Евгеньевич         | советник-посланник Посольства России в Индии                       | ЧПП-1, 2016 Посол, 2022 |             |
| 5 декабря 2013  | 887         | Баранов, Максим Анатольевич      | Генеральный консул в Реште, Исламская Республика Иран              | ЧПП-1, 2022             |             |
| 5 декабря 2013  | 887         | Буачидзе, Гоча Леванович         | Генеральный консул в Дубае, Объединённые Арабские Эмираты          | ЧПП-1, 2020             |             |
| 5 декабря 2013  | 887         | Ермаков, Владимир Иванович       | зам. директора ДВБР МИД России                                     | ЧПП-1, 2018             |             |
| 5 декабря 2013  | 887         | Загайнов, Евгений Тимофеевич     | зам. Постпреда России при ООН                                      | ЧПП-1, 2018 Посол, 2023 |             |
| 5 декабря 2013  | 887         | Ильичёв, Пётр Викторович         | зам. Постпреда России при ООН                                      | ЧПП-1, 2018             |             |
| 5 декабря 2013  | 887         | Леонтьев, Владимир Львович       | зам. директора ДВБР МИД России                                     |                         |             |
| 5 декабря 2013  | 887         | Матковский, Никита Николаевич    | Генеральный консул в Бресте (Белоруссия)                           |                         |             |
| 5 декабря 2013  | 887         | Плихин, Пётр Генрихович          | советник-посланник Посольства России в Канаде                      |                         |             |

### 2014
| Дата присвоения  | Номер указа | Ф.И.О.                            | Должность на момент присвоения                                        | Последующие ранги       |
| ---------------- | ----------- | --------------------------------- | --------------------------------------------------------------------- | ----------------------- |
| 10 февраля 2014  | 68          | Дедушкин, Владимир Петрович       | Посол России в Йемене                                                 | ЧПП-1, 2017 Посол, 2020 |
| 10 февраля 2014  | 68          | Иванов, Евгений Сергеевич         | директор Консульского департамента МИД России                         | ЧПП-1, 2016 Посол, 2018 |
| 10 февраля 2014  | 68          | Прошин, Владимир Николаевич       | советник-посланник Посольства России в Словении                       |                         |
| 10 февраля 2014  | 68          | Сагитов, Игорь Ильдусович         | советник-посланник Посольства России в КНДР                           |                         |
| 10 февраля 2014  | 68          | Сафронков, Владимир Карпович      | зам. директора ДМО МИД России                                         | ЧПП-1, 2018 Посол, 2023 |
| 10 февраля 2014  | 68          | Смирнов, Сергей Маркович          | Генеральный консул в Зальцбурге (Австрия)                             |                         |
| 4 июня 2014      | 397         | Жуков, Никита Евгеньевич          | зам. директора ДМО МИД России                                         |                         |
| 4 июня 2014      | 397         | Зима, Михаил Степанович           | зам. директора 1 ДСНГ МИД России                                      |                         |
| 4 июня 2014      | 397         | Кальченко, Винцент Антонович      | советник-посланник Посольства России в Танзании                       |                         |
| 4 июня 2014      | 397         | Керестеджиянц, Алексей Леонидович | советник-посланник Посольства России в Боснии и Герцеговине           |                         |
| 4 июня 2014      | 397         | Князев, Павел Русланович          | зам. Постпреда России при ОБСЕ                                        | ЧПП-1, 2018             |
| 4 июня 2014      | 397         | Семёнов, Сергей Алексеевич        | Генеральный консул в Харькове (Украина)                               |                         |
| 4 июня 2014      | 397         | Сергеев, Олег Дмитриевич          | советник-посланник Посольства России в Сенегале                       |                         |
| 4 июня 2014      | 397         | Шургалин, Михаил Александрович    | зам. директора 4 ДСНГ МИД России                                      | ЧПП-1, 2023             |
| 23 июня 2014     | 461         | Давыденко, Анатолий Юрьевич       | советник-посланник Посольства России в Бангладеш                      |                         |
| 23 июня 2014     | 461         | Коржуев, Алексей Вячеславович     | зам. директора ДСА МИД России                                         |                         |
| 23 июня 2014     | 461         | Ляхов, Валерий Владимирович       | советник-посланник Посольства России в Венгрии                        |                         |
| 23 июня 2014     | 461         | Полищук, Алексей Анатольевич      | зам. директора ДОС МИД России                                         | ЧПП-1, 2019 Посол, 2023 |
| 23 июня 2014     | 461         | Станиславов, Евгений Арнольдович  | директор ДЭС МИД России                                               | ЧПП-1, 2017 Посол, 2021 |
| 17 сентября 2014 | 636         | Иванов, Николай Васильевич        | советник-посланник Посольства России в Ирландии                       |                         |
| 17 сентября 2014 | 636         | Кандин, Владимир Алексеевич       | зам. директора 3 ДСНГ МИД России                                      |                         |
| 17 сентября 2014 | 636         | Медведев, Михаил Викторович       | Генеральный консул в Гуанчжоу (Китай)                                 |                         |
| 17 сентября 2014 | 636         | Титушкин, Василий Юрьевич         | зам. Постпреда России при ОЗХО                                        |                         |
| 16 декабря 2014  | 782         | Анненков, Сергей Викторович       | Генеральный консул в Усть-Каменогорске (Казахстан)                    |                         |
| 16 декабря 2014  | 782         | Бикантов, Александр Михайлович    | зам. директора ДИП МИД России                                         | ЧПП-1, 2022             |
| 16 декабря 2014  | 782         | Вета, Александр Иванович          | зам. директора 3 ЕД МИД России                                        |                         |
| 16 декабря 2014  | 782         | Власов, Олег Витальевич           | советник-посланник Посольства России в Кении                          |                         |
| 16 декабря 2014  | 782         | Гончар, Дмитрий Викторович        | зам. директора Правового департамента МИД России                      |                         |
| 16 декабря 2014  | 782         | Калинин, Владимир Анатольевич     | Генеральный консул в Гонконге (Китай)                                 | ЧПП-1, 2021             |
| 16 декабря 2014  | 782         | Кислов, Александр Александрович   | зам. директора Генерального секретариата МИД России                   | ЧПП-1, 2022             |
| 16 декабря 2014  | 782         | Миляев, Андрей Александрович      | советник-посланник Посольства России в Швеции                         | ЧПП-1, 2023             |
| 16 декабря 2014  | 782         | Михно, Георгий Викторович         | зам. Постпреда России при международных организациях в Вене (Австрия) | ЧПП-1, 2018             |
| 16 декабря 2014  | 782         | Ноздрёв, Николай Станиславович    | советник-посланник Посольства России в Австралии                      | ЧПП-1, 2018             |
| 16 декабря 2014  | 782         | Носков, Михаил Викторович         | Генеральный консул в Киркенесе (Норвегия)                             | ЧПП-1, 2021             |
| 16 декабря 2014  | 782         | Овчаренко, Андрей Николаевич      | советник-посланник Посольства России в Малайзии                       |                         |
| 16 декабря 2014  | 782         | Соломатин, Алексей Владимирович   | Посол России в Кувейте                                                | ЧПП-1, 2020             |
| 16 декабря 2014  | 782         | Таланов, Дмитрий Николаевич       | Генеральный консул в Трабзоне (Турция)                                |                         |
| 16 декабря 2014  | 782         | Утоев, Шамиль Джасимович          | Генеральный консул в Адене (Йемен)                                    |                         |

### 2015
| Дата присвоения | Номер указа | Ф.И.О.                            | Должность на момент присвоения                      | Последующие ранги       |
| --------------- | ----------- | --------------------------------- | --------------------------------------------------- | ----------------------- |
| 18 февраля 2015 | 78          | Бороздина, Наталья Владимировна   | директор ВФД МИД России                             |                         |
| 18 февраля 2015 | 78          | Дронов, Алексей Александрович     | зам. директора Правового департамента МИД России    | ЧПП-1, 2023             |
| 18 февраля 2015 | 78          | Овсянников, Сергей Константинович | зам. директора Департамента кадров МИД России       |                         |
| 18 февраля 2015 | 78          | Рыбаков, Олег Валентинович        | Генеральный консул в Даугавпилсе (Латвия)           |                         |
| 18 февраля 2015 | 78          | Сумкин, Григорий Владимирович     | зам. Постпреда России при ЕС                        | ЧПП-1, 2023             |
| 29 мая 2015     | 275         | Алимов, Александр Сергеевич       | зам. директора ДМО МИД России                       | ЧПП-1, 2021             |
| 29 мая 2015     | 275         | Дементьев, Алексей Владимирович   | советник-посланник Посольства России в Португалии   |                         |
| 29 мая 2015     | 275         | Забитов, Саид Магомедович         | Генеральный консул в Уральске (Казахстан)           |                         |
| 29 мая 2015     | 275         | Кузнецов, Владимир Васильевич     | директор Управления делами МИД России               |                         |
| 29 мая 2015     | 275         | Мизенин, Сергей Николаевич        | зам. директора ДЛО МИД России                       |                         |
| 29 мая 2015     | 275         | Ожегова, Светлана Всеволодовна    | советник-посланник Посольства России в Норвегии     | ЧПП-1, 2023             |
| 29 мая 2015     | 275         | Плам, Андрей Юрьевич              | советник-посланник Посольства России в Таиланде     |                         |
| 29 мая 2015     | 275         | Тараров, Владимир Николаевич      | зам. директора 3 ДСНГ МИД России                    | ЧПП-1, 2019 Посол, 2022 |
| 29 мая 2015     | 275         | Фролов, Андрей Евгеньевич         | зам. директора Консульского департамента МИД России |                         |
| 29 мая 2015     | 275         | Юрков, Евгений Иванович           | советник-посланник Посольства России в Греции       |                         |
| 21 июля 2015    | 376         | Башкин, Анатолий Геннадьевич      | зам. директора Департамента Африки МИД России       |                         |
| 21 июля 2015    | 376         | Башкирова, Ирина Кимовна          | Генеральный консул в Калькутте (Индия)              |                         |
| 21 июля 2015    | 376         | Беляев, Игорь Алексеевич          | зам. директора ДБВСА МИД России                     | ЧПП-1, 2019             |
| 21 июля 2015    | 376         | Верченко, Дмитрий Юрьевич         | советник-посланник Посольства России в Албании      |                         |
| 21 июля 2015    | 376         | Желтов, Владимир Филиппович       | советник-посланник Посольства России в Сирии        | ЧПП-1, 2020 Посол, 2023 |
| 21 июля 2015    | 376         | Михайлов, Кирилл Сергеевич        | зам. директора ДСА МИД России                       |                         |
| 21 июля 2015    | 376         | Овчинников, Алексей Михайлович    | зам. директора ДВП МИД России                       | ЧПП-1, 2017 Посол, 2024 |
| 25 августа 2015 | 439         | Андрианов, Владимир Викторович    | советник-посланник Посольства России в Узбекистане  |                         |
| 25 августа 2015 | 439         | Запевалов, Владимир Васильевич    | представитель МИД России в Санкт-Петербурге         | ЧПП-1, 2023             |
| 25 августа 2015 | 439         | Корляков, Алексей Владимирович    | зам. директора 3 ЕД МИД России                      | ЧПП-1, 2021             |
| 25 августа 2015 | 439         | Панов, Сергей Викторович          | советник-посланник Посольства России в Турции       |                         |
| 22 декабря 2015 | 653         | Аржаев, Игорь Николаевич          | советник-посланник Посольства России в Монголии     |                         |
| 22 декабря 2015 | 653         | Баранов, Анатолий Александрович   | зам. директора Управления делами МИД России         | ЧПП-1, 2019             |
| 22 декабря 2015 | 653         | Горбачёв, Михаил Леонидович       | зам. директора 1 ЕД МИД России                      |                         |
| 22 декабря 2015 | 653         | Захарова, Мария Владимировна      | директор ДИП МИД России                             | ЧПП-1, 2017 Посол, 2020 |
| 22 декабря 2015 | 653         | Сентебов, Алексей Леонидович      | Генеральный консул в Хайфе, Государство Израиль     | ЧПП-1, 2018 Посол, 2023 |
| 22 декабря 2015 | 653         | Шилин, Александр Андреевич        | советник-посланник Посольства России в Индонезии    |                         |

### 2016
| Дата присвоения | Номер указа | Ф.И.О.                              | Должность на момент присвоения                                         | Последующие ранги       |
| --------------- | ----------- | ----------------------------------- | ---------------------------------------------------------------------- | ----------------------- |
| 10 февраля 2016 | 55          | Аничкин, Валерий Александрович      | советник-посланник Посольства России в Непале                          |                         |
| 10 февраля 2016 | 55          | Антонюк, Владислав Викторович       | зам. директора ДНКВ МИД России                                         |                         |
| 10 февраля 2016 | 55          | Березной, Сергей Васильевич         | советник-посланник Посольства России в Гвинее                          |                         |
| 10 февраля 2016 | 55          | Бороздин, Сергей Владимирович       | Генеральный консул в Дебрецене (Венгрия)                               |                         |
| 10 февраля 2016 | 55          | Букин, Дмитрий Васильевич           | советник-посланник Посольства России в Дании                           |                         |
| 10 февраля 2016 | 55          | Захаров, Александр Константинович   | Генеральный консул в Хьюстоне, Соединённые Штаты Америки               |                         |
| 10 февраля 2016 | 55          | Зиновьев, Георгий Вениаминович      | советник-посланник Посольства России в Китае                           | ЧПП-1, 2018             |
| 10 февраля 2016 | 55          | Иванов, Андрей Павлович             | советник-посланник Посольства России в Армении                         | ЧПП-1, 2021             |
| 10 февраля 2016 | 55          | Козлов, Александр Викторович        | Генеральный консул в Гонконге (Китай)                                  |                         |
| 10 февраля 2016 | 55          | Конышев, Евгений Иванович           | Генеральный консул в Гюмри, Республика Армения                         |                         |
| 10 февраля 2016 | 55          | Крылов, Георгий Павлович            | советник-посланник Посольства России в Республике Абхазия              |                         |
| 10 февраля 2016 | 55          | Кудряшов, Александр Семёнович       | Генеральный консул в Оше (Киргизия)                                    |                         |
| 10 февраля 2016 | 55          | Ливичук, Василий Геннадьевич        | советник-посланник Посольства России в Алжире                          |                         |
| 10 февраля 2016 | 55          | Лукьянцев, Григорий Евгеньевич      | зам. директора ДГПЧ МИД России                                         | ЧПП-1, 2022             |
| 10 февраля 2016 | 55          | Фетисов, Игорь Владимирович         | зам. директора ИДД МИД России                                          |                         |
| 10 февраля 2016 | 55          | Шабанов, Андрей Владимирович        | советник-посланник Посольства России в Словакии                        |                         |
| 10 февраля 2016 | 55          | Шостак, Анатолий Викторович         | представитель МИД России в г. Сочи                                     | ЧПП-1, 2023             |
| 5 мая 2016      | 212         | Кузьмин, Геннадий Владимирович      | зам. директора Правового департамента МИД России                       |                         |
| 8 июля 2016     | 328         | Волков, Владимир Борисович          | Генеральный консул в Констанце (Румыния)                               |                         |
| 8 июля 2016     | 328         | Замятина, Галина Игоревна           | советник-посланник Посольства России в Словении                        |                         |
| 8 июля 2016     | 328         | Лямин, Андрей Вячеславович          | зам. директора ДАТС МИД России                                         |                         |
| 8 июля 2016     | 328         | Мазур, Антон Юрьевич                | зам. директора ДНКВ МИД России                                         |                         |
| 8 июля 2016     | 328         | Никитин, Игорь Станиславович        | советник-посланник Посольства России в Австрии                         |                         |
| 8 июля 2016     | 328         | Чвыков, Александр Михайлович        | Посол России в Республике Чад                                          | ЧПП-1, 2021             |
| 17 октября 2016 | 551         | Гоменюк, Александр Евгеньевич       | советник-посланник Посольства России в Латвии                          |                         |
| 17 октября 2016 | 551         | Дремов, Олег Александрович          | советник-посланник Посольства России в Йемене                          |                         |
| 17 октября 2016 | 551         | Капустин, Алексей Владимирович      | советник-посланник Посольства России в Никарагуа                       |                         |
| 17 октября 2016 | 551         | Кобяков, Олег Юльевич               | зам. Постпреда России при ФАО и ВПП в Риме (Италия)                    |                         |
| 17 октября 2016 | 551         | Кононученко, Сергей Борисович       | зам. Постпреда России при ООН                                          | ЧПП-1, 2023             |
| 17 октября 2016 | 551         | Ленев, Владимир Николаевич          | зам. Постпреда России при международных организациях в Найроби (Кения) |                         |
| 17 октября 2016 | 551         | Лукьянцев, Дмитрий Евгеньевич       | зам. директора ДАТС МИД России                                         |                         |
| 17 октября 2016 | 551         | Мелик-Багдасаров, Сергей Михайлович | советник-посланник Посольства России в Испании                         | ЧПП-1, 2020 Посол, 2022 |
| 17 октября 2016 | 551         | Студенников, Артём Игоревич         | советник-посланник Посольства России во Франции                        | ЧПП-1, 2023             |

### 2017
| Дата присвоения | Номер указа | Ф.И.О.                             | Должность на момент присвоения                       | Последующие ранги       |
| --------------- | ----------- | ---------------------------------- | ---------------------------------------------------- | ----------------------- |
| 10 февраля 2017 | 61          | Белинский, Владимир Григорьевич    | советник-посланник Посольства России в Перу          |                         |
| 10 февраля 2017 | 61          | Белов, Дмитрий Вадимович           | советник-посланник Посольства России в Аргентине     |                         |
| 10 февраля 2017 | 61          | Булатов, Артём Юрьевич             | зам. Постпреда России при ЕС                         | ЧПП-1, 2022             |
| 10 февраля 2017 | 61          | Вадов, Андрей Георгиевич           | советник-посланник Посольства России в Афганистане   |                         |
| 10 февраля 2017 | 61          | Гончар, Денис Владимирович         | советник-посланник Посольства России в США           | ЧПП-1, 2020 Посол, 2024 |
| 10 февраля 2017 | 61          | Григорьев, Алексей Анатольевич     | Генеральный консул в Басре (Ирак)                    |                         |
| 10 февраля 2017 | 61          | Кулахметов, Марат Минюрович        | советник Министра иностранных дел России             | ЧПП-1, 2019 Посол, 2023 |
| 10 февраля 2017 | 61          | Лезгинцев, Юрий Михайлович         | советник-посланник Посольства России в Чили          |                         |
| 10 февраля 2017 | 61          | Панин, Игорь Александрович         | зам. директора Правового департамента МИД России     |                         |
| 10 февраля 2017 | 61          | Пономарёва, Анна Владимировна      | советник-посланник Посольства России в Чехии         |                         |
| 10 февраля 2017 | 61          | Рудницкий, Артём Юрьевич           | зам. директора ИДД МИД России                        |                         |
| 10 февраля 2017 | 61          | Сошнин, Виталий Николаевич         | советник-посланник Посольства России в Южной Осетии  |                         |
| 10 февраля 2017 | 61          | Ясенев, Сергей Владиславович       | Генеральный консул в Ниигате (Япония)                |                         |
| 10 июня 2017    | 263         | Бондаренко, Валерий Алексеевич     | Генеральный консул в Ходженте (Таджикистан)          |                         |
| 10 июня 2017    | 263         | Бородин, Дмитрий Андреевич         | советник-посланник Посольства России в Бельгии       |                         |
| 10 июня 2017    | 263         | Боряк, Василий Владимирович        | зам. директора ДСА МИД России                        |                         |
| 10 июня 2017    | 263         | Бубликов, Вадим Владимирович       | советник-посланник Посольства России во Вьетнаме     |                         |
| 10 июня 2017    | 263         | Ветров, Дмитрий Михайлович         | зам. директора 2 ДСНГ МИД России                     |                         |
| 10 июня 2017    | 263         | Громов, Андрей Юрьевич             | советник-посланник Посольства России на Кипре        |                         |
| 10 июня 2017    | 263         | Дробинин, Алексей Юрьевич          | советник-посланник Посольства России в Израиле       | ЧПП-1, 2022             |
| 10 июня 2017    | 263         | Конякин, Игорь Юрьевич             | Генеральный консул в Бресте (Белоруссия)             |                         |
| 10 июня 2017    | 263         | Красильников, Николай Владимирович | зам. директора Департамента Африки МИД России        | ЧПП-1, 2021             |
| 10 июня 2017    | 263         | Литвинов, Андрей Борисович         | советник-посланник Посольства России в ЮАР           |                         |
| 10 июня 2017    | 263         | Лобанов, Сергей Васильевич         | советник-посланник Посольства России в Лаосе         |                         |
| 10 июня 2017    | 263         | Лозинский, Николай Владимирович    | зам. директора ДМО МИД России                        |                         |
| 10 июня 2017    | 263         | Лукьянчук, Сергей Николаевич       | Генеральный консул в Варне (Болгария)                | ЧПП-1, 2020             |
| 10 июня 2017    | 263         | Макаров, Николай Валентинович      | зам. директора ДБВСА МИД России                      | ЧПП-1, 2021             |
| 10 июня 2017    | 263         | Малашкин, Владимир Вячеславович    | советник-посланник Посольства России в Сенегале      |                         |
| 10 июня 2017    | 263         | Малаян, Карен Карпушевич           | зам. Постпреда России при ЕС                         |                         |
| 10 июня 2017    | 263         | Минаев, Александр Прокофьевич      | советник-посланник Посольства России в КНДР          |                         |
| 10 июня 2017    | 263         | Минин, Александр Николаевич        | Генеральный консул в Кракове (Польша)                |                         |
| 10 июня 2017    | 263         | Мурашев, Олег Юрьевич              | советник-посланник Посольства России в Азербайджане  |                         |
| 10 июня 2017    | 263         | Насиновский, Сергей Евгеньевич     | советник-посланник Посольства России в Туркменистане |                         |
| 10 июня 2017    | 263         | Носков, Александр Александрович    | зам. директора Консульского департамента МИД России  |                         |
| 10 июня 2017    | 263         | Павлов, Марат Игнатьевич           | Генеральный консул в Генуе (Италия)                  | ЧПП-1, 2021             |
| 10 июня 2017    | 263         | Панков, Александр Юрьевич          | зам. директора ДСКЦ МИД России                       |                         |
| 10 июня 2017    | 263         | Симаков, Виктор Викторович         | Генеральный консул в Эрбиле (Ирак)                   |                         |
| 10 июня 2017    | 263         | Тихазе, Карл Карлович              | советник-посланник Посольства России в Марокко       | ЧПП-1, 2024             |
| 10 июня 2017    | 263         | Фабричников, Андрей Аркадьевич     | Генеральный консул в Саппоро (Япония)                |                         |
| 10 июня 2017    | 263         | Цыбенко, Андрей Витальевич         | Генеральный консул в Касабланке (Марокко)            |                         |
| 26 декабря 2017 | 628         | Агасандян, Микаэл Вадимович        | зам. директора ДМО МИД России                        | ЧПП-1, 2022             |
| 26 декабря 2017 | 628         | Богдашев, Игорь Викторович         | директор ДГП МИД России                              | ЧПП-1, 2019 Посол, 2022 |
| 26 декабря 2017 | 628         | Будаев, Александр Николаевич       | Генеральный консул в Брно (Чехия)                    |                         |
| 26 декабря 2017 | 628         | Германчук, Максим Николаевич       | зам. директора 1 ДСНГ МИД России                     | ЧПП-1, 2023             |
| 26 декабря 2017 | 628         | Жирнов, Дмитрий Александрович      | советник-посланник Посольства России в США           | ЧПП-1, 2022             |
| 26 декабря 2017 | 628         | Кутрашев, Эльбрус Кириллович       | советник-посланник Посольства России в Сирии         | ЧПП-1, 2023             |
| 26 декабря 2017 | 628         | Мусиенко, Александр Андреевич      | советник-посланник Посольства России в Казахстане    |                         |
| 26 декабря 2017 | 628         | Пальтов, Сергей Юрьевич            | Генеральный консул в Шэньяне (Китай)                 | ЧПП-1, 2024             |
| 26 декабря 2017 | 628         | Рябов, Олег Николаевич             | Генеральный консул в Осаке (Япония)                  |                         |
| 26 декабря 2017 | 628         | Трофимов, Дмитрий Александрович    | зам. директора 4 ДСНГ МИД России                     | ЧПП-1, 2023             |

### 2018
| Дата присвоения | Номер указа | Ф.И.О.                               | Должность на момент присвоения                       | Последующие ранги       |
| --------------- | ----------- | ------------------------------------ | ---------------------------------------------------- | ----------------------- |
| 10 февраля 2018 | 67          | Балакин, Дмитрий Александрович       | зам. Постпреда России при ОБСЕ                       | ЧПП-1, 2023             |
| 10 февраля 2018 | 67          | Биричевский, Дмитрий Анатольевич     | советник-посланник Посольства России в Японии        | ЧПП-1, 2022             |
| 10 февраля 2018 | 67          | Великанов, Вадим Валерьевич          | советник-посланник Посольства России на Филиппинах   |                         |
| 10 февраля 2018 | 67          | Довгаленко, Татьяна Евгеньевна       | зам. Постпреда России при ЮНЕСКО                     | ЧПП-1, 2022             |
| 10 февраля 2018 | 67          | Евсеев, Виктор Викторович            | советник-посланник Посольства России в Танзании      |                         |
| 10 февраля 2018 | 67          | Кабаев, Дмитрий Александрович        | Генеральный консул в Мазари-Шарифе (Афганистан)      |                         |
| 10 февраля 2018 | 67          | Кожин, Артём Александрович           | зам. директора ДИП МИД России                        | ЧПП-1, 2023             |
| 10 февраля 2018 | 67          | Лисенков, Алексей Дмитриевич         | зам. директора Генерального секретариата МИД России  | ЧПП-1, 2023             |
| 10 февраля 2018 | 67          | Поляков, Артём Алексеевич            | советник-посланник Посольства России в Египте        |                         |
| 13 июня 2018    | 300         | Барилович, Михаил Анатольевич        | советник-посланник Посольства России в Болгарии      |                         |
| 13 июня 2018    | 300         | Бессонов, Евгений Геннадьевич        | зам. Постпреда России при ФАО                        |                         |
| 13 июня 2018    | 300         | Ким, Владимир Эдуардович             | советник-посланник Посольства России в Тунисе        |                         |
| 13 июня 2018    | 300         | Кузнеделев, Денис Владимирович       | советник-посланник Посольства России в Сербии        |                         |
| 13 июня 2018    | 300         | Лукашик, Александр Петрович          | советник-посланник Посольства России на Украине      | ЧПП-1, 2021 Посол, 2024 |
| 13 июня 2018    | 300         | Максимов, Максим Константинович      | Посол России в Ираке                                 | ЧПП-1, 2023             |
| 13 июня 2018    | 300         | Середин, Алексей Викторович          | советник-посланник Посольства России в Венесуэле     |                         |
| 13 июня 2018    | 300         | Стукало, Алексей Алексеевич          | зам. директора ДЭС МИД России                        |                         |
| 13 июня 2018    | 300         | Фёдорова, Анастасия Васильевна       | зам. директора ДИП МИД России                        |                         |
| 13 июня 2018    | 300         | Чальян, Карэн Драстаматович          | Посол России в Руанде                                | ЧПП-1, 2021             |
| 3 сентября 2018 | 504         | Булай, Александр Борисович           | Генеральный консул во Франкфурте-на-Майне (Германия) |                         |
| 3 сентября 2018 | 504         | Васина, Виктория Михайловна          | зам. директора Департамента кадров МИД России        |                         |
| 3 сентября 2018 | 504         | Ганич, Данила Викторович             | зам. директора 2 ДА МИД России                       | ЧПП-1, 2022             |
| 3 сентября 2018 | 504         | Гусев, Вадим Альбертович             | советник-посланник Посольства России в Белоруссии    |                         |
| 3 сентября 2018 | 504         | Егоров, Вячеслав Николаевич          | зам. Постпреда России при Совете Европы              |                         |
| 3 сентября 2018 | 504         | Ковалёв, Олег Анатольевич            | зам. директора ДСКЦ МИД России                       |                         |
| 3 сентября 2018 | 504         | Кудрявцев, Сергей Викторович         | советник-посланник Посольства России в Швейцарии     |                         |
| 3 сентября 2018 | 504         | Митрофанов, Вадим Юрьевич            | советник-посланник Посольства России в Узбекистане   |                         |
| 3 сентября 2018 | 504         | Ордаш, Андрей Эдуардович             | советник-посланник Посольства России в Польше        |                         |
| 3 сентября 2018 | 504         | Панов, Андрей Леонидович             | зам. директора ДБВСА МИД России                      |                         |
| 3 сентября 2018 | 504         | Прожогин, Сергей Николаевич          | зам. директора ДСА МИД России                        |                         |
| 3 сентября 2018 | 504         | Прохоров, Владимир Николаевич        | советник-посланник Посольства России в Хорватии      |                         |
| 3 сентября 2018 | 504         | Рещиков, Сергей Юрьевич              | советник-посланник Посольства России на Кубе         |                         |
| 3 сентября 2018 | 504         | Свистин, Роман Викторович            | Генеральный консул в Оше (Киргизия)                  |                         |
| 3 сентября 2018 | 504         | Эльянов, Павел Анатольевич           | зам. директора ДАТС МИД России                       |                         |
| 28 декабря 2018 | 760         | Бочкарёв, Юрий Викторович            | Генеральный консул в Чондине (КНДР)                  |                         |
| 28 декабря 2018 | 760         | Бредихин, Олег Николаевич            | советник-посланник Посольства России в Греции        |                         |
| 28 декабря 2018 | 760         | Шатуновский-Бюрно, Сергей Валерьевич | Генеральный консул в Киркенесе (Норвегия)            |                         |

### 2019
| Дата присвоения | Номер указа | Ф.И.О.                                | Должность на момент присвоения                                                      | Последующие ранги       |
| --------------- | ----------- | ------------------------------------- | ----------------------------------------------------------------------------------- | ----------------------- |
| 8 февраля 2019  | 41          | Бердников, Сергей Леонидович          | зам. директора Департамента кадров МИД России                                       | ЧПП-1, 2023             |
| 8 февраля 2019  | 41          | Болтаев, Джамшед Мухамедович          | Генеральный консул в Хургаде (Египет)                                               |                         |
| 8 февраля 2019  | 41          | Жеглов, Владимир Юрьевич              | зам. Постпреда России при ОБСЕ                                                      |                         |
| 8 февраля 2019  | 41          | Красавин, Владислав Эдуардович        | зам. директора 4 ЕД МИД России                                                      |                         |
| 8 февраля 2019  | 41          | Молчанов, Сергей Николаевич           | Генеральный консул в Марселе (Франция)                                              |                         |
| 8 февраля 2019  | 41          | Пронин, Василий Львович               | Генеральный консул в Гаване (Куба)                                                  |                         |
| 8 февраля 2019  | 41          | Столяров, Андрей Иванович             | советник-посланник Посольства России в Гане                                         |                         |
| 8 февраля 2019  | 41          | Чепик, Георгий Юрьевич                | зам. директора Департамента Африки МИД России                                       | ЧПП-1, 2019 Посол, 2023 |
| 11 июня 2019    | 257         | Аганин, Айдар Рашидович               | Руководитель Миссии России при Палестинской Национальной Администрации в г. Рамалла | ЧПП-1, 2023             |
| 11 июня 2019    | 257         | Берсенев, Константин Алексеевич       | советник-посланник Посольства России в Северной Македонии                           |                         |
| 11 июня 2019    | 257         | Владимиров, Андрей Юрьевич            | Генеральный консул в Даугавпилсе (Латвия)                                           |                         |
| 11 июня 2019    | 257         | Волков, Максим Геннадьевич            | советник-посланник Посольства России в Республике Корея                             |                         |
| 11 июня 2019    | 257         | Ежов, Сергей Павлович                 | зам. директора 1 ДСНГ МИД России                                                    |                         |
| 11 июня 2019    | 257         | Жесткий, Сергей Владимирович          | зам. директора 3 ДА МИД России                                                      |                         |
| 11 июня 2019    | 257         | Каргаполов, Анатолий Владимирович     | зам. директора Департамента кадров МИД России                                       |                         |
| 11 июня 2019    | 257         | Масюк, Дмитрий Анатольевич            | советник-посланник Посольства России в Литве                                        |                         |
| 11 июня 2019    | 257         | Мозго, Игорь Николаевич               | зам. директора ДСПО МИД России                                                      | ЧПП-1, 2023             |
| 11 июня 2019    | 257         | Проскуряков, Владимир Анатольевич     | советник-посланник Посольства России в Канаде                                       |                         |
| 11 июня 2019    | 257         | Пугаев, Андрей Евгеньевич             | зам. директора Департамента безопасности МИД России                                 | ЧПП-1, 2024             |
| 11 июня 2019    | 257         | Разумовский, Вадим Владиленович       | Посол России в Гвинее                                                               | ЧПП-1, 2021             |
| 1 октября 2019  | 477         | Авдеев, Олег Николаевич               | Генеральный консул в Ченнаи (Индия)                                                 |                         |
| 1 октября 2019  | 477         | Алиев, Багавудин Расулович            | Генеральный консул в Джидде (Саудовская Аравия)                                     |                         |
| 1 октября 2019  | 477         | Вишневецкий, Игорь Станиславович      | зам. Постпреда России при ОЗХО                                                      |                         |
| 1 октября 2019  | 477         | Востриков, Александр Сергеевич        | советник-посланник Посольства России в КНДР                                         |                         |
| 1 октября 2019  | 477         | Григорьев, Александр Владимирович     | советник-посланник Посольства России в Итальянской Республике                       |                         |
| 1 октября 2019  | 477         | Забиров, Тимур Фатехович              | зам. директора ДБВСА МИД России                                                     | ЧПП-1, 2023             |
| 1 октября 2019  | 477         | Королев, Михаил Юрьевич               | Генеральный консул в Усть-Каменогорске (Казахстан)                                  |                         |
| 1 октября 2019  | 477         | Ланчиков, Андрей Викторович           | зам. директора ДРС МИД России                                                       |                         |
| 1 октября 2019  | 477         | Мокин, Даниил Владимирович            | зам. Постпреда России при международных организациях в Вене (Австрия)               |                         |
| 1 октября 2019  | 477         | Мусихин, Максим Вячеславович          | зам. директора Правового департамента МИД России                                    | ЧПП-1, 2024             |
| 1 октября 2019  | 477         | Нуралов, Александр Александрович      | советник-посланник Посольства России в Мозамбике                                    |                         |
| 1 октября 2019  | 477         | Панюхов, Андрей Маевич                | советник-посланник Посольства России на Кипре                                       |                         |
| 1 октября 2019  | 477         | Ракшаев, Рыгзын Ракшаевич             | советник-посланник Посольства России в Монголии                                     |                         |
| 1 октября 2019  | 477         | Ревуцкий, Антон Викторович            | советник-посланник Посольства России в Малайзии                                     |                         |
| 1 октября 2019  | 477         | Соколов, Дмитрий Геннадьевич          | советник-посланник Посольства России в Испании                                      |                         |
| 1 октября 2019  | 477         | Торотенков, Сергей Владимирович       | зам. Постпреда России при СНГ                                                       |                         |
| 1 октября 2019  | 477         | Уткин, Алексей Васильевич             | зам. директора Консульского департамента МИД России                                 |                         |
| 1 октября 2019  | 477         | Шаманов, Олег Анатольевич             | советник-посланник Посольства России в Таиланде                                     | ЧПП-1, 2023             |
| 13 декабря 2019 | 604         | Аблаев, Азамат Ирекович               | зам. директора Департамента кадров МИД России                                       |                         |
| 13 декабря 2019 | 604         | Макаров, Николай Николаевич           | зам. директора ДВП МИД России                                                       |                         |
| 13 декабря 2019 | 604         | Равилова-Боровик, Диляра Салихзяновна | зам. Постпреда России при ФАО                                                       |                         |
| 13 декабря 2019 | 604         | Хапилов, Александр Вадимович          | советник-посланник Посольства России в Турции                                       |                         |

## 2020-е

### 2020
| Дата присвоения | Номер указа | Ф.И.О.                            | Должность на момент присвоения                                        | Последующие ранги |
| --------------- | ----------- | --------------------------------- | --------------------------------------------------------------------- | ----------------- |
| 7 февраля 2020  | 101         | Баранов, Дмитрий Львович          | Генеральный консул в Дебрецене (Венгрия)                              |                   |
| 7 февраля 2020  | 101         | Рогоза, Олег Васильевич           | Генеральный консул в Анталье (Турция)                                 |                   |
| 7 февраля 2020  | 101         | Субботин, Илья Вячеславович       | зам. Постпреда России при Совете Европы                               |                   |
| 7 февраля 2020  | 101         | Чекмазов, Вадим Вадимович         | советник-посланник Посольства России в Киргизии                       |                   |
| 7 февраля 2020  | 101         | Южанинов, Юрий Иванович           | советник-посланник Посольства России в Непале                         |                   |
| 8 июня 2020     | 376         | Батманов, Андрей Кимович          | Генеральный консул в Уральске (Казахстан)                             |                   |
| 8 июня 2020     | 376         | Бурмистров, Борис Аркадьевич      | Генеральный консул в Исфагане (Иран)                                  |                   |
| 8 июня 2020     | 376         | Доровских, Алексей Борисович      | Генеральный консул в Женеве (Швейцария)                               |                   |
| 8 июня 2020     | 376         | Зыков, Дмитрий Константинович     | зам. директора 4 ЕД МИД России                                        |                   |
| 8 июня 2020     | 376         | Инюшкин, Игорь Николаевич         | советник-посланник Посольства России в Румынии                        |                   |
| 8 июня 2020     | 376         | Касаткин, Дмитрий Витальевич      | советник-посланник Посольства России в Чили                           |                   |
| 8 июня 2020     | 376         | Копылов, Олег Владимирович        | советник-посланник Посольства России в Индонезии                      |                   |
| 8 июня 2020     | 376         | Кулиш, Евгений Иванович           | Генеральный консул в Мазари-Шарифе (Афганистан)                       |                   |
| 8 июня 2020     | 376         | Левин, Олег Владимирович          | Генеральный консул в Эрбиле (Ирак)                                    |                   |
| 8 июня 2020     | 376         | Литвинов, Максим Игоревич         | советник-посланник Посольства России в Ираке                          |                   |
| 8 июня 2020     | 376         | Медяник, Евгений Александрович    | зам. директора Генерального секретариата МИД России                   |                   |
| 8 июня 2020     | 376         | Настасьин, Андрей Евгеньевич      | советник-посланник Посольства России в Намибии                        |                   |
| 8 июня 2020     | 376         | Павлов, Владислав Валерьевич      | зам. директора 1 ЕД МИД России                                        |                   |
| 8 июня 2020     | 376         | Попов, Сергей Аркадьевич          | советник-посланник Посольства России в Бангладеш                      |                   |
| 8 июня 2020     | 376         | Середняков, Константин Викторович | зам. директора ДСА МИД России                                         |                   |
| 8 июня 2020     | 376         | Ситников, Альберт Владимирович    | зам. директора ДГПЧ МИД России                                        |                   |
| 8 июня 2020     | 376         | Соколов, Анатолий Викторович      | советник-посланник Посольства России в Колумбии                       |                   |
| 8 июня 2020     | 376         | Соколов, Юрий Александрович       | советник-посланник Посольства России в ДР Конго                       |                   |
| 8 июня 2020     | 376         | Титаренко, Владимир Васильевич    | зам. директора Департамента специальной связи МИД России              |                   |
| 8 июня 2020     | 376         | Фомин, Олег Олегович              | Генеральный консул в Дубае (ОАЭ)                                      |                   |
| 8 июня 2020     | 376         | Фролов, Леонид Михайлович         | советник-посланник Посольства России в Израиле                        |                   |
| 2 октября 2020  | 593         | Бердыев, Марат Владимирович       | зам. директора ДЭС МИД России                                         | ЧПП-1, 2023       |
| 2 октября 2020  | 593         | Васильев, Вадим Игорьевич         | советник-посланник Посольства России в Латвии                         |                   |
| 2 октября 2020  | 593         | Горбунов, Иван Николаевич         | зам. директора 4 ЕД МИД России                                        |                   |
| 2 октября 2020  | 593         | Дорохин, Константин Сергеевич     | советник-посланник Посольства России в Мексике                        |                   |
| 2 октября 2020  | 593         | Колесников, Андрей Леонидович     | советник-посланник Посольства России в Норвегии                       |                   |
| 2 октября 2020  | 593         | Куликова, Елена Владимировна      | зам. директора Правового департамента МИД России                      |                   |
| 2 октября 2020  | 593         | Логвинов, Кирилл Михайлович       | зам. Постпреда России при ЕС                                          | ЧПП-1, 2023       |
| 2 октября 2020  | 593         | Люкманов, Артур Рушанович         | советник-посланник Посольства России в США                            | ЧПП-1, 2023       |
| 2 октября 2020  | 593         | Пшеничный, Сергей Анатольевич     | зам. директора ДРС МИД России                                         |                   |
| 2 октября 2020  | 593         | Самарин, Александр Викторович     | зам. директора ДОС МИД России                                         |                   |
| 2 октября 2020  | 593         | Хорев, Альберт Павлович           | советник-посланник Посольства России в Афганистане                    |                   |
| 25 декабря 2020 | 811         | Дронов, Андрей Юрьевич            | Генеральный консул в Лейпциге (Германия)                              |                   |
| 25 декабря 2020 | 811         | Егоров, Виталий Михайлович        | советник-посланник Посольства России в Кот-д’Ивуар                    |                   |
| 25 декабря 2020 | 811         | Желоховцев, Иван Алексеевич       | советник-посланник Посольства России в Китае                          | ЧПП-1, 2024       |
| 25 декабря 2020 | 811         | Синегубов, Алексей Леонидович     | советник-посланник Посольства России в Армении                        |                   |
| 25 декабря 2020 | 811         | Федеряков, Сергей Геннадьевич     | зам. Постпреда России при международных организациях в Вене (Австрия) |                   |
| 25 декабря 2020 | 811         | Шлычкова, Татьяна Вениаминовна    | зам. директора ДГПЧ МИД России                                        |                   |

### 2021
| Дата присвоения  | Номер указа | Ф.И.О.                               | Должность на момент присвоения                        | Последующие ранги |
| ---------------- | ----------- | ------------------------------------ | ----------------------------------------------------- | ----------------- |
| 9 февраля 2021   | 80          | Волгарев, Александр Александрович    | зам. директора ДЭС МИД России                         | ЧПП-1, 2024       |
| 9 февраля 2021   | 80          | Даровских, Федор Олегович            | советник-посланник Посольства России в Аргентине      |                   |
| 11 июня 2021     | 356         | Белецкий, Владимир Викторович        | зам. директора ДСПО МИД России                        |                   |
| 11 июня 2021     | 356         | Бобров, Евгений Петрович             | Генеральный консул в Алма-Ате (Казахстан)             |                   |
| 11 июня 2021     | 356         | Володин, Иван Алексеевич             | советник-посланник Посольства России в Великобритании |                   |
| 11 июня 2021     | 356         | Евстигнеева, Анна Михайловна         | зам. Постпреда России при ООН                         |                   |
| 11 июня 2021     | 356         | Коткова, Инна Владимировна           | зам. директора Правового департамента МИД России      |                   |
| 11 июня 2021     | 356         | Пашков, Виктор Львович               | Генеральный консул в Гуанчжоу (Китай)                 |                   |
| 11 июня 2021     | 356         | Суровцев, Алексей Владимирович       | Генеральный консул в Мумбаи, Республика Индия         |                   |
| 11 июня 2021     | 356         | Тимофеев, Алексей Геннадьевич        | советник-посланник Посольства России в Ирландии       |                   |
| 11 июня 2021     | 356         | Харламова, Ольга Викторовна          | советник-посланник Посольства России в Сингапуре      |                   |
| 11 июня 2021     | 356         | Черненко, Сергей Владимирович        | Генеральный консул в Шэньяне (Китай)                  |                   |
| 11 июня 2021     | 356         | Чумаков, Дмитрий Сергеевич           | зам. Постпреда России при ООН                         |                   |
| 13 сентября 2021 | 527         | Артамонов, Александр Ростиславович   | советник-посланник Посольства России в Лаосе          |                   |
| 13 сентября 2021 | 527         | Барабанов, Вадим Леонидович          | советник-посланник Посольства России в Тунисе         |                   |
| 13 сентября 2021 | 527         | Варламов, Андрей Николаевич          | Генеральный консул в Ходженте (Таджикистан)           |                   |
| 13 сентября 2021 | 527         | Владышевский, Феодосий Александрович | советник-посланник Посольства России в Чехии          |                   |
| 13 сентября 2021 | 527         | Голубовский, Руслан Юрьевич          | зам. директора Консульского департамента МИД России   |                   |
| 13 сентября 2021 | 527         | Гущин, Сергей Сергеевич              | Генеральный консул на о. Шпицберген (Норвегия)        |                   |
| 13 сентября 2021 | 527         | Калугина, Мария Юрьевна              | зам. директора ДИП МИД России                         |                   |
| 13 сентября 2021 | 527         | Косоногов, Иван Федорович            | Генеральный консул в Познани (Польша)                 |                   |
| 13 сентября 2021 | 527         | Миронов, Николай Валентинович        | зам. директора ДЭС МИД России                         |                   |
| 13 сентября 2021 | 527         | Михайлов, Дмитрий Юрьевич            | советник-посланник Посольства России в Швеции         |                   |
| 13 сентября 2021 | 527         | Табачинский, Игорь Михайлович        | зам. директора 2 ЕД МИД России                        |                   |
| 28 декабря 2021  | 728         | Белоусов, Андрей Иванович            | зам. Постпреда России в Женеве                        |                   |
| 28 декабря 2021  | 728         | Дьяконенко, Сергей Александрович     | зам. директора Генерального секретариата МИД России   |                   |
| 28 декабря 2021  | 728         | Илишев, Ильдус Губайдуллович         | зам. Постпреда России при ОИС                         |                   |
| 28 декабря 2021  | 728         | Корнеев, Михаил Юрьевич              | советник-посланник Посольства России в Эфиопии        |                   |
| 28 декабря 2021  | 728         | Кузнецов, Георгий Викторович         | Генеральный консул в Антверпене (Бельгия)             |                   |
| 28 декабря 2021  | 728         | Маслин, Валерий Владимирович         | зам. директора ДСПО МИД России                        |                   |
| 28 декабря 2021  | 728         | Нешумов, Евгений Юрьевич             | советник-посланник Посольства России в Панаме         |                   |
| 28 декабря 2021  | 728         | Петренко, Олег Владимирович          | советник-посланник Посольства России в Гвинее         |                   |
| 28 декабря 2021  | 728         | Ушаков, Алексей Анатольевич          | зам. директора Департамента кадров МИД России         |                   |
| 28 декабря 2021  | 728         | Фролов, Петр Валерьевич              | советник-посланник Посольства России в Белоруссии     | ЧПП-1, 2024       |
| 28 декабря 2021  | 728         | Цыганов, Василий Андреевич           | зам. директора ДОС МИД России                         |                   |

### 2022
| Дата присвоения  | Номер указа | Ф.И.О.                            | Должность на момент присвоения                            | Последующие ранги |
| ---------------- | ----------- | --------------------------------- | --------------------------------------------------------- | ----------------- |
| 10 февраля 2022  | 46          | Зайцев, Алексей Анатольевич       | зам. директора ДИП МИД России                             |                   |
| 10 февраля 2022  | 46          | Зеленов, Александр Викторович     | зам. директора Генерального секретариата МИД России       |                   |
| 10 февраля 2022  | 46          | Линевич, Сергей Георгиевич        | Генеральный консул в Кракове (Польша)                     |                   |
| 10 февраля 2022  | 46          | Маленко, Алексей Владимирович     | Генеральный консул в Кейптауне (ЮАР)                      |                   |
| 10 февраля 2022  | 46          | Ощепков, Владимир Платонович      | Генеральный консул в Харбине (Китай)                      |                   |
| 10 февраля 2022  | 46          | Скосырев, Алексей Владимирович    | зам. директора ДБВСА МИД России                           | ЧПП-1, 2024       |
| 10 февраля 2022  | 46          | Чернов, Андрей Анатольевич        | зам. директора Консульского департамента МИД России       |                   |
| 10 февраля 2022  | 46          | Яковлев, Владимир Олегович        | советник-посланник Посольства России в ЮАР                |                   |
| 10 июня 2022     | 363         | Белоносов, Алексей Юрьевич        | Генеральный консул в Лиепае (Латвия)                      |                   |
| 10 июня 2022     | 363         | Воропаев, Виктор Сергеевич        | Генеральный консул в Хургаде (Египет)                     |                   |
| 10 июня 2022     | 363         | Голуб, Алексей Иванович           | зам. директора ДСПО МИД России                            |                   |
| 10 июня 2022     | 363         | Дьяченко, Сергей Владимирович     | зам. директора 1 ДСНГ МИД России                          |                   |
| 10 июня 2022     | 363         | Журов, Александр Викторович       | советник-посланник Посольства России в Южной Осетии       |                   |
| 10 июня 2022     | 363         | Колесников, Евгений Иванович      | Генеральный консул в Даугавпилсе (Латвия)                 |                   |
| 10 июня 2022     | 363         | Литвинов, Максим Вадимович        | советник-посланник Посольства России в Республике Абхазия |                   |
| 10 июня 2022     | 363         | Марченко, Александр Александрович | советник-посланник Посольства России в Алжире             |                   |
| 10 июня 2022     | 363         | Налобин, Сергей Николаевич        | зам. директора ДИП МИД России                             |                   |
| 10 июня 2022     | 363         | Рябков, Геннадий Геннадьевич      | Генеральный консул в Пусане (Республика Корея)            |                   |
| 10 июня 2022     | 363         | Степанюк, Вадим Анатольевич       | зам. Постпреда России при СНГ                             |                   |
| 10 июня 2022     | 363         | Шлыков, Константин Владимирович   | советник-посланник Посольства России в Туркменистане      |                   |
| 27 июня 2022     | 402         | Бурляй, Максим Янович             | советник-посланник Посольства России в Италии             |                   |
| 27 июня 2022     | 402         | Майстренко, Владимир Демьянович   | Генеральный консул в Салониках (Греция)                   |                   |
| 27 июня 2022     | 402         | Хоришко, Евгений Викторович       | Генеральный консул в Клайпеде (Литовская Республика)      |                   |
| 12 сентября 2022 | 624         | Дикушин, Валентин Михайлович      | советник-посланник Посольства России в Камбодже           |                   |
| 12 сентября 2022 | 624         | Журавлев, Роман Игоревич          | зам. директора 1 ДА МИД России                            |                   |
| 12 сентября 2022 | 624         | Зезюлин, Александр Николаевич     | советник-посланник Посольства России во Франции           |                   |
| 12 сентября 2022 | 624         | Изотова, Екатерина Алексеевна     | помощник Министра иностранных дел России                  |                   |
| 12 сентября 2022 | 624         | Летошнев, Александр Вячеславович  | зам. директора ДМО МИД России                             |                   |
| 12 сентября 2022 | 624         | Логачев, Сергей Олегович          | советник-посланник Посольства России в Танзании           |                   |
| 12 сентября 2022 | 624         | Мамаев, Александр Викторович      | Генеральный консул в Нарве (Эстония)                      |                   |
| 12 сентября 2022 | 624         | Прусов, Александр Владимирович    | зам. директора ДГП МИД России                             |                   |
| 12 сентября 2022 | 624         | Рябоконь, Сергей Владимирович     | советник-посланник Посольства России в Литве              |                   |
| 12 сентября 2022 | 624         | Сентенкова, Наталья Николаевна    | советник-посланник Посольства России в Перу               |                   |
| 12 сентября 2022 | 624         | Сергеев, Михаил Александрович     | Генеральный консул в Ниигате (Япония)                     |                   |
| 12 сентября 2022 | 624         | Степкина, Наталья Александровна   | зам. директора ДАТС МИД России                            |                   |
| 12 сентября 2022 | 624         | Филаткин, Дмитрий Петрович        | зам. Постпреда России при ЕС                              |                   |
| 29 декабря 2022  | 967         | Авдеев, Андрей Станиславович      | зам. директора ДСПО МИД России                            |                   |
| 29 декабря 2022  | 967         | Билялитдинов, Амир Анверович      | зам. директора 4 ДСНГ МИД России                          |                   |
| 29 декабря 2022  | 967         | Буякевич, Максим Витальевич       | зам. Постпреда России при ОБСЕ                            |                   |
| 29 декабря 2022  | 967         | Варич, Николай Николаевич         | зам. директора Департамента Африки МИД России             |                   |
| 29 декабря 2022  | 967         | Воскресенский, Филипп Сергеевич   | советник-посланник Посольства России в Болгарии           |                   |
| 29 декабря 2022  | 967         | Гуенков, Валерий Иванович         | советник-посланник Посольства России в Республике Корея   |                   |
| 29 декабря 2022  | 967         | Зайнутдинов, Руслан Амирович      | Генеральный консул в Дархане (Монголия)                   |                   |
| 29 декабря 2022  | 967         | Краминцев, Сергей Анатольевич     | советник-посланник Посольства России в Монголии           |                   |
| 29 декабря 2022  | 967         | Курбанов, Эльдар Марифович        | советник-посланник Посольства России в Сирии              |                   |
| 29 декабря 2022  | 967         | Оранский, Станислав Валерьевич    | Генеральный консул в Марселе (Франция)                    |                   |
| 29 декабря 2022  | 967         | Шамсутдинов, Шамиль Фоатович      | советник-посланник Посольства России в Таджикистане       |                   |

### 2023
| Дата присвоения | Номер указа | Ф.И.О.                             | Должность на момент присвоения                                      | Последующие ранги |
| --------------- | ----------- | ---------------------------------- | ------------------------------------------------------------------- | ----------------- |
| 9 февраля 2023  | 74          | Елкин, Михаил Владимирович         | зам. директора 2 ДСНГ МИД России                                    |                   |
| 9 февраля 2023  | 74          | Заболоцкая, Мария Владимировна     | зам. директора Правового департамента МИД России                    |                   |
| 9 февраля 2023  | 74          | Кондаков, Александр Валентинович   | зам. директора 2 ДСНГ МИД России                                    |                   |
| 9 февраля 2023  | 74          | Орлов, Григорий Владимирович       | советник-посланник Посольства России в Нидерландах                  |                   |
| 9 февраля 2023  | 74          | Петров, Андрей Юрьевич             | советник-посланник Посольства России в Бразилии                     |                   |
| 9 февраля 2023  | 74          | Райдер, Максим Георгиевич          | зам. директора Департамента безопасности МИД России                 |                   |
| 9 февраля 2023  | 74          | Рыковсков, Дмитрий Витальевич      | зам. директора 2 ДСНГ МИД России                                    |                   |
| 9 февраля 2023  | 74          | Субботин, Дмитрий Владимирович     | зам. директора ДНВ МИД России                                       |                   |
| 9 июня 2023     | 422         | Вешкурцев, Василий Михайлович      | советник-посланник Посольства России в Австрии                      |                   |
| 9 июня 2023     | 422         | Гребенщиков, Всеволод Эдуардович   | зам. директора ДВП МИД России                                       |                   |
| 9 июня 2023     | 422         | Дудник, Оксана Сергеевна           | Генеральный консул в Пусане (Республика Корея)                      |                   |
| 9 июня 2023     | 422         | Калинин, Андрей Викторович         | зам. директора Правового департамента МИД России                    |                   |
| 9 июня 2023     | 422         | Калугин, Михаил Александрович      | зам. директора 2 ДСНГ МИД России                                    |                   |
| 9 июня 2023     | 422         | Ким, Александр Вячеславович        | советник-посланник Посольства России в США                          |                   |
| 9 июня 2023     | 422         | Ковальчук, Ирина Сергеевна         | зам. директора 1 ДСНГ МИД России                                    |                   |
| 9 июня 2023     | 422         | Косенкова, Анна Владимировна       | советник-посланник Посольства России на Кубе                        |                   |
| 9 июня 2023     | 422         | Лысиков, Сергей Владимирович       | советник-посланник Посольства России в Албании                      | ЧПП-1, 2023       |
| 9 июня 2023     | 422         | Новосельцева, Вероника Анатольевна | советник-посланник Посольства России в Индонезии                    |                   |
| 9 июня 2023     | 422         | Косенкова, Анна Владимировна       | советник-посланник Посольства России на Кубе                        |                   |
| 9 июня 2023     | 422         | Репкин, Александр Валерьевич       | зам. директора ДЭС МИД России                                       |                   |
| 9 июня 2023     | 422         | Шин, Владимир Алексеевич           | зам. директора ДМИБ МИД России                                      |                   |
| 2 октября 2023  | 737         | Аристов, Андрей Андреевич          | советник-посланник Посольства России в Ираке                        |                   |
| 2 октября 2023  | 737         | Богомолова, Анна Павловна          | зам.директора Генерального секретариата МИД России                  |                   |
| 2 октября 2023  | 737         | Броварец, Андрей Петрович          | посол по особым поручениям МИД России                               |                   |
| 2 октября 2023  | 737         | Варламов, Игорь Николаевич         | советник-посланник Посольства России в Колумбии                     |                   |
| 2 октября 2023  | 737         | Васильев, Сергей Юрьевич           | заместитель Постпреда России при отделении ООН в Женеве (Швейцария) |                   |
| 2 октября 2023  | 737         | Волоковых, Петр Сергеевич          | советник-посланник Посольства России в Азербайджане                 |                   |
| 2 октября 2023  | 737         | Козлов, Александр Леонидович       | зам. директора 2ДА МИД России                                       |                   |
| 2 октября 2023  | 737         | Коротков, Андрей Александрович     | советник министра иностранных дел России                            |                   |
| 2 октября 2023  | 737         | Кранс, Станислав Максимович        | советник-посланник Посольства России в Малайзии                     |                   |
| 2 октября 2023  | 737         | Кудрявцева, Елена Юрьевна          | зам. директора ЛАД МИД России                                       |                   |
| 2 октября 2023  | 737         | Мгеладзе, Нана Михайловна          | Генеральный консул России в Гаване (Куба)                           |                   |
| 2 октября 2023  | 737         | Постников, Олег Владимирович       | зам. директора ДНКВ МИД России                                      |                   |
| 2 октября 2023  | 737         | Трофимов, Александр Владимирович   | зам. директора ДВП МИД России                                       |                   |
| 2 октября 2023  | 737         | Черновол, Андрей Георгиевич        | Посол России в Судане                                               |                   |
| 8 ноября 2023   | 849         | Гусаров, Александр Евгеньевич      | советник-посланник Посольства России в Великобритании               |                   |
| 8 ноября 2023   | 849         | Кошкин, Василий Николаевич         | зам. директора Департамента кадров МИД России                       |                   |
| 8 ноября 2023   | 849         | Патронов, Сергей Юрьевич           | Генеральный консул России в Палермо (Италия)                        |                   |
| 8 ноября 2023   | 849         | Прохоров, Олег Анатольевич         | Генеральный консул России в Касабланке (Марокко)                    |                   |
| 29 декабря 2023 | 997         | Погонин, Алексей Алексеевич        | советник-посланник Посольства России в Словении                     |                   |
| 29 декабря 2023 | 997         | Романов, Максим Геннадьевич        | советник-посланник Посольства России в Ливане                       |                   |

### 2024
| Дата присвоения | Номер указа | Ф.И.О.                               | Должность на момент присвоения                                                                                    | Последующие ранги |
| --------------- | ----------- | ------------------------------------ | --- | ----------------- |
| 13 февраля 2024 | 110         | Ведринская, Мария Евгеньевна         | генеральный консул России в Генуе (Италия)                                                                        |                   |
| 13 февраля 2024 | 110         | Калачёв, Александр Александрович     | заместитель директора Департамента кадров МИД России                                                              |                   |
| 13 февраля 2024 | 110         | Леденёв, Андрей Андреевич            | советник-посланник Посольства России в США                                                                        |                   |
| 13 февраля 2024 | 110         | Матвеев, Юрий Владимирович           | советник-посланник Посольства России в Египте                                                                     |                   |
| 13 февраля 2024 | 110         | Соколов-Щербачёв, Кирилл Геннадиевич | зам. директора ДИО МИД России                                                                                     |                   |
| 13 февраля 2024 | 110         | Ханеев, Максим Вячеславович          | советник-посланник Посольства России в Гане                                                                       |                   |
| 1 апреля 2024   | 224         | Булгаков, Илья Андреевич             | советник-посланник Посольства России в Иордании                                                                   |                   |
| 1 апреля 2024   | 224         | Варганов, Евгений Юрьевич            | заместитель директора Департамента экономического сотрудничества МИД России                                       |                   |
| 1 апреля 2024   | 224         | Воронцов, Константин Витальевич      | заместитель директора Департамента по вопросам нераспространения и контроля над вооружениями МИД России           |                   |
| 1 апреля 2024   | 224         | Гаврилов, Олег Владимирович          | заместитель директора Департамента информации и печати МИД России                                                 |                   |
| 1 апреля 2024   | 224         | Галактионова, Елена Владимировна     | заместитель директора Департамента по многостороннему гуманитарному сотрудничеству и культурным связям МИД России |                   |
| 1 апреля 2024   | 224         | Григорьев, Алексей Юрьевич           | заместитель директора Первого Европейского департамента МИД России                                                |                   |
| 1 апреля 2024   | 224         | Дьяков, Владимир Александрович       | советник-посланник Посольства России в Северной Македонии                                                         |                   |
| 1 апреля 2024   | 224         | Дьячков, Денис Геннадьевич           | советник-посланник Посольства России в Аргентине                                                                  |                   |
| 1 апреля 2024   | 224         | Идамкин, Алексей Михайлович          | генеральный консул России в Калькутте (Индия)                                                                     |                   |
| 1 апреля 2024   | 224         | Сапоженков, Кирилл Александрович     | советник-посланник Посольства России в Словакии                                                                   |                   |
| 1 апреля 2024   | 224         | Селезнёв, Максим Владимирович        | советник-посланник Посольства России в Армении                                                                    |                   |
| 1 апреля 2024   | 224         | Семёнов, Сергей Валентинович         | генеральный консул России в Гданьске (Польша)                                                                     |                   |
| 13 июня 2024    | 496         | Василян, Карен Ашотович              | генеральный консул России в Александрии (Египет)                                                                  |                   |
| 13 июня 2024    | 496         | Геворкян, Рафаэл Самвелович          | советник-посланник Посольства России в Иране                                                                      |                   |
| 13 июня 2024    | 496         | Джиоев, Азар Заурбегович             | заместитель постоянного представителя России при ОЗХО                                                             |                   |
| 13 июня 2024    | 496         | Кандауров, Руслан Измаилович         | генеральный консул России в Гюмри (Армения)                                                                       |                   |
| 13 июня 2024    | 496         | Коныгин, Николай Александрович       | генеральный консул России в Киркенесе (Норвегия)                                                                  |                   |
| 13 июня 2024    | 496         | Кудров, Евгений Александрович        | советник-посланник Посольства России в Саудовской Аравии                                                          |                   |
| 13 июня 2024    | 496         | Ляпин, Владимир Александрович        | советник-посланник Посольства России в Швеции                                                                     |                   |
| 13 июня 2024    | 496         | Садулин, Роман Ярулович              | заместитель директора Управления делами (департамента) МИД России                                                 |                   |
| 13 июня 2024    | 496         | Салимуллин, Ленар Шамилевич          | советник-посланник Посольства России в Эстонии                                                                    |                   |
| 13 июня 2024    | 496         | Топеха, Владимир Владимирович        | советник-посланник Посольства России в КНДР                                                                       |                   |
| 1 октября 2024  | 836         | Дегтярёв, Константин Петрович        | заместитель директора Департамента кадров МИД России                                                              |                   |
| 1 октября 2024  | 836         | Дмитриченко, Андрей Иванович         | советник-посланник Посольства России в Таиланде                                                                   |                   |
| 1 октября 2024  | 836         | Калашников, Николай Владимирович     | заместитель директора Департамента многостороннего сотрудничества по правам человека МИД России                   |                   |
| 1 октября 2024  | 836         | Копнина, Елена Сергеевна             | советник-посланник Посольства России в Румынии                                                                    |                   |
| 1 октября 2024  | 836         | Малькова, Виктория Валерьевна        | заместитель директора Первого департамента стран СНГ МИД России                                                   |                   |
| 1 октября 2024  | 836         | Никитин, Вадим Николаевич            | заместитель директора Департамента лингвистического обеспечения МИД России                                        |                   |
| 1 октября 2024  | 836         | Петрова, Светлана Владимировна       | советник-посланник Посольства России в Никарагуа                                                                  |                   |
| 1 октября 2024  | 836         | Темяшов, Андрей Иванович             | советник-посланник Посольства России в Сербии                                                                     |                   |
| 1 октября 2024  | 836         | Терских, Александр Александрович     | генеральный консул России в Осаке (Япония)                                                                        |                   |
| 1 октября 2024  | 836         | Щукин, Пётр Владиславович            | советник-посланник Посольства России в Туркменистане                                                              |                   |
| 27 декабря 2024 | 1113        | Боголюбов, Сергей Витальевич         | заместитель директора Генерального секретариата (Департамента) МИД России                                         |                   |
| 27 декабря 2024 | 1113        | Демурин, Дмитрий Михайлович          | заместитель директора Второго департамента стран СНГ МИД России                                                   |                   |
| 27 декабря 2024 | 1113        | Истомин, Александр Александрович     | советник-посланник Посольства России в Саудовской Аравии                                                          |                   |
| 27 декабря 2024 | 1113        | Киселёв, Андрей Николаевич           | советник-посланник Посольства России в Хорватии                                                                   |                   |
| 27 декабря 2024 | 1113        | Князева, Анна Александровна          | заместитель директора Правового департамента МИД России                                                           |                   |
| 27 декабря 2024 | 1113        | Морозов, Андрей Львович              | советник-посланник Посольства России в Боснии и Герцеговине                                                       |                   |
| 27 декабря 2024 | 1113        | Хуторская, Вера Валерьевна           | советник-посланник Посольства России в Таджикистане                                                               |                   |

### 2025
| Дата присвоения | Номер указа | Ф.И.О.                          | Должность на момент присвоения | Последующие ранги |
| --------------- | ----------- | ------------------------------- | --- | ----------------- |
| 10 февраля 2025 | 71          | Абакаров, Юсуп Мурадбекович     | генеральный консул России в Джидде (Саудовская Аравия)                                                                                                   |                   |
| 10 февраля 2025 | 71          | Градов, Сергей Викторович       | заместитель директора Валютно-финансового департамента МИД России                                                                                        |                   |
| 10 февраля 2025 | 71          | Ёлкин, Александр Григорьевич    | советник-посланник Посольства России в Литве |                   |
| 10 февраля 2025 | 71          | Иванов, Алексей Юрьевич         | советник-посланник Посольства России в Турции |                   |
| 10 февраля 2025 | 71          | Кокорев, Михаил Евгеньевич      | советник-посланник Посольства России в Эквадоре |                   |
| 10 февраля 2025 | 71          | Косилин, Андрей Алексеевич      | генеральный консул России в Констанце (Румыния) |                   |
| 10 февраля 2025 | 71          | Ниорадзе, Василий Владимирович  | заместитель директора Департамента информации и печати МИД России                                                                                        |                   |
| 10 февраля 2025 | 71          | Рубин, Максим Олегович          | генеральный консул России в Эрбиле (Ирак) |                   |
| 10 февраля 2025 | 71          | Трушин, Фёдор Филиппович        | заместитель директора Управления делами (Департамента) МИД России                                                                                        |                   |
| 10 февраля 2025 | 71          | Фадеев, Виталий Викторович      | заместитель директора Первого департамента Азии МИД России                                                                                               |                   |
| 10 февраля 2025 | 71          | Федосеев, Иван Сергеевич        | советник-посланник Посольства России в Дании |                   |
| 10 февраля 2025 | 71          | Хетагуров, Алан Александрович   | генеральный консул России в Усть-Каменогорске (Казахстан)                                                                                                |                   |
| 10 февраля 2025 | 71          | Чемерило, Андрей Александрович  | генеральный консул России на Шпицбергене (Норвегия) |                   |
| 11 июня 2025    | 395         | Андриашин, Сергей Христофорович | советник-посланник Посольства Российской Федерации в Исландии                                                                                            |                   |
| 11 июня 2025    | 395         | Ветрик, Сергей Михайлович       | генеральный консул Российской Федерации в Анталье (Турция)                                                                                               |                   |
| 11 июня 2025    | 395         | Зевахин, Тимур Алексеевич       | заместитель директора Департамента азиатского и тихоокеанского сотрудничества Министерства иностранных дел Российской Федерации                          |                   |
| 11 июня 2025    | 395         | Караваев, Игорь Вячеславович    | советник-посланник Посольства Российской Федерации в Королевстве Камбоджа                                                                                |                   |
| 11 июня 2025    | 395         | Кузьменков, Степан Юрьевич      | заместитель директора Департамента по многостороннему гуманитарному сотрудничеству и культурным связям Министерства иностранных дел Российской Федерации |                   |
| 11 июня 2025    | 395         | Марков, Алексей Геннадьевич     | генеральный консул Российской Федерации в Хьюстоне (США)                                                                                                 |                   |
| 11 июня 2025    | 395         | Мартынов, Игорь Александрович   | Чрезвычайный и полномочный посол Российской Федерации в Буркина-Фасо                                                                                     |                   |
| 11 июня 2025    | 395         | Мельников, Николай Евгеньевич   | директор Департамента информационного обеспечения Министерства иностранных дел Российской Федерации                                                      |                   |
| 11 июня 2025    | 395         | Нечаев, Иван Игоревич           | заместитель директора Департамента по работе с соотечественниками за рубежом Министерства иностранных дел Российской Федерации                           |                   |
| 11 июня 2025    | 395         | Орешенкова, Наталия Евгеньевна  | заместитель Постоянного представителя Российской Федерации при Всемирной торговой организации в Женеве (Швейцария)                                       |                   |
| 11 июня 2025    | 395         | Российский, Михаил Анатольевич  | советник-посланник Посольства Российской Федерации в Итальянской Республике                                                                              |                   |
| 11 июня 2025    | 395         | Семёнова, Екатерина Андреевна   | советник-посланник Посольства Российской Федерации в Народной Республике Бангладеш                                                                       |                   |
| 11 июня 2025    | 395         | Талыбов, Эльшад Муталим оглы    | советник-посланник Посольства Российской Федерации в Лаосской Народно-Демократической Республике                                                         |                   |
| 11 июня 2025    | 395         | Темников, Денис Михайлович      | советник-посланник Посольства Российской Федерации в Республике Сингапур                                                                                 |                   |
| 11 июня 2025    | 395         | Тимашов, Валерий Петрович       | генеральный консул Российской Федерации в Трабзоне (Турция)                                                                                              |                   |
| 11 июня 2025    | 395         | Чумарев, Сергей Леонидович      | заместитель директора Департамента многостороннего сотрудничества по правам человека Министерства иностранных дел Российской Федерации                   |                   |
| 11 июня 2025    | 395         | Шмелёва, Наталья Ивановна       | советник-посланник Посольства Российской Федерации в Исламской Республике Пакистан                                                                       |                   |

## Самый быстрый карьерный рост

### От посланника второго класса до посланника первого класса
| Фамилия, имя, отчество         | Дата присвоения ранга ЧПП-2 | Дата присвоения ранга ЧПП-1 | Промежуток               |
| ------------------------------ | --------------------------- | --------------------------- | ------------------------ |
| Ермаков, Алексей Александрович | 24 апреля 1993              | 17 сентября 1993            | 4 месяца, 24 дня         |
| Вдовин, Андрей Валентинович    | 10 декабря 1995             | 11 декабря 1996             | 1 год, 1 день            |
| Клюкин, Юрий Павлович          | 10 декабря 1995             | 11 декабря 1996             | 1 год, 1 день            |
| Беляев, Сергей Владимирович    | 19 ноября 1993              | 19 января 1995              | 1 год, 2 месяца          |
| Крылов, Вячеслав Борисович     | 28 августа 1992             | 10 ноября 1993              | 1 год, 2 месяца, 13 дней |

#### В XXI веке
| Фамилия, имя, отчество           | Дата присвоения ранга ЧПП-2 | Дата присвоения ранга ЧПП-1 | Промежуток                 |
| -------------------------------- | --------------------------- | --------------------------- | -------------------------- |
| Чепик, Георгий Юрьевич           | 8 февраля 2019              | 13 декабря 2019             | 10 месяцев, 5 дней         |
| Овчинников, Алексей Михайлович   | 21 июля 2015                | 10 июня 2017                | 1 год, 10 месяцев, 20 дней |
| Богдашев, Игорь Викторович       | 26 декабря 2017             | 13 декабря 2019             | 1 год, 11 месяцев, 17 дней |
| Павловский, Вячеслав Альфредович | 8 июля 2004                 | 28 июня 2006                | 1 год, 11 месяцев, 20 дней |
| Кулахметов, Марат Минюрович      | 10 февраля 2017             | 8 февраля 2019              | 1 год, 11 месяцев, 29 дней |

### От посланника второго класса до посла

#### Минуя ранг посланника первого класса
| Фамилия, имя, отчество        | Дата присвоения ранга ЧПП-2 | Дата присвоения ранга Посла | Промежуток         |
| ----------------------------- | --------------------------- | --------------------------- | ------------------ |
| Юхин, Владимир Владимирович   | 2 июня 1993                 | 1 октября 1993              | 3 месяца, 29 дней  |
| Шабанников, Геннадий Иванович | 17 сентября 1993            | 1 апреля 1994               | 6 месяцев, 15 дней |
| Головин, Борис Вячеславович   | 2 июля 1992                 | 8 февраля 1993              | 7 месяцев, 6 дней  |
| Третьяков, Сергей Михайлович  | 24 декабря 1992             | 1 октября 1993              | 9 месяцев, 7 дней  |
| Торкунов, Анатолий Васильевич | 16 октября 1992             | 17 сентября 1993            | 11 месяцев, 1 день |

#### Через ранг посланника второго класса
| Фамилия, имя, отчество          | Дата присвоения ранга ЧПП-2 | Дата присвоения ранга Посла | Промежуток                 |
| ------------------------------- | --------------------------- | --------------------------- | -------------------------- |
| Вдовин, Андрей Валентинович     | 10 декабря 1995             | 27 июля 1998                | 2 года, 7 месяцев, 17 дней |
| Гогитидзе, Виктор Юрьевич       | 30 апреля 1993              | 11 декабря 1996             | 3 года, 7 месяцев, 11 дней |
| Сафонов, Леонид Алексеевич      | 16 октября 1992             | 8 августа 1996              | 3 года, 9 месяцев, 23 дня  |
| Чижов, Владимир Алексеевич      | 1 апреля 1996               | 24 января 2000              | 3 года, 9 месяцев, 23 дня  |
| Иванов, Евгений Сергеевич       | 10 февраля 2014             | 10 февраля 2018             | 4 года ровно               |
| Афанасьев, Евгений Владимирович | 2 июня 1993                 | 3 июня 1997                 | 4 года, 1 день             |

#### Через ранг посланника второго класса в XXI веке
| Фамилия, имя, отчество           | Дата присвоения ранга ЧПП-2 | Дата присвоения ранга Посла | Промежуток                 |
| -------------------------------- | --------------------------- | --------------------------- | -------------------------- |
| Иванов, Евгений Сергеевич        | 10 февраля 2014             | 10 февраля 2018             | 4 года ровно               |
| Павловский, Вячеслав Альфредович | 8 июля 2004                 | 24 октября 2008             | 4 года, 3 месяца, 16 дней  |
| Моргулов, Игорь Владимирович     | 28 ноября 2007              | 1 мая 2012                  | 4 года, 5 месяцев, 3 дня   |
| Захарова, Мария Владимировна     | 22 декабря 2015             | 8 июня 2020                 | 4 года, 5 месяцев, 17 дней |
| Грушко, Александр Викторович     | 24 января 2000              | 12 июля 2004                | 4 года, 5 месяцев, 18 дней |